# Kiev
Kiev (en ucraniano: Київ, romanizado: Kíyiv, AFI: [ˈkɪjiu̯] (escucharⓘ)) es la capital y la mayor ciudad de Ucrania, con una población de 2 954 300 habitantes y aproximadamente 3 650 000 en su área metropolitana. Es un importante centro industrial, científico, educativo, cultural e histórico, además de sede de muchas industrias de alta tecnología. Kiev dispone de una amplia infraestructura, en la que se incluye su sistema de transporte público del que forma parte el Metro de Kiev, el sistema de metro más profundo del mundo, alcanzando los 105 metros de profundidad.
La ciudad posiblemente existió en el siglo V como un asentamiento en la gran ruta comercial entre Escandinavia y Constantinopla, esta teoría está fundamentada en la primera mención conocida referente a Kiev, en el año 482. Kiev fue entonces tributaria de los jázaros, hasta que los varegos (vikingos) se apoderaron de la ciudad en la segunda mitad del siglo IX. Bajo el dominio vikingo, la ciudad se convirtió en capital de la Rus de Kiev, el primer estado eslavo oriental. Completamente destruida durante la invasión de los mongoles en 1240, la ciudad perdió gran parte de su influencia en los años posteriores, siendo capital provincial de diversos estados: el Reino de Rutenia, el Gran Ducado, la República de las Dos Naciones, el Hetmanato Cosaco, Moscovia y el Imperio ruso.
La ciudad vivió la revolución industrial en el siglo XIX dentro del Imperio ruso, en este período la ciudad recuperó relevancia, posicionándose como una de las ciudades más importantes del imperio. En 1917, después de que la República Popular Ucraniana declarase su independencia tras la Guerra de Independencia de Ucrania, Kiev se convirtió en su capital. Con la derrota de la República Popular Ucraniana en la guerra de independencia, la ciudad fue ocupada por el ejército bolchevique que asignaría la ciudad a la RSS de Ucrania en 1922, dentro de la Unión Soviética. En 1934 la capital de la RSS de Ucrania pasó de ser Járkov a Kiev. La ciudad fue gravemente dañada durante la Segunda Guerra Mundial, pero, aunque se recuperó rápidamente en los años de la posguerra, las políticas del estalinismo remodelaron el estilo arquitectónico de la ciudad, al igual que en otras ciudades de la Unión. Posteriormente la ciudad se convertiría en la tercera ciudad más grande de la Unión Soviética. Tras el colapso de la Unión Soviética y la Declaración de Independencia de Ucrania, Kiev se estableció como la capital de Ucrania el 24 de agosto de 1991.

## Nombre

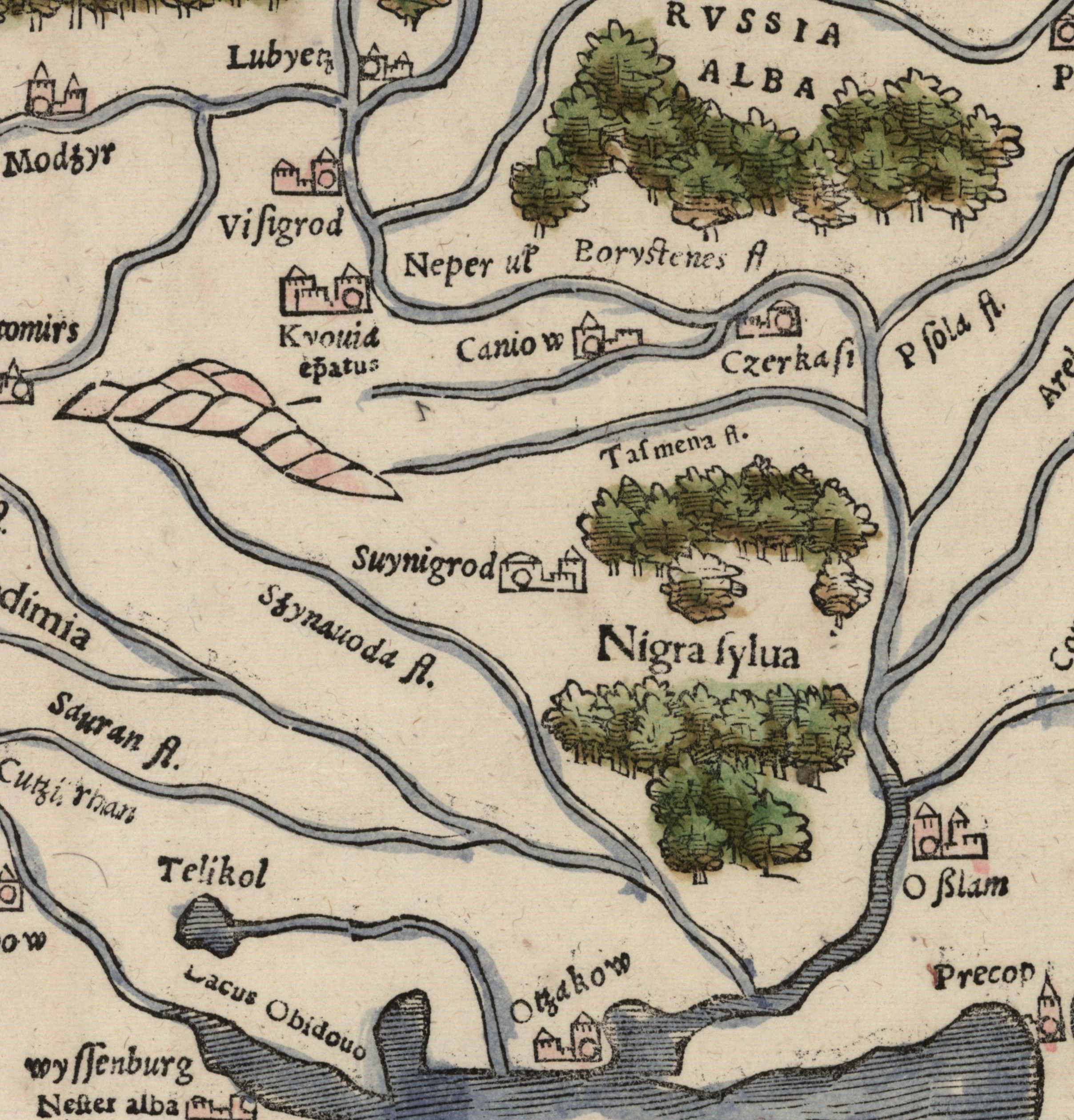
Detalle del mapa Polonia et Ungaria de Sebastian Münster (1552), en el que Kiev está marcado (en latín) con la leyenda «Kyouia ep̄atus» (en español: Episcopado de Kiev).

El nombre protoeslavo de la ciudad, esto es, el antiguo idioma común de todos los pueblos eslavos, el cual existió antes del nacimiento del ucraniano, el ruso, el polaco u otros, habría sido *kyjevъ o *kyevo, originándose, via una compleja evolución, de un posesivo de Kii.
El nombre ucraniano de la ciudad, tal como se escribe en la variante ucraniana del alfabeto cirílico, es Київ, y la forma romanizada oficial al inglés en Ucrania es Kyiv, de acuerdo con el sistema de transliteración que el gobierno ucraniano presentó en inglés en 2012 ante el Grupo de Expertos de las Naciones Unidas en Nombres Geográficos, que se basó en una trasliteración al inglés de los nombres en ucraniano de 1996.
Antes de la estandarización de la ortografía ucraniana a principios del siglo xx, el nombre de la ciudad también se escribía Кыѣвъ, Киѣвъ o Кіѣвъ, con la letra yat, ya eliminada del alfabeto. En el ucraniano de los siglos xiv y xv, la grafía era nominalmente *Києвъ, pero se han atestado diversas grafías, como кїєва (gen.), Кїєвь y Киев (ac.), кїєво y кїєвом (ins.), києвє, Кіеве, Кїєвѣ, Києвѣ y Киѣве (loc.).

#### Origen del nombre
Según la Crónica de Néstor, el nombre de la ciudad deriva de uno de sus fundadores, Kii, que junto a sus hermanos Shchek y Joriv, fundaron Kiev. Por el contrario, según Julius Brutzkus, el nombre Kiev proviene de las palabras túrquicas Kii, que significa llanura costera, ribera o muelle, y denotaría la ribera derecha (occidental) del río Dniéper donde se localizaba el primer poblado, y ev, que designa asentamiento: esto es, Kiev significaría "pueblo del muelle" o "poblado de la llanura".

#### Nombre en español
En español, instituciones como la Real Academia Española —que recoge también el libro de estilo de la Unión Europea— reconocen el uso y la validez del exónimo tradicional Kiev. Separadamente, los traductores de la Unión Europea indican que en español se usa Kiev.
Para denominar Kiev en español, también se usaron en el siglo XVIII los nombres Kiovia y Kief. Si bien en el siglo XIX se documentan Kiew y Kie, la Real Academia indica que es a principios de esa centuria que se documenta la voz Kiev por vez primera en español (1837) y que es precisamente dicho topónimo el que usa Juan Valera (1857).
El libro de estilo de El País solamente admite el nombre español Kiev; el mismo periódico destacó en 2022 que las ediciones hispanas de la BBC y de The New York Times también usan el castellano Kiev.

#### Nombre en otros idiomas
Con la moderna reglamentación de la ortografía ucraniana de finales del siglo XIX, se normalizó el uso de Kyiv (del ucraniano: Київ) en vez de Kiev, sin embargo siguió siendo mayoritario el uso de Kiev, en parte por la política de rusificación de Ucrania y la historia del ruso en Ucrania durante el Imperio ruso y la URSS.[cita requerida] Tras la disolución de la URSS a finales del siglo XX, se fue imponiendo la ucranianización que apoya el uso de Kyiv para la denominación en caracteres latinos de la capital, ya que considera la transliteración como procedente del ruso, no del ucraniano, la única lengua oficial a pesar de la importante minoría que habla ruso a diario.[cita requerida]

Tras la crisis de Crimea de 2014 y la guerra del Dombás, el uso de Kiev y otras transliteraciones, aceleraron su uso en muchas instituciones internacionales, debido al hincapié del gobierno ucraniano en su política de des-rusificación de Ucrania. En 2018, el Ministerio de Relaciones Exteriores de Ucrania lanzó en inglés una campaña internacional llamada #CorrectUA especialmente para fomentar el uso de las transliteraciones del ucraniano al alfabeto latino de ciudades como Kiev y de otras como Leópolis (Lviv en la romanización del ucraniano) o Járkov (Khárkiv). En Estados Unidos a petición del Departamento de Estado desde 2006 y actualizado en 2019, la Junta sobre nombres geográficos estadounidense aceptó oficializar el uso de Kyiv en vez de Kiev. Desde 2012, el libro de estilo de la Unión Europea en su transliteración al inglés pasó a recomendar el uso de Kyiv en vez Kiev. Durante los últimos años, distintas organizaciones internacionales han abandonado como oficial la transliteración de Kiev como la IATA, la OTAN y la OSCE, además de medios de comunicación anglófonos como The Economist, The Guardian, The Wall Street Journal, The Washington Post, la BBC o The New York Times. Obsérvese empero que las ediciones en español de la BBC y de The New York Times siguen usando el nombre castellano Kiev.

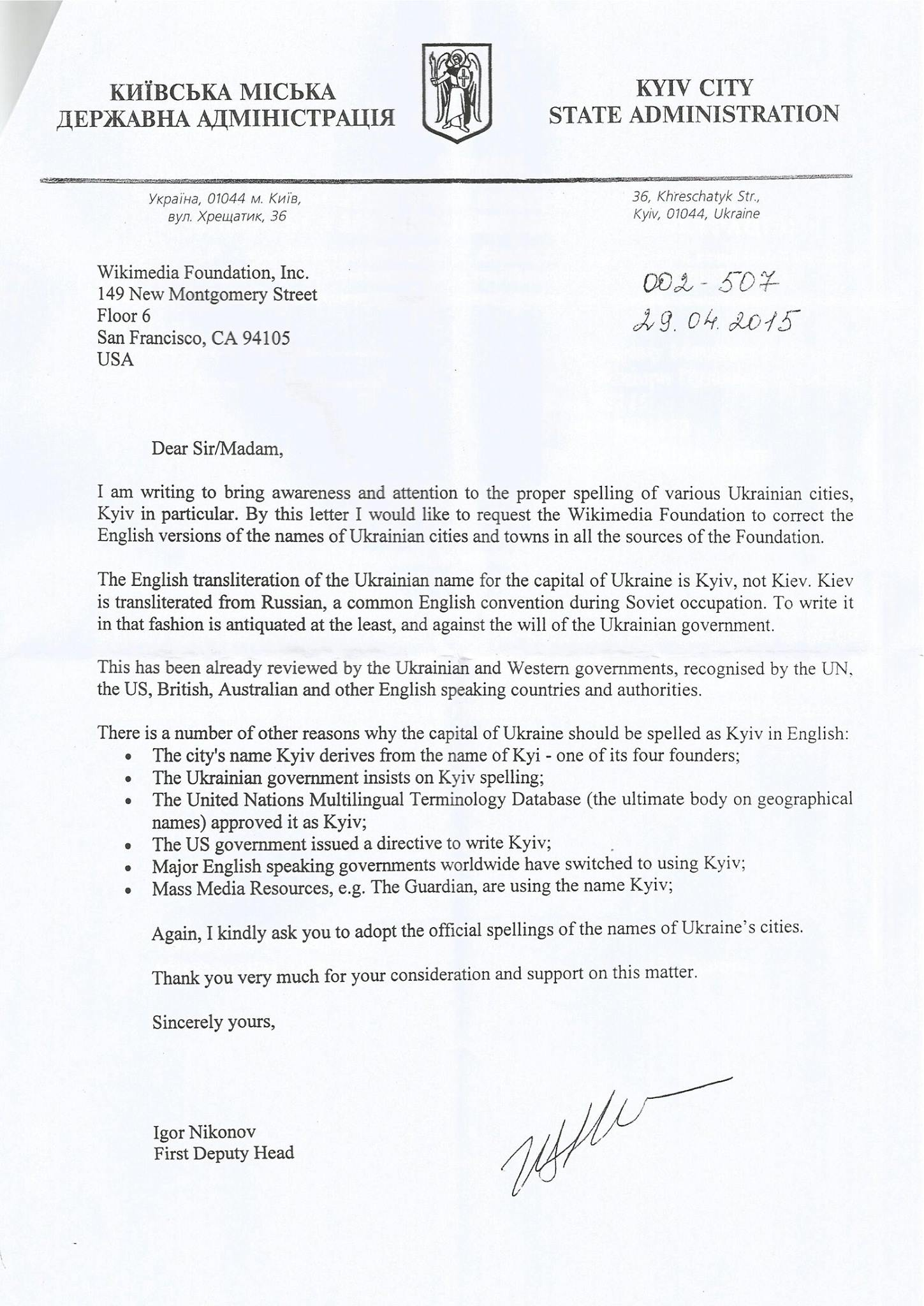
Carta de la oficina de administración de Kiev a la Fundación Wikimedia solicitando cambiar el exónimo Kiev por Kyiv en sus publicaciones en lengua inglesa. Finalmente se cambió en los artículos de Wikipedia en inglés.

La base de datos de nombres geográficos propuesto por las Naciones Unidas sugiere utilizar Kyiv en distintos idiomas (incluido el español), aunque mantiene la recomendación del uso de Kiev en idiomas como el francés.
Por su parte, en el caso del catalán, la Sección Filológica del Instituto de Estudios Catalanes aprobó en 2022 la grafía Kíiv para el Nomenclátor mundial.

## Simbología
La simbología de Kiev incluye el escudo, la bandera y el himno de la ciudad, además de un logotipo oficial utilizado para el turismo.
El escudo de Kiev está compuesto por la imagen del arcángel Miguel, el patrón de la ciudad, sobre un fondo azul. Este escudo fue aprobado oficialmente por el ayuntamiento de Kiev el 18 de abril de 1995. La bandera de Kiev es similar al escudo, con la diferencia de que en lugar del escudo, muestra la imagen del arcángel sobre la bandera.
El primer escudo de la ciudad conocido data de 1480 y estaba formado por un arco cargado sostenido por dos brazos. En el siglo XVII, el arco fue sustituido por una ballesta. Actualmente, este escudo es utilizado para representar al raión de Podil. El símbolo del arcángel Miguel se usó como el escudo del Voivodato de Kiev, del Regimiento de Kiev y de la ciudad misma desde 1782 hasta la captura de Kiev en 1920 por los bolcheviques. Entre 1920 y 1969, Kiev no tuvo su propio escudo hasta que se aprobó el emblema soviético de Kiev, que representaba un arco y una hoja de castaño con la estrella de ciudad heroica. Este escudo sirvió como oficial hasta la aprobación del escudo actual en 1995.

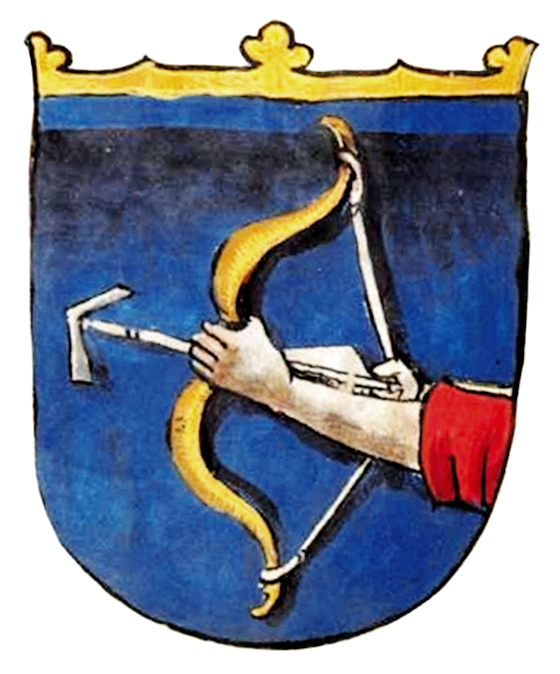
Siglos XV a XVI
Siglos XVII a XVIII
Año 1969 a 1995
Actualidad
Logo

## Historia
Kiev es una de las ciudades más antiguas de Europa Oriental y ha desempeñado un papel fundamental en el desarrollo de la civilización eslava oriental, así como de la nación ucraniana. Pese a la dificultad de determinar la fecha de fundación de la ciudad, el mes de mayo de 1982 fue elegido para celebrar el 1500 aniversario de la ciudad.
| Pertenencias históricas |
| - Rus de Kiev: 882-1240 - Principado de Kiev: 1132-1470 ——————————————————— - 'Ducado de Lituania': 1362-1569 - 'Voivadato de Kiev': 1471-1569 ——————————————————— - Mancomunidad: 1569-1649 - Corona de Polonia - 'Voivadato de Kiev' ——————————————————— - Hetmanato cosaco: 1649-1667 - Regimiento de Kiev ——————————————————— - Zarato moscovita: 1667-1721 - Gobernación de Kiev: 1708-1721 ——————————————————— - Imperio ruso: 1721-1917 - Gobernación de Kiev ——————————————————— - Ucrania: 1917-1919 - Hetmanato: 1918 ——————————————————— - Unión soviética: 1921-1941 - RSS de Ucrania ——————————————————— - Ocupación nazi: 1941-1943 - Comisariado para Ucrania ——————————————————— - Unión soviética: 1943-1991 - RSS de Ucrania ——————————————————— - Ucrania: desde 1991 |

### Historia temprana
Los primeros restos humanos encontrados en la región de Kiev datan de la Edad de Piedra. La población durante la Edad de Bronce formó parte de la llamada cultura de Tripilia, se cree esto debido a los objetos encontrados en el área. Durante la Edad del Hierro, ciertas tribus se asentaron alrededor, practicaban el cultivo de la tierra, la cría de ganado y el comercio con los escitas y con los antiguos estados de la costa norte del Mar Negro. Los hallazgos de monedas romanas de los siglos II a IV sugieren relaciones comerciales con las provincias orientales del Imperio romano. Los habitantes de la cultura Zarubintsy son considerados los antepasados directos de los antiguos eslavos que más tarde se establecieron en Kiev. También se cree que el primer asentamiento humano en este lugar puede haberse establecido entre el siglo V y VI. Durante los siglos VIII y IX, Kiev fue un destacamento del Imperio jázaro.

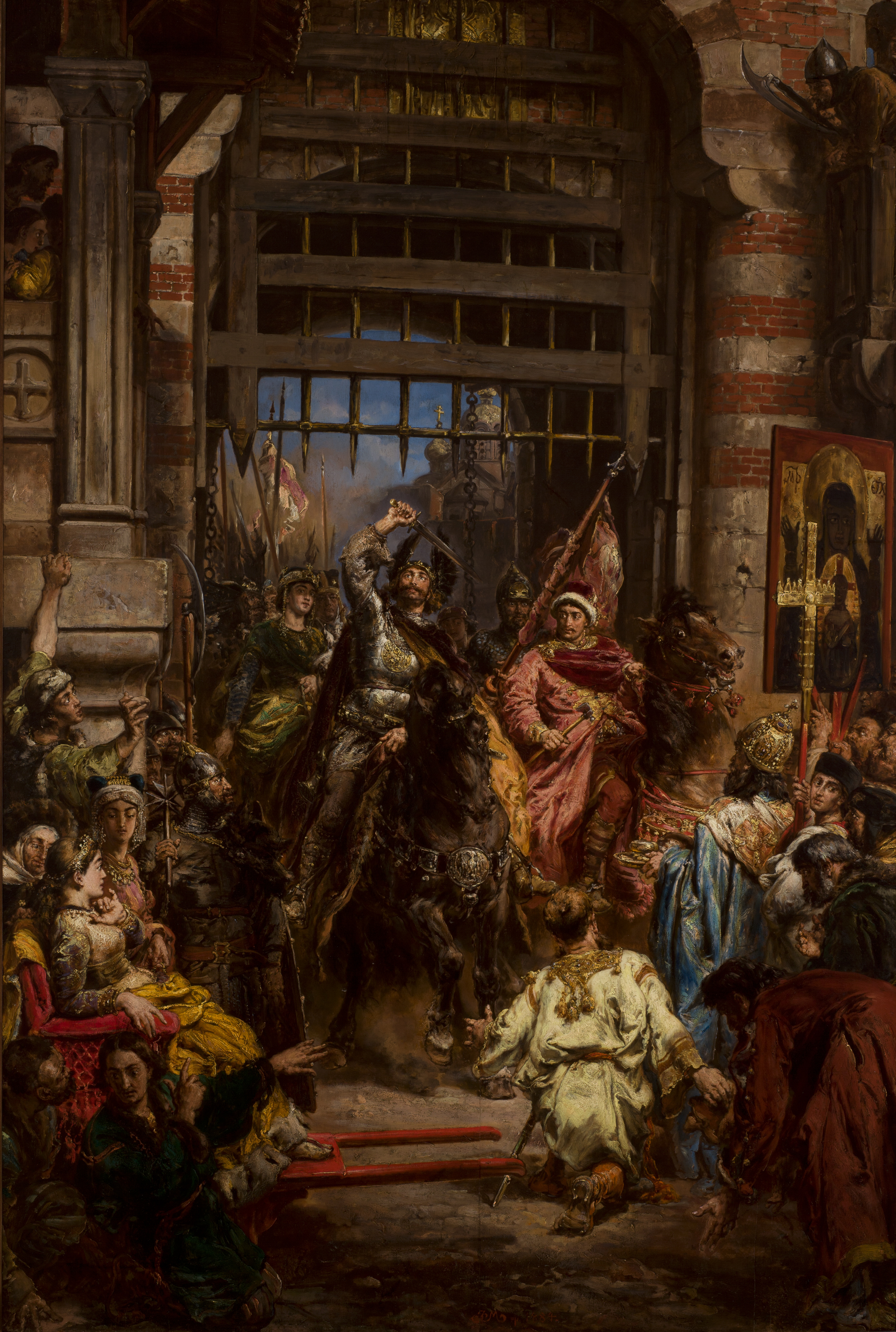
Boleslao I de Polonia y Sviatopolk I de Kiev, en un momento legendario de golpear la puerta dorada con la espada Szczerbiec. Pintura de Jan Matejko.

### Rus de Kiev
A principios del siglo IX el asentamiento cae bajo la influencia eslavo-varega, adoptando el nombre de Kyiev, siendo elegida la Madre de las Ciudades Rutenas por parte de Oleg de Nóvgorod. Tutyta, la región en torno a Kiev era conocida con el nombre de la Rus de Kiev, los habitantes de Kiev eran conocidos como rutenos; rusyni o rúsychi.
Gobernada por la nobleza de los varegos, Kiev se convirtió en el núcleo político de la Rus de Kiev, cuyo apogeo se alcanzó entre los siglos XI y principios del XIII. En 1240 la Invasión mongola de la Rus de Kiev, dirigida por Batú Kan, destruyó completamente la ciudad, hecho que provocó un profundo efecto en el futuro de la ciudad y de la civilización de los eslavos orientales. En el momento de la destrucción mongola, Kiev era considerada una de las ciudades más grandes del mundo, cuya población excedía los cien mil habitantes.

### Gran Ducado
A principios de la década de 1320, la ciudad empequeñecida y el área circundante fueron conquistadas por un ejército lituano liderado por el noble Gediminas cuando derrotó a un ejército eslavo dirigido por Stanislav de Kiev en la batalla en el río Irpín. Los tártaros también reclamaron Kiev y tomaron represalias en 1324, por lo que mientras Kiev fue gobernada por un príncipe lituano, pagaba tributo a la Horda de Oro. Finalmente, como resultado de la batalla de las Aguas Azules en 1362, Algirdas, gran duque de Lituania incorporó Kiev y sus alrededores al Gran Ducado de Lituania. En 1482 los tártaros de Crimea saquearon y quemaron gran parte de Kiev. Con la Unión de Lublin en 1569, cuando se estableció la República de las Dos Naciones, las tierras controladas por Lituania de la región de Kiev (Podolia, Volinia y Podlaquia) fueron transferidas del Gran Ducado de Lituania a la Corona del Reino de Polonia.

### Mancomunidad
Con la incorporación a la corona del reino de Polonia, Kiev se convirtió en la capital del voivodato de Kiev sin tener mucha relevancia durante este período. Kiev fue ocupado por las tropas del Hetmanato cosaco y pasó a ser parte de este en 1649. Tras la firma del Tratado de Pereyáslav en 1654, la guerra ruso-polaca por Ucrania estalló acabando en victoria rusa, que llevaría a la firma del Tratado de Andrúsovo. Más tarde en el Tratado de Hadiach de 1658 se proponía que Kiev se convirtiera en la capital del Gran Ducado de Rutenia pero este tratado nunca llegó a firmarse, de haberse hecho, habría formado la República de las Tres Naciones, formada por Polonia, Lituania y Ucrania.

### Hetmanato cosaco

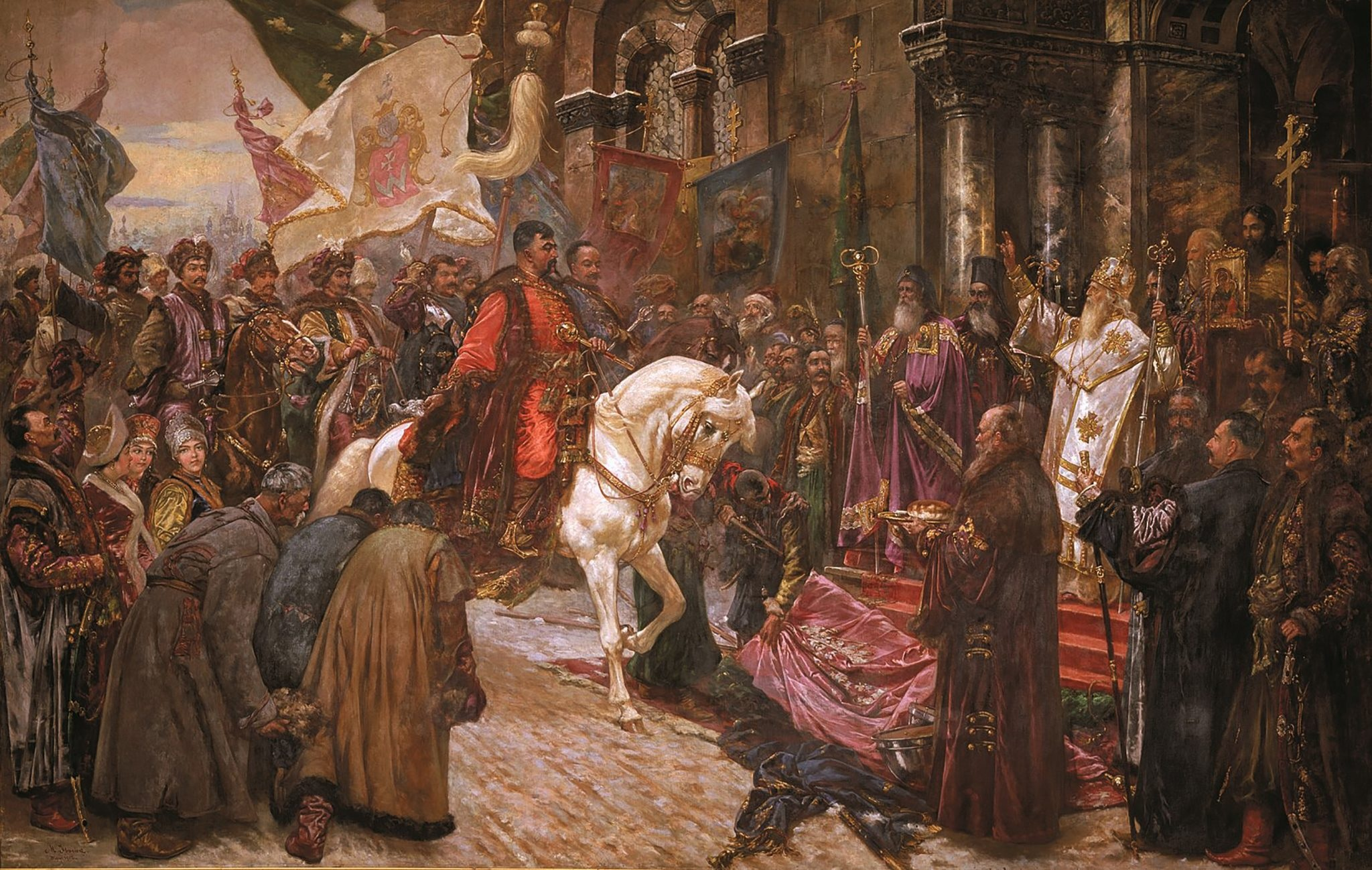
La entrada triunfal de Bohdán Jmelnitski en Kiev por Mykola Ivasiuk.

Kiev fue tomada en 1648 por Bogdán Jmelnitski y los cosacos del Sich de Zaporozhia. Más tarde, Kiev se integraría en el recién creado Hetmanato cosaco, siendo una de las ciudades principales de éste. El Hetmanato tuvo autonomía completa hasta la firma del tratado de Pereyáslav en 1654 donde se convertiría en un estado vasallo del Zarato ruso, a partir de ese momento el Hetmanato fue perdiendo autonomía hasta disolverse por completo en 1764. En este momento Kiev pasó a ser parte de la gobernación de Rusia Menor.

### Zarato e imperio ruso

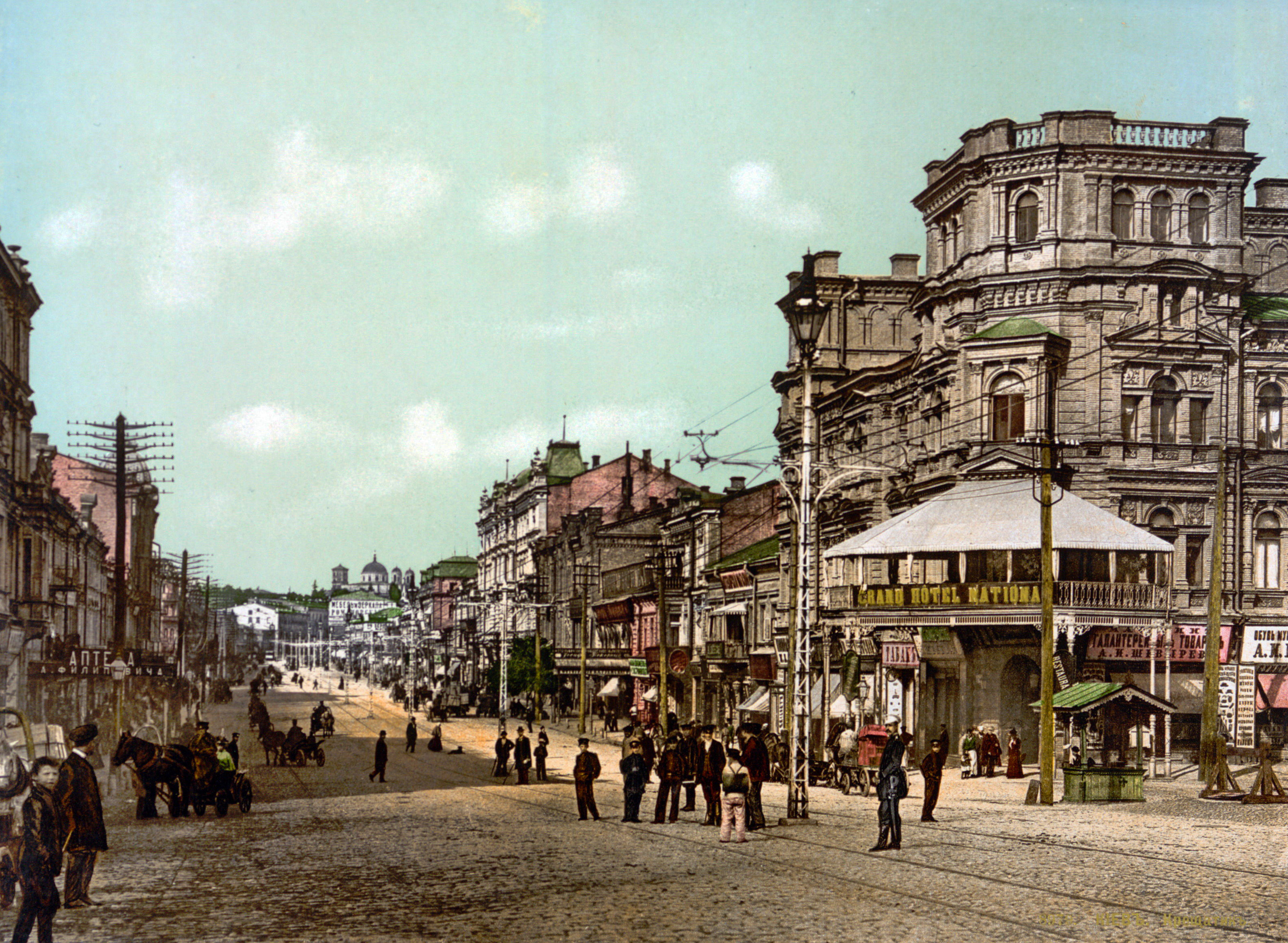
Jreschátyk en 1899.

Durante el reinado del Imperio ruso en los siglos XVIII y principios del XX, Kiev era la quinta ciudad más grande entre las ciudades del imperio después de San Petersburgo, Moscú, Varsovia y Odesa, también fue un centro cristiano de primer orden, atrayendo a peregrinos y fue la cuna de figuras religiosas muy importantes del imperio.
En los años 1820, Kiev tenía una población de 40 000 habitantes, de las cuales 18 000 eran militares. Después de la revuelta decembrista, en 1827, se estableció un gobernador general en Kiev, cuya tarea era llevar a cabo la política de rusificación del régimen zarista y luchar contra el movimiento revolucionario. En 1840, se abolió el estatuto de Lituania. La vida cultural y educativa de los ucranianos en la ciudad se complicó después de la Circular de Valúev de 1863 y el Ukaz de Ems de 1876, por el que se prohibía expresamente el uso del idioma ucraniano en textos de cualquier clase dentro del Imperio ruso, con la excepción de la reimpresión de antiguos documentos.
A diferencia de siglos anteriores, por primera vez la gente de Kiev pudo desarrollar su ciudad en condiciones de estabilidad, ya que no había ninguna guerra en curso y las autoridades rusas se centraron en el desarrollo de la infraestructura de la ciudad. En el siglo XIX, apareció la primera universidad y teatro de ópera, se instauraron las llamadas telefónicas y los telégrafos, y se inauguró el tranvía de Kiev. A pesar de las políticas socioeconómicas liberales, el gobierno imperial rusificó rigurosamente a las poblaciones locales polacas, ucranianas y judías.

### Revolución ucraniana

Manifestación a favor de la República Popular Ucraniana en Kiev en 1917

En el turbulento periodo que siguió a la Guerra de Independencia de Ucrania, Kiev se convirtió en la capital de diversos estados ucranianos. Con el comienzo de la guerra de independencia, Kiev fue el centro de lucha por la condición de independencia de Ucrania.
El 3 de marzo de 1917, con la caída del Imperio ruso, la Rada Suprema de Ucrania se estableció en la ciudad. El 20 de noviembre de 1917 se proclamó la República Popular de Ucrania y esta constituía a Kiev como su capital. El 8 de febrero de 1918, la ciudad fue conquistada por los bolcheviques, pero después del Tratado de Brest-Litovsk, Kiev fue liberada por las tropas de las potencias centrales. Del 29 de abril al 14 de diciembre de 1918, Kiev fue la capital del II Hetmanato, dirigida por el Hetman Pavló Skoropadsky. Tras el derrocamiento del II Hetmanato el 14 de febrero de 1919, la ciudad volvió a ser parte de la restaurada República Popular Ucraniana. En febrero de 1919, los bolcheviques volvieron a ocupar la ciudad, en agosto, Kiev la ocuparon las tropas de Antón Denikin y en diciembre fue nuevamente tomada por los bolcheviques. El 7 de mayo de 1920 Kiev fue tomada por las fuerzas aliadas del ejército de la República Popular Ucraniana y el ejército polaco durante la guerra polaco-soviética.

### Ucrania comunista

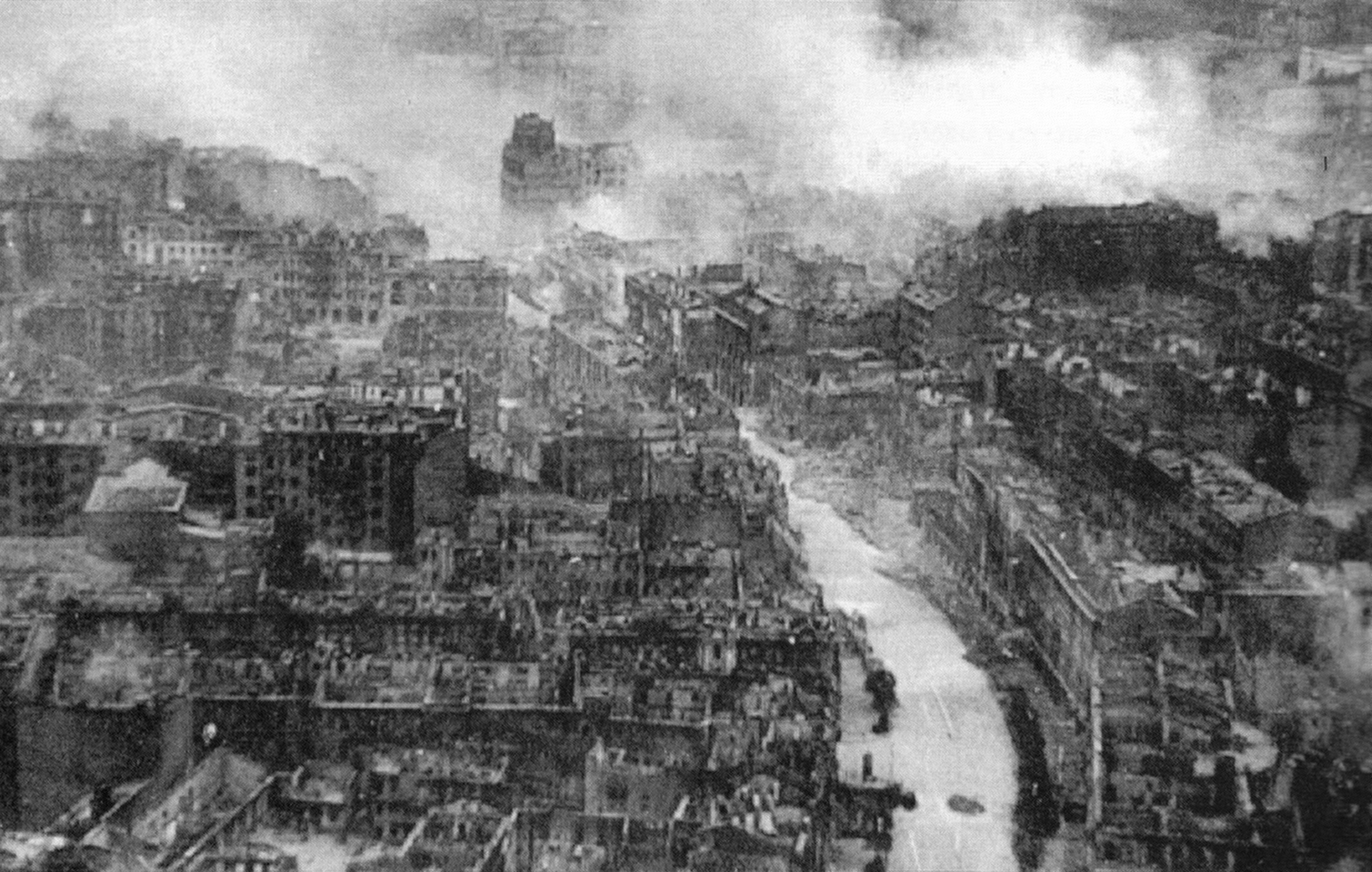
La ciudad de Kiev en ruinas durante la Segunda Guerra Mundial

El 13 de junio de 1921, el Ejército Rojo tomó Kiev, lo que marcó un cambio significativo en la historia de la ciudad. Con la victoria bolchevique, Kiev fue incorporada a la República Socialista Soviética de Ucrania, y la República Popular Ucraniana desapareció como entidad independiente.
Durante el período de entreguerras, Kiev experimentó transformaciones importantes bajo el gobierno soviético. En la década de 1920, se implementó un proceso de ucranización que buscaba fortalecer la identidad nacional ucraniana. Este proceso incluyó políticas para promover el uso del idioma ucraniano y fomentar la cultura local. La migración de población rural ucraniano-hablante también contribuyó a modificar el perfil lingüístico de la ciudad, que anteriormente era predominantemente ruso-hablante.
La industrialización bajo el régimen soviético comenzó a finales de la década de 1920, convirtiendo a Kiev en un centro industrial clave. Anteriormente conocida principalmente por su importancia histórica y religiosa, la ciudad se transformó en un hub industrial, tecnológico y científico. Este cambio atrajo a una gran cantidad de migrantes de diversas partes de la Unión Soviética, lo que contribuyó al rápido crecimiento de la población urbana.
Sin embargo, este período también estuvo marcado por tragedias como el Holodomor entre 1932 y 1933, una hambruna provocada por políticas colectivistas que devastó a la población ucraniana y dejó cicatrices profundas en la memoria colectiva del país. La Gran Purga de Stalin en la década de 1930 también tuvo un impacto devastador en Kiev y en toda Ucrania, eliminando a gran parte de la intelligentsia y a quienes se percibían como opositores al régimen.
En 1934, Kiev fue designada como la capital de la RSS de Ucrania, reemplazando a Járkov en este papel. Este cambio subrayó la importancia creciente de Kiev como centro político y administrativo dentro del contexto de la Unión Soviética.
Durante la Segunda Guerra Mundial, Kiev sufrió severamente. El 19 de septiembre de 1941, la ciudad cayó bajo ocupación nazi, y durante más de dos años, los habitantes de Kiev enfrentaron represión, deportaciones y ejecuciones masivas por parte de las fuerzas de ocupación. La ciudad fue liberada por el Ejército Rojo el 6 de noviembre de 1943, tras una feroz batalla que cobró miles de vidas. Por su resistencia durante este período, Kiev fue honrada con el título de Ciudad Heroica.
Después de la guerra, Kiev se recuperó rápidamente y se convirtió en una de las ciudades más importantes de la Unión Soviética, con un rápido crecimiento industrial y demográfico. Sin embargo, el desastre de Chernóbil en 1986, ubicado a aproximadamente 100 kilómetros al norte de Kiev, tuvo un impacto significativo en la ciudad. A pesar de la proximidad, la dirección predominante de los vientos permitió que la nube radiactiva se alejara de Kiev, minimizando los efectos directos en la ciudad.

### Ucrania independiente

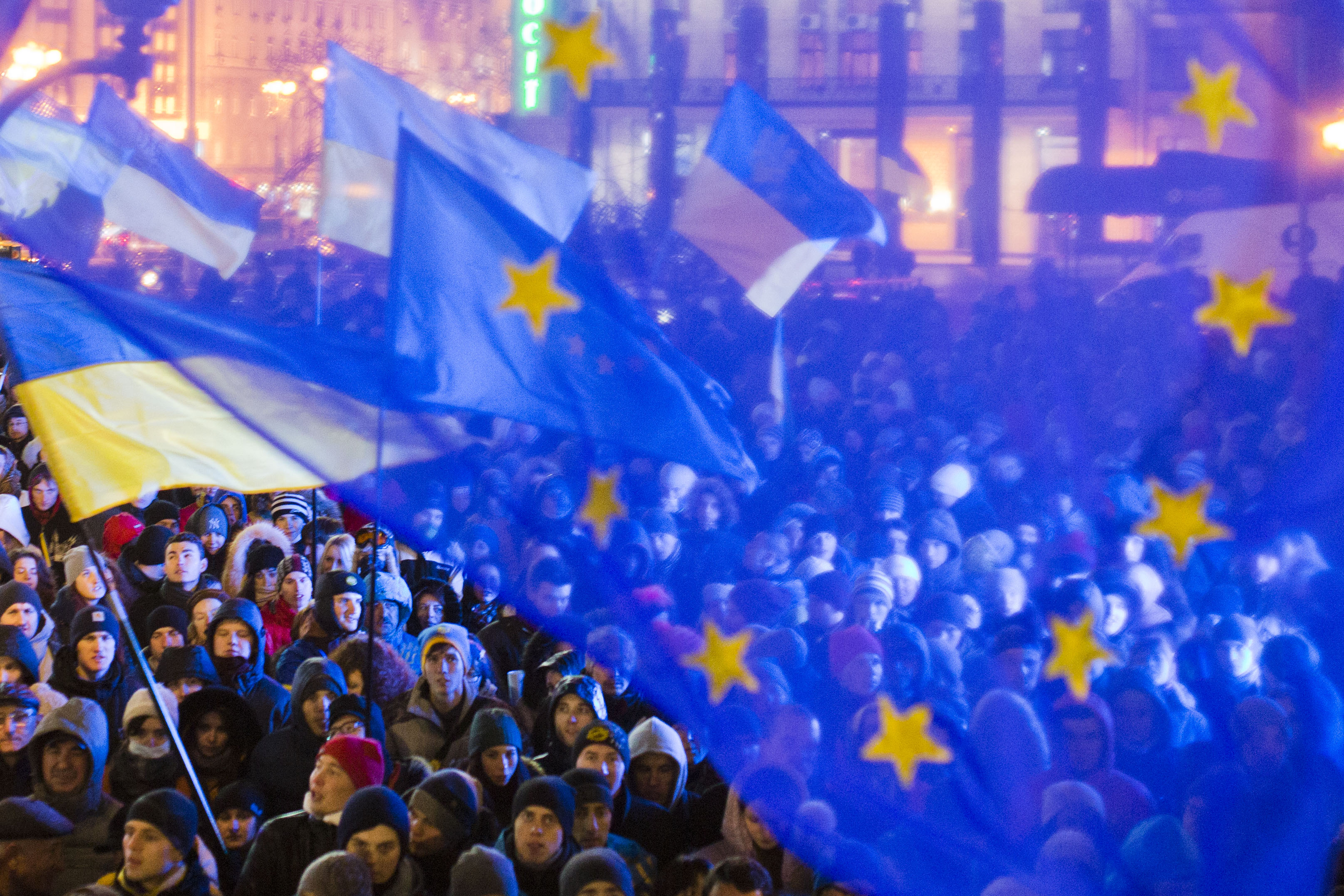
Protestas del Euromaidán

Con la disolución de la Unión Soviética, después de cincuenta y siete años como capital de la RSS de Ucrania, se proclama la declaración de Independencia de Ucrania en la ciudad de Kiev por la Rada Suprema el 24 de agosto de 1991 y Kiev se convierte en la capital de Ucrania. Los cambios en la década de 1990 fueron difíciles de implementar en la ciudad debido a una crisis socioeconómica en todo el país, que condujo a desempleo y recortes en la subvención para el desarrollo de la ciudad.
Con el comienzo de siglo, Kiev se convirtió repetidamente en el centro de las protestas de Ucrania. Entre 2000 y 2001, Kiev se convirtió en el centro de la campaña política "Ucrania sin Kuchma", que fue entonces la mayor protesta de poder contra el gobierno desde la independencia. Desde noviembre de 2004 hasta enero de 2005, hubo protestas masivas en la ciudad contra la manipulación de las elecciones presidenciales, llamada la Revolución naranja. Desde noviembre de 2013 hasta febrero de 2014, Kiev se convirtió en el centro del Euromaidán, durante el cual murieron más de cien manifestantes y cientos resultaron heridos en enfrentamientos con las fuerzas especiales de Bérkut en el centro de la ciudad.
El 11 de marzo de 2016, se cambiaron el nombre de 79 bulevares, plazas y calles en Kiev como parte de la implementación de la ley de descomunización.
Desde el 24 de febrero de 2022 la ciudad sufre bombardeos y el asedio de tropas del ejército ruso en la batalla de Kiev, como parte de la invasión de Ucrania. El día 25 del mismo mes, esas tropas llegan a solo 3 kilómetros de la plaza central de Kiev, pero tras una gran resistencia las tropas rusas fueron expulsadas de la ciudad el 1 de abril del mismo año.
Después del trágico suceso bélico, la capital ucraniana quedó devastada a corto plazo por las fuerzas rusas durante la batalla de Kiev. Hubo cientos de inmigrantes y refugiados, además muchos edificios destruidos por la artillería rusa, lo que ha desfavorecido la imagen de la ciudad.

## Gobierno y política

### Administración
Kiev tiene un estatus especial dentro de Ucrania, a diferencia de las demás subdivisiones administrativas del país. La diferencia más significativa es que la ciudad se considera una región o provincia de Ucrania. Es la única ciudad que tiene doble jurisdicción. El jefe de la administración de la ciudad, el gobernador, es nombrado por el presidente de Ucrania, mientras que el jefe del consejo de la ciudad, el alcalde, es elegido por votación popular local.
El actual alcalde de Kiev es Vitali Klichkó, quien asumió el cargo el 5 de junio de 2014 después de ganar las elecciones a la alcaldía de Kiev el 25 de mayo de 2014 con casi el 57 % de los votos. Desde el 25 de junio de 2014, Klichkó también es gobernador de Kiev.
Los edificios administrativos más importantes, como el edificio del Consejo de Ministros de Ucrania y la Rada Suprema, se encuentran a lo largo de la calle Myjaila Hrushévskoho y la calle Instytutska. La calle Hrushévskoho lleva el nombre del académico, político, historiador y estadista ucraniano Myjailo Hrushevski, quien escribió un libro titulado Stárostvo de Bar: Notas históricas: XV-XVIII sobre la historia de Bar en el Voivodato de Podolia (hoy en Ucrania). Esa parte de la ciudad también se conoce extraoficialmente como el barrio del gobierno (en ucraniano: урядовий квартал - uriadovei kvartal). La ciudad alberga una gran cantidad de embajadas, ministerios y otros edificios importantes.
La administración y el consejo estatal de la ciudad se encuentran en el edificio del consejo de la ciudad de Kiev en la calle Jreshchátyk. La administración y el consejo estatales de la óblast de Kiev se encuentran en el edificio del consejo de la óblast de Kiev en la plaza de Lesya Ukraínka. 

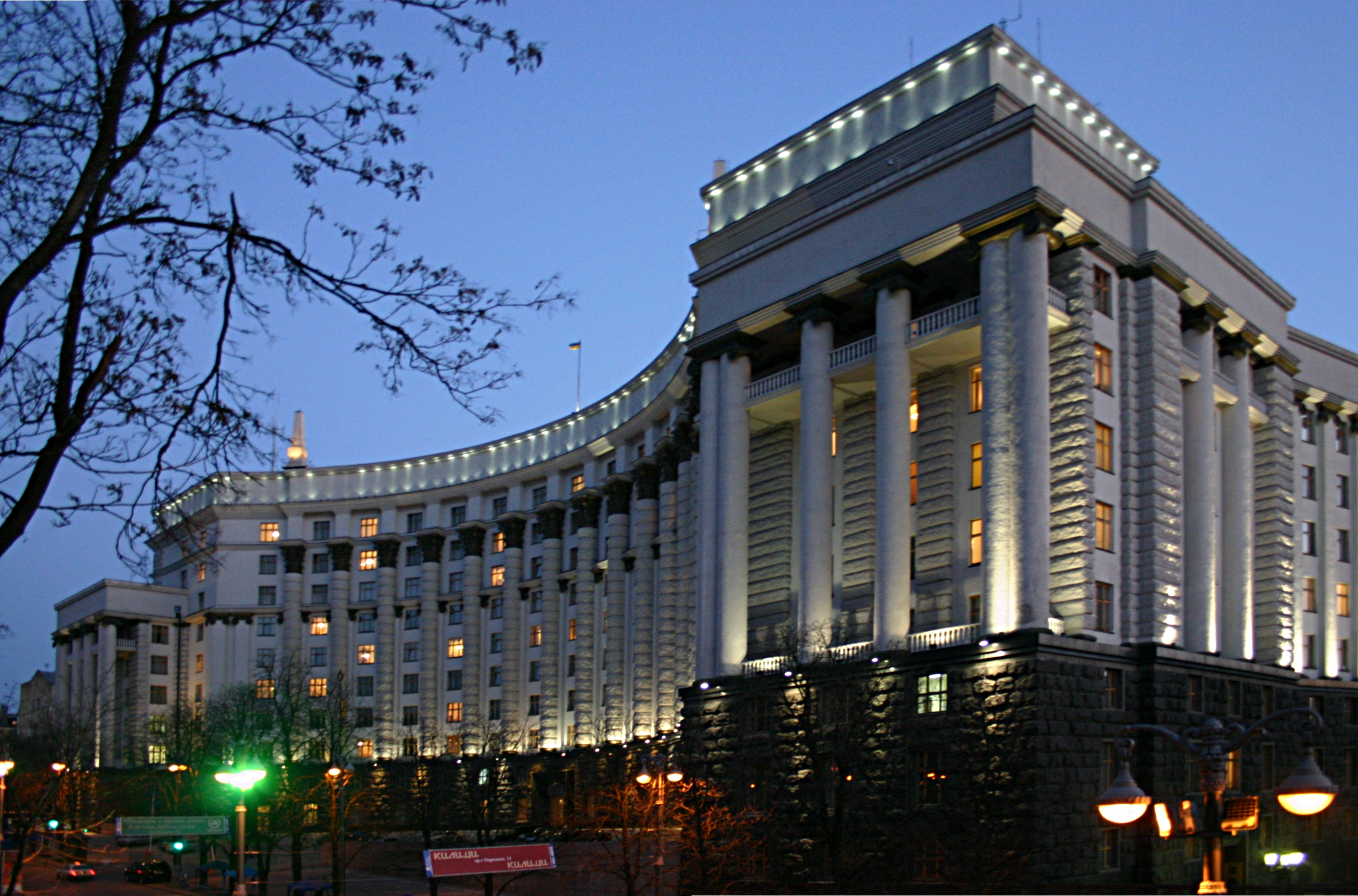
Gabinete de Ministros de Ucrania
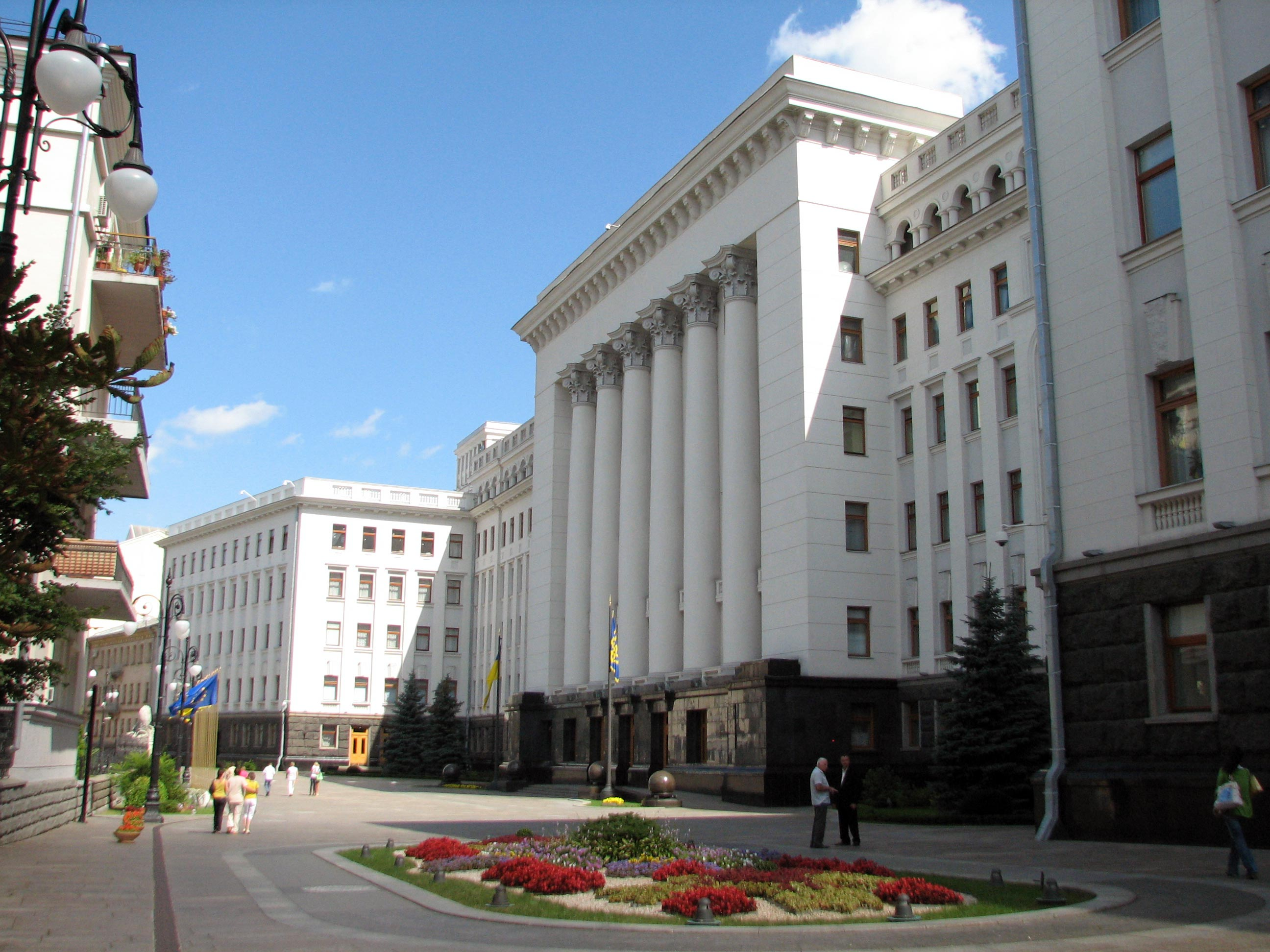
Edificio de Administración Presidencial
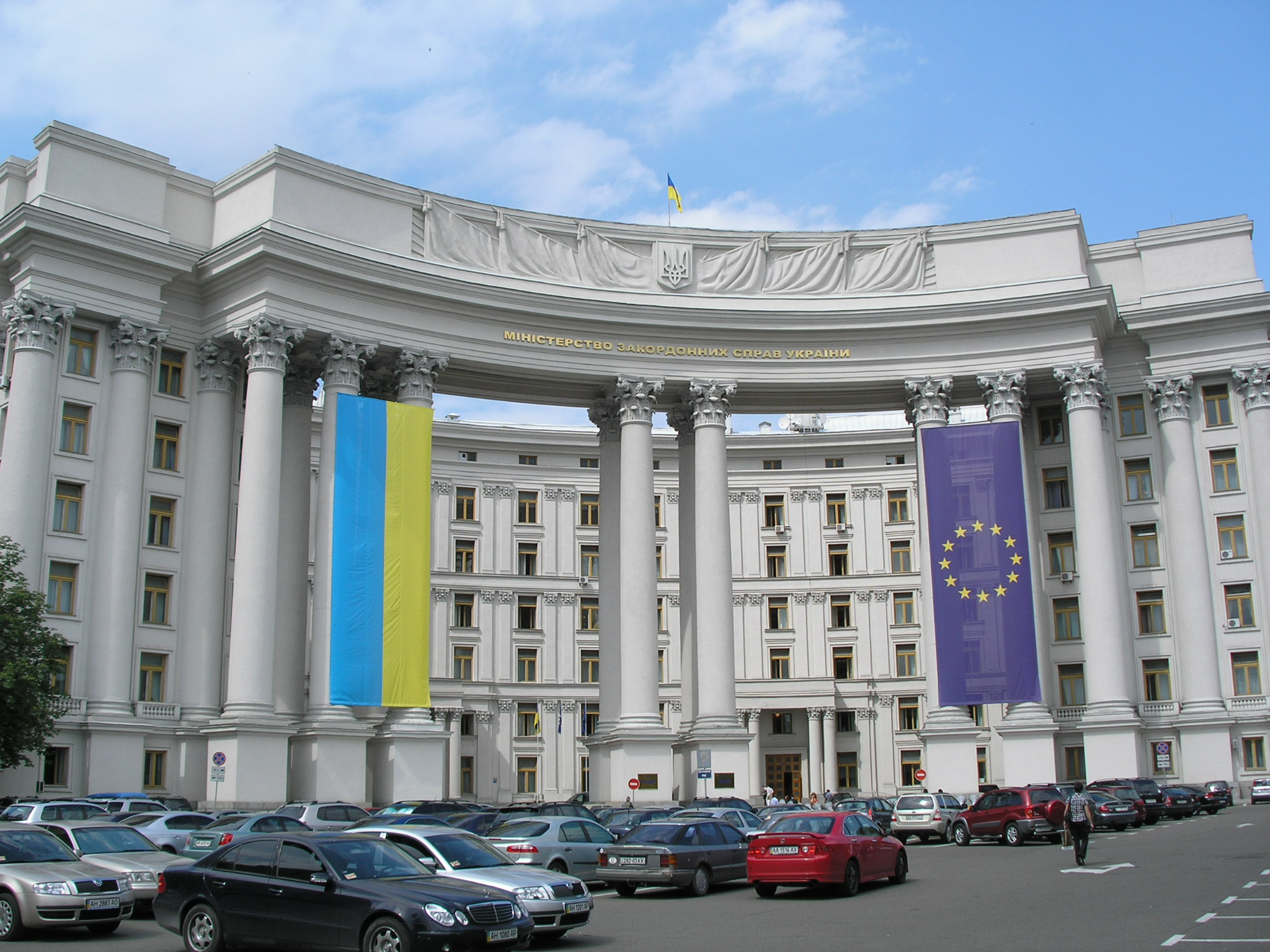
Ministerio de Asuntos Exteriores
Tribunal Supremo de Ucrania

### Organización territorial
Kiev está organizado en 10 raiones (barrios o distritos): 7 en la orilla derecha y 3 en la orilla izquierda.
| Mapa  | Raión                       | Raión                  | Superficie en km² | Habitantes | Habitantes por km² |
| ----- | --------------------------- | ---------------------- | ----------------- | ---------- | ------------------ |
|       |                             | Dárnytsia - Дарницький | 132,24            | 316 800    | 2 396              |
|       | Desná - Деснянський         | 154,2                  | 359 500           | 2 331      |                    |
|       | Dnipró - Дніпровський       | 66,7                   | 346 500           | 5 195      |                    |
|       | Holosiiv - Голосіївський    | 160,78                 | 232 900           | 1 449      |                    |
|       | Obolón - Оболонський        | 110,32                 | 315 800           | 2 863      |                    |
|       | Pechersk - Печерський       | 19,57                  | 141 400           | 7 225      |                    |
|       | Podil - Подільський         | 34,08                  | 192 200           | 5 640      |                    |
|       | Shevchenko - Шевченківський | 26,63                  | 229 000           | 8 599      |                    |
|       | Solomiansk - Солом'янський  | 40,52                  | 343 800           | 8 485      |                    |
|       | Sviatoshyn - Святошинський  | 102,63                 | 336 000           | 3 274      |                    |
| Total | Total                       | 847,67                 | 2 888 470         | 3 408      |                    |

## Geografía

Panorama de un barrio de Kiev hecho desde el río Dniéper.

Kiev se extiende a ambos lados del río Dniéper, que fluye hacia el sur hasta el mar Negro. Geográficamente, pertenece a la zona ecológica de Polesia, una región de bosque mixto en Europa centro-oriental. Sin embargo, la ciudad se distingue de la región circundante por tener un paisaje único, la orilla derecha, al oeste, está representada por numerosas colinas quebradas y ríos pequeños; la orilla izquierda, hacia el este, supuso la ampliación urbana a partir del siglo XX. Importantes zonas del valle del Dniéper fueron rellenadas artificialmente con arena y están protegidas por presas.
El río Dniéper forma un sistema de derivación de afluentes, compuesto por islas que alberga en el transcurso por la ciudad. La ciudad está limitada por la boca del río Desná, el embalse de Kiev al norte y el embalse de Kániv en el sur. Tanto el río Dniéper como el Desná son ríos navegables, aunque están regulados por el embalse para evitar su congelamiento durante el invierno.

### Biodiversidad y clima
La ciudad tiene una amplia densidad de árboles a lo largo de toda la ciudad, la planta más común de la ciudad es el castaño de Indias. En la XV Conferencia sobre el Cambio Climático de la ONU 2009, Kiev fue la única ciudad de la Comunidad de Estados Independientes que se inscribió en el TOP30 de las ciudades verdes europeas (puesto 30).
Kiev tiene un clima continental húmedo. Los meses más cálidos son junio, julio y agosto, con temperaturas medias de 13,8 a 24,8 °C. Los meses más fríos son diciembre, enero y febrero, con temperaturas medias de -4,6 a -1,1 °C. La temperatura más alta jamás registrada en la ciudad fue de 39,4 °C, el 31 de julio de 1936. La temperatura más fría jamás registrada en la ciudad es de -32,2 °C, el 7 y 9 de febrero de 1929. La nieve cae por lo general a partir de mediados de noviembre a finales de marzo, con un período libre de heladas promedio de 180 días al año, pero superando los 200 días en los últimos años.
| Parámetros climáticos promedio de Kiev (1991-2020)                         | Parámetros climáticos promedio de Kiev (1991-2020) | Parámetros climáticos promedio de Kiev (1991-2020) | Parámetros climáticos promedio de Kiev (1991-2020) | Parámetros climáticos promedio de Kiev (1991-2020) | Parámetros climáticos promedio de Kiev (1991-2020) | Parámetros climáticos promedio de Kiev (1991-2020) | Parámetros climáticos promedio de Kiev (1991-2020) | Parámetros climáticos promedio de Kiev (1991-2020) | Parámetros climáticos promedio de Kiev (1991-2020) | Parámetros climáticos promedio de Kiev (1991-2020) | Parámetros climáticos promedio de Kiev (1991-2020) | Parámetros climáticos promedio de Kiev (1991-2020) | Parámetros climáticos promedio de Kiev (1991-2020) |
| Mes                                                                        | Ene.                                               | Feb.                                               | Mar.                                               | Abr.                                               | May.                                               | Jun.                                               | Jul.                                               | Ago.                                               | Sep.                                               | Oct.                                               | Nov.                                               | Dic.                                               | Anual                                              |
| -------------------------------------------------------------------------- | -------------------------------------------------- | -------------------------------------------------- | -------------------------------------------------- | -------------------------------------------------- | -------------------------------------------------- | -------------------------------------------------- | -------------------------------------------------- | -------------------------------------------------- | -------------------------------------------------- | -------------------------------------------------- | -------------------------------------------------- | -------------------------------------------------- | -------------------------------------------------- |
| Temp. máx. abs. (°C)                                                       | 11.1                                               | 17.3                                               | 22.4                                               | 30.2                                               | 33.6                                               | 35.0                                               | 39.4                                               | 39.3                                               | 33.6                                               | 28.0                                               | 23.2                                               | 14.7                                               | 39.4                                               |
| Temp. máx. media (°C)                                                      | -0.8                                               | 0.7                                                | 6.5                                                | 15.0                                               | 21.1                                               | 24.6                                               | 26.5                                               | 25.9                                               | 20.0                                               | 12.9                                               | 5.3                                                | 0.5                                                | 13.2                                               |
| Temp. media (°C)                                                           | -3.2                                               | -2.3                                               | 2.5                                                | 10.0                                               | 15.8                                               | 19.5                                               | 21.3                                               | 20.5                                               | 14.9                                               | 8.6                                                | 2.6                                                | -1.8                                               | 9                                                  |
| Temp. mín. media (°C)                                                      | -5.5                                               | -5.0                                               | -0.8                                               | 5.7                                                | 10.9                                               | 14.8                                               | 16.7                                               | 15.7                                               | 10.6                                               | 5.1                                                | 0.4                                                | -3.9                                               | 5.4                                                |
| Temp. mín. abs. (°C)                                                       | −32.9                                              | −32.2                                              | −24.9                                              | −10.4                                              | −2.4                                               | 2.4                                                | 5.8                                                | 3.3                                                | −2.9                                               | −17.8                                              | −21.9                                              | −30.0                                              | −32.9                                              |
| Precipitación total (mm)                                                   | 38                                                 | 40                                                 | 40                                                 | 42                                                 | 65                                                 | 73                                                 | 68                                                 | 56                                                 | 57                                                 | 46                                                 | 46                                                 | 47                                                 | 618                                                |
| Nevadas (cm)                                                               | 9                                                  | 11                                                 | 7                                                  | 0                                                  | 0                                                  | 0                                                  | 0                                                  | 0                                                  | 0                                                  | 0                                                  | 2                                                  | 5                                                  | 34                                                 |
| Días de lluvias (≥ 1 mm)                                                   | 8                                                  | 7                                                  | 9                                                  | 13                                                 | 14                                                 | 15                                                 | 14                                                 | 11                                                 | 14                                                 | 12                                                 | 12                                                 | 9                                                  | 138                                                |
| Días de nevadas (≥ 1 mm)                                                   | 17                                                 | 17                                                 | 10                                                 | 2                                                  | 0.2                                                | 0                                                  | 0                                                  | 0                                                  | 0.03                                               | 2                                                  | 9                                                  | 16                                                 | 73.2                                               |
| Horas de sol                                                               | 36                                                 | 71                                                 | 117                                                | 164                                                | 241                                                | 231                                                | 219                                                | 217                                                | 140                                                | 94                                                 | 33                                                 | 25                                                 | 1588                                               |
| Humedad relativa (%)                                                       | 83                                                 | 80                                                 | 74                                                 | 64                                                 | 62                                                 | 67                                                 | 68                                                 | 67                                                 | 74                                                 | 77                                                 | 85                                                 | 86                                                 | 74                                                 |
| Fuente n.º 1: Instituto Meteorológico de DinamarcaПогода и климат          |                                                    |                                                    |                                                    |                                                    |                                                    |                                                    |                                                    |                                                    |                                                    |                                                    |                                                    |                                                    |                                                    |
| Fuente n.º 2: CENTRAL GEOPHYSICAL OBSERVATORY named after Boris Sreznevsky |                                                    |                                                    |                                                    |                                                    |                                                    |                                                    |                                                    |                                                    |                                                    |                                                    |                                                    |                                                    |                                                    |

## Demografía
El último censo realizado en la ciudad, en febrero de 2021, registra una población de 2 960 300 habitantes.
Según los datos del último censo nacional, el 5 de diciembre de 2001, hay más de 130 nacionalidades y grupos étnicos que residen en el territorio de Kiev. Los ucranianos constituyen el grupo étnico más numeroso de Kiev, y cuentan con el 82,2 % de la población total. Los rusos suman el 13,1 %, los bielorrusos el 0,6 %, los polacos el 0,3 %, los armenios el 0,2 % y la población conjunta de azeríes, tártaros, judíos, georgianos y moldavos forman el 0,4 %.
Tanto el idioma ucraniano como el idioma ruso son comúnmente hablados en la ciudad, con más personas que utilizan el ruso, tres veces más habitantes reivindican como su lengua materna el ucraniano frente al ruso. Según una encuesta de 2006, el ucraniano se utiliza en los hogares de Kiev por un 23 %, frente a un 52 % que dice utilizar la lengua rusa y un 24 % que utiliza ambos idiomas.
La invasión rusa de Ucrania provocó una nueva oleada de ucranización en la ciudad, en la que cada vez más personas optaron por hablar ucraniano. Según una encuesta realizada por el Instituto Republicano Internacional en abril-mayo de 2023, el 59 % de la población de la ciudad hablaba ucraniano en casa, y el 38 % hablaba ruso.

## Infraestructura

### Educación

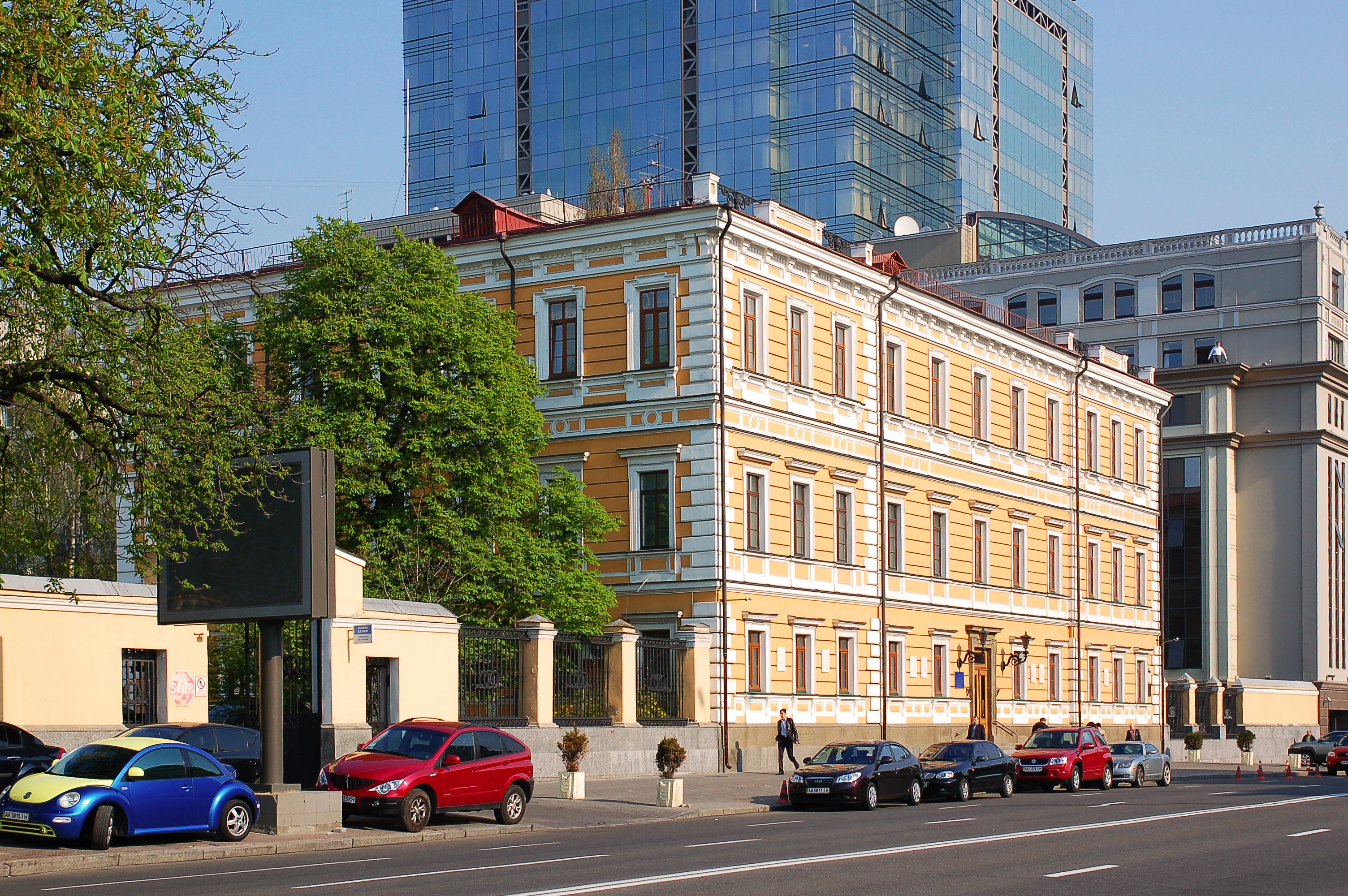
Academia Nacional de Ciencias de Ucrania

Entre los siglos X y XIII, Kiev fue el centro educativo más grande de la Rus de Kiev. La ciudad tenía escuelas de alfabetización, numerosas bibliotecas, entre ellas la llamada biblioteca de Yaroslav el Sabio que contaba con unos 950 volúmenes. Las pintadas en las paredes de los templos y embarcaciones de la ciudad demuestran que algunos habitantes de Kiev sabían leer y escribir en esa época.
Después de la invasión mongola de la Rus de Kiev, el nivel educativo en Kiev disminuyó y las bibliotecas de la ciudad fueron quemadas, preservándose hasta el día de hoy una cantidad minúscula de libros o documentos. Desde finales del siglo XIV, los nombres de estudiantes de Kiev aparecen en las listas de la Sorbona de París y otras universidades de Europa occidental. En 1436 se formó el primer médico de la nación rutena (ucraniana) en Kiev, Iván Tinkevich.
Desde finales del siglo XVII, la Academia Kiev-Moguila formó a muchos científicos de prestigio, siendo una de las academias más importantes del imperio ruso. En 1834 se abrió la primera universidad de la ciudad, la Universidad de Kiev, que desde entonces se ha convertido en un destacado centro educativo y científico nacional, actualmente Kiev es el centro de ciencias más grande de Ucrania.

#### Educación primaria y media
La ciudad alberga alrededor de 530 escuelas que ofrecen educación primaria y secundaria integrada, abarcando un currículo que incluye matemáticas, ciencias, historia y lengua ucraniana, complementado con actividades extracurriculares en arte y deporte. Además, cuenta con cerca de 680 guarderías que desempeñan un papel crucial en el desarrollo temprano de los niños, preparándolos para la educación formal. Kiev también ofrece opciones educativas para adultos con escuelas nocturnas que permiten continuar la educación o adquirir nuevas habilidades.
Las escuelas técnicas especializadas en Kiev son fundamentales para la educación técnica y profesional, ofreciendo programas en campos como ingeniería, tecnología de la información y servicios sociales. La ciudad también alberga seminarios teológicos evangélicos. Además, la presencia de instituciones educativas internacionales ha aumentado en Kiev, ofreciendo programas en inglés y otros idiomas, atrayendo a estudiantes de todo el mundo y enriqueciendo la diversidad cultural y educativa de la ciudad. 

#### Educación superior
Kiev tiene una amplia diversidad de universidades, las principales son la Universidad Nacional Taras Shevchenko de Kiev, Instituto Politécnico de Kiev Ígor Sikorski, la Academia Kiev-Moguila y la Universidad Nacional de Comercio y Economía de Kiev. De estos, la Academia Mohyla es la más antigua, fundada como una escuela teológica en 1632, pero la Universidad Tarás Shevchenko, fundada en 1834, es la más antigua en funcionamiento continuo. El número total de instituciones de educación superior en Kiev se aproxima a 200, lo que permite a los jóvenes seguir casi cualquier línea de estudio. Si bien la educación tradicionalmente permanece en gran medida en manos del estado, hay varias instituciones privadas en la ciudad.

#### Investigación científica
La investigación científica se lleva a cabo en muchas universidades y, además, en muchos institutos de investigación afiliados a la Academia Nacional de Ciencias de Ucrania. En Kiev se encuentra el Ministerio de educación y ciencia de Ucrania y también destaca por sus contribuciones a la investigación médica e informática.

#### Bibliotecas
Kiev tiene numerosas bibliotecas, la principal es la biblioteca nacional Vernadsky de Ucrania, que es la principal biblioteca académica y centro de información científica de Ucrania, así como una de las bibliotecas nacionales más grandes del mundo. La Biblioteca Nacional está afiliada a la Academia de Ciencias en la medida en que es una biblioteca de depósito y, por lo tanto, sirve como archivo de la academia. La biblioteca nacional es el repositorio más importante del mundo de música popular judía grabada en cilindros de cera Edison, su colección de folklore musical judío (1912-1947) se inscribió en el Registro de la Memoria del Mundo de la UNESCO en 2005.

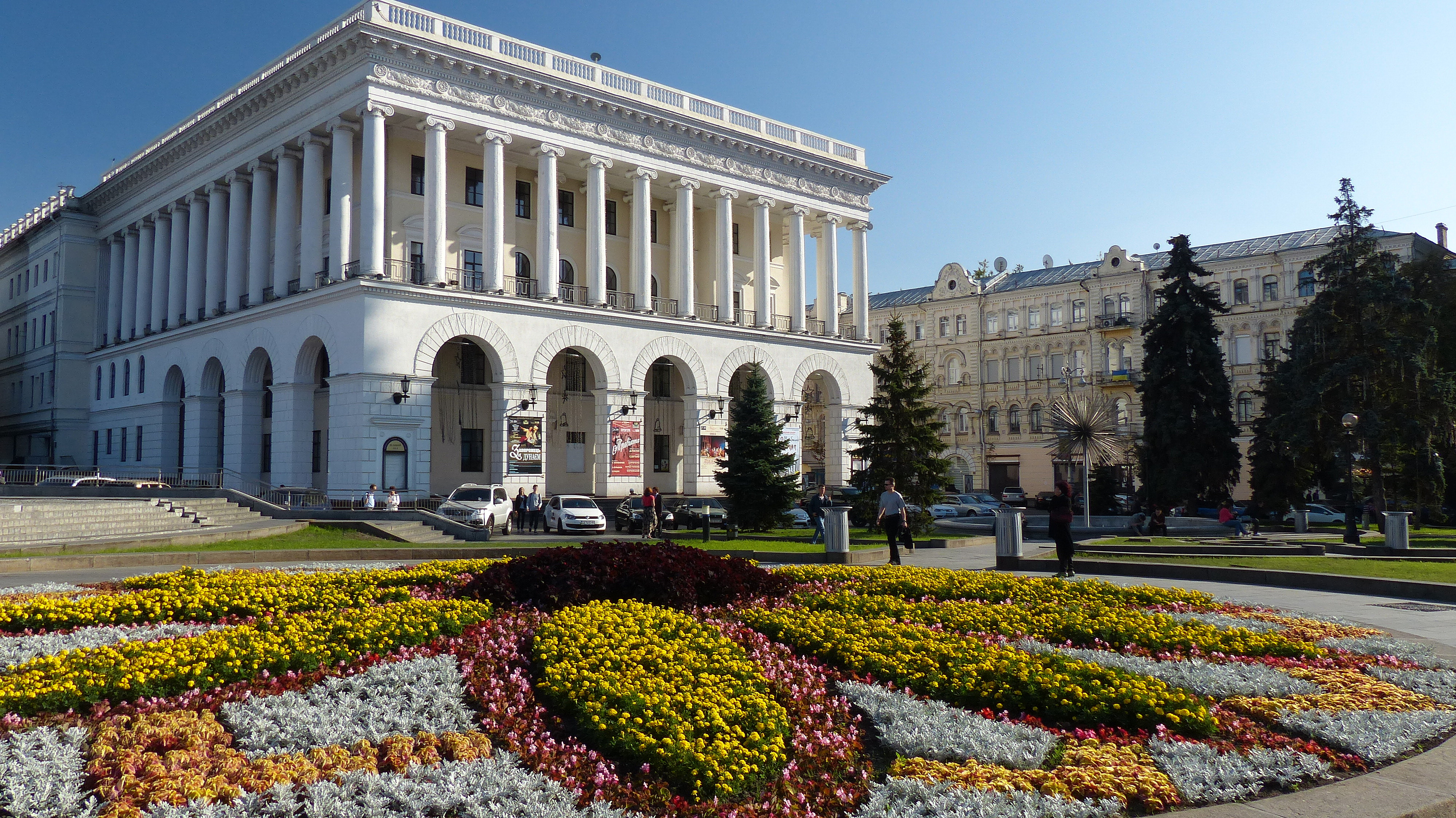
Conservatorio de Kiev
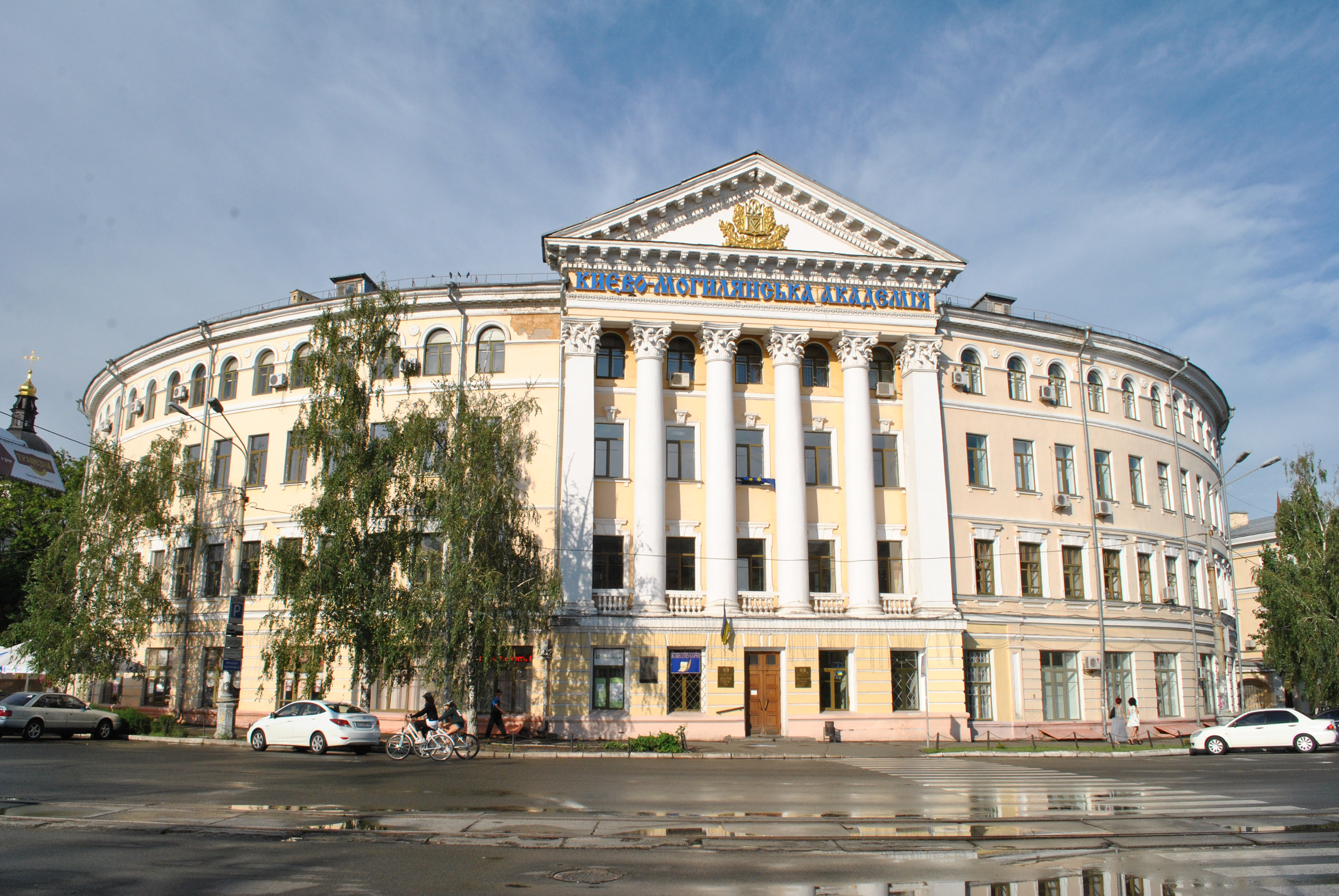
Academia Kyiv-Mohyla
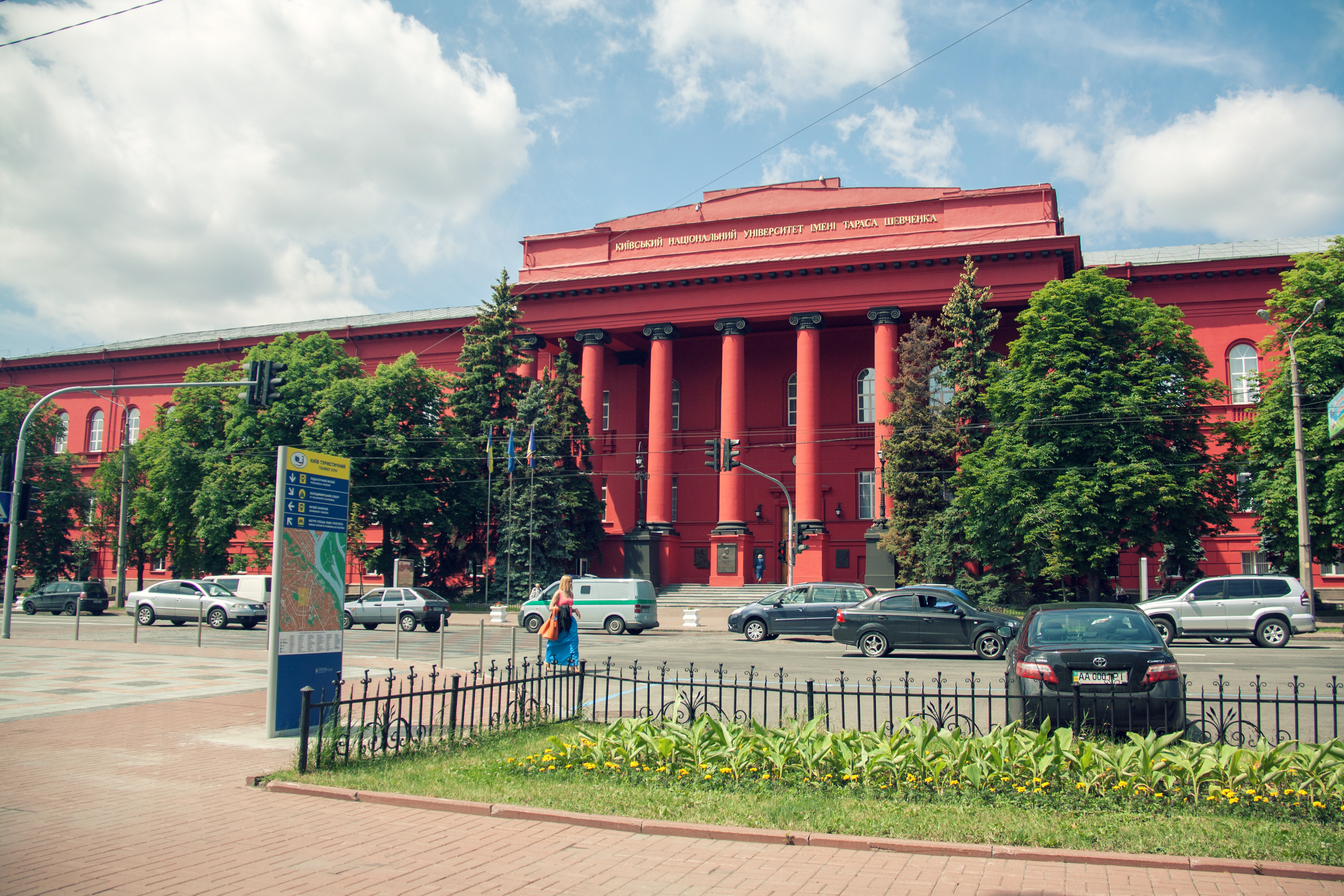
Universidad Nacional Tarás Shevchenko de Kiev
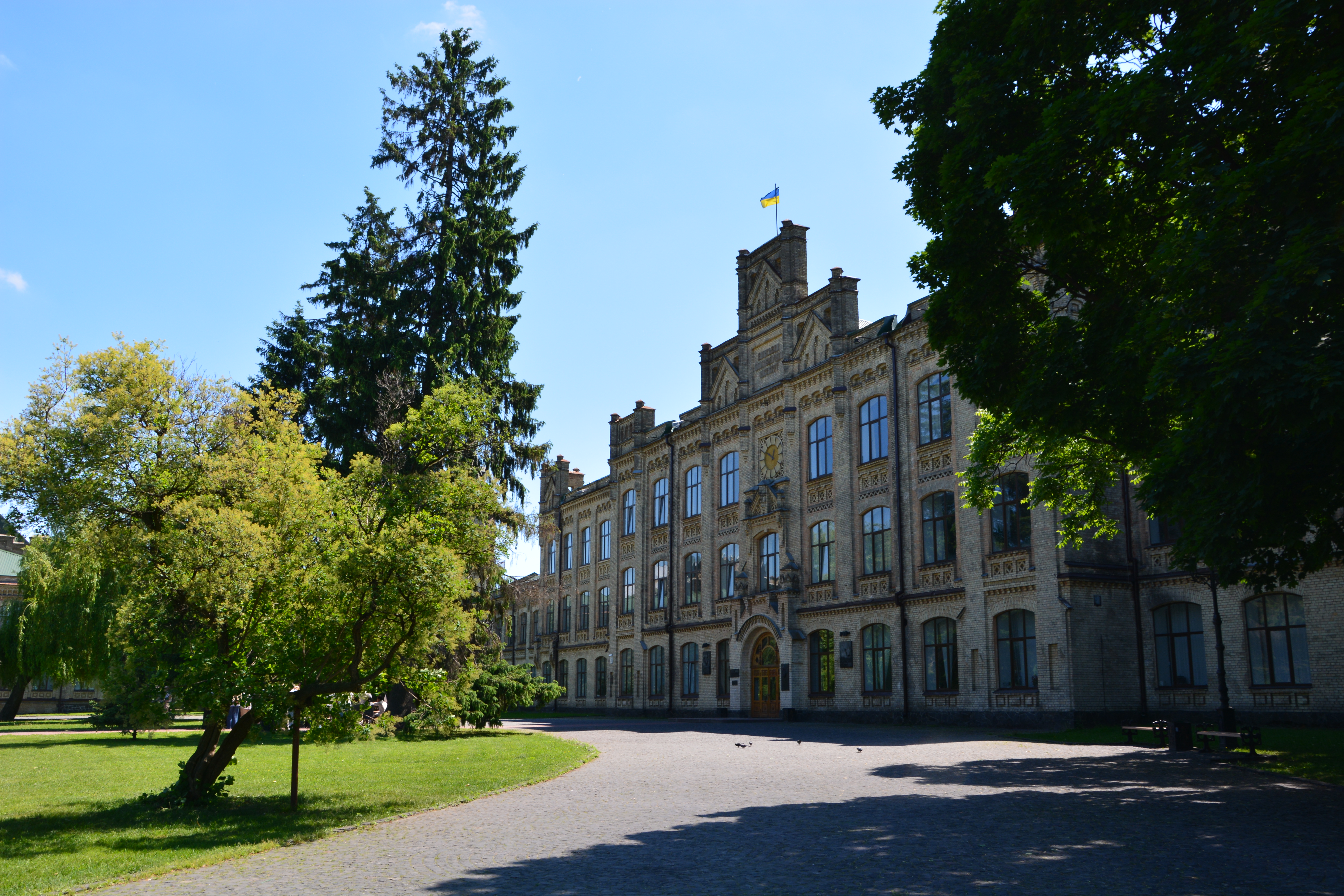
Instituto Politécnico de Kiev Ígor Sikorski
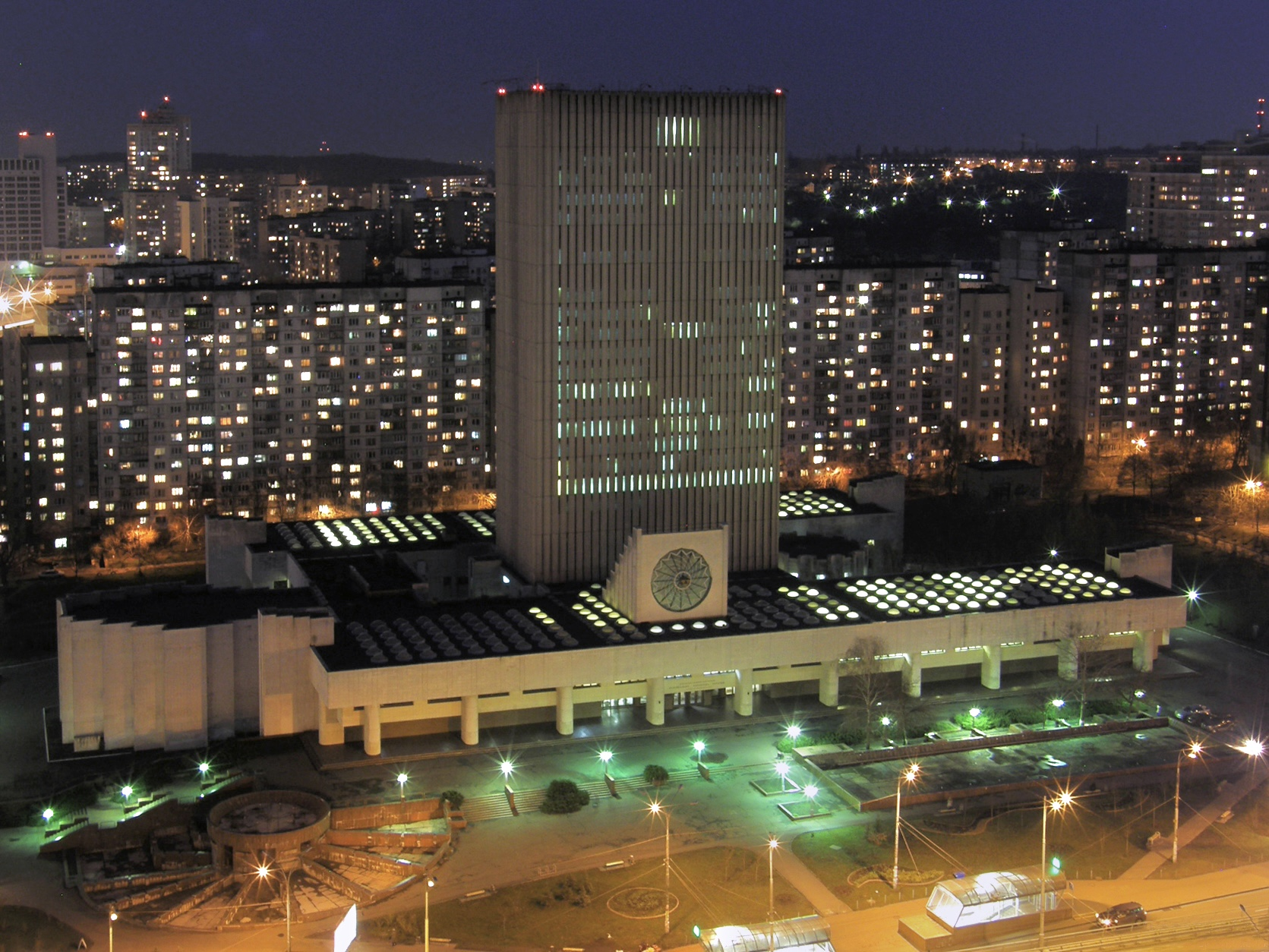
Biblioteca nacional Vernadsky

### Economía
La economía de Kiev es la mayor de Ucrania en términos de producto interior bruto (PIB). Aunque solo el 6% de la población de Ucrania vive en Kiev, la ciudad genera aproximadamente el 20% del PIB nacional. En 2022, el volumen del PIB ascendió a más de 450 000 millones de grivnas. Kiev es el principal centro de servicios bancarios, de seguros y notariales, así como de medios de comunicación, periodismo y publicaciones en Ucrania.
Las industrias creativas, incluidos nuevos proyectos de televisión, publicidad, moda, diseño y arquitectura, representan una parte importante y creciente de la economía de la ciudad. Además, Kiev alberga el gobierno nacional, el Banco Nacional de Ucrania y las oficinas centrales de la mayoría de las corporaciones, fundaciones e instituciones que operan en el país.
En los últimos años, Kiev ha experimentado un crecimiento significativo en el sector tecnológico, con la creación de numerosos startups y empresas de tecnología que han contribuido a diversificar la economía local. La ciudad se está convirtiendo rápidamente en un hub tecnológico en Europa del Este, atrayendo inversiones extranjeras y talento global.

#### Turismo

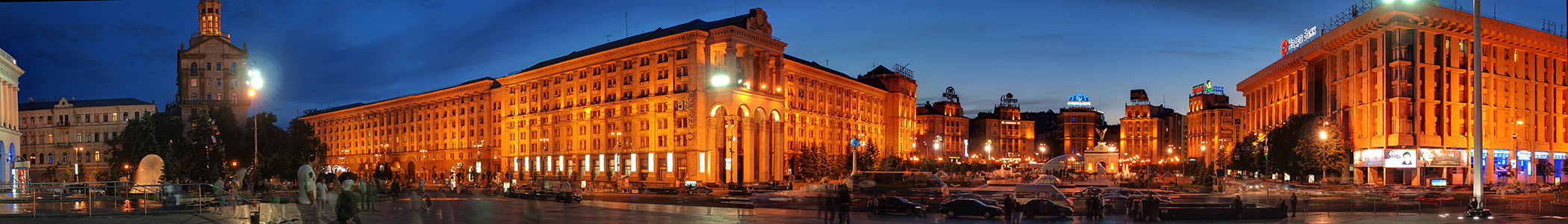
Plaza de la independencia, centro de Kiev

Uno de los principales núcleos turísticos de la ciudad es el Hidroparque, accesible en metro o en coche, incluye un parque de atracciones, playas artificiales, piscinas, alquiler de botes y clubes nocturnos. Hay distintas zonas en la ciudad para actividades deportivas dedicadas a corredores y ciclistas como el parque de la Victoria, además de otros puntos recreativos alrededor del río Dniéper para actividades como la canoa, la pesca y los deportes acuáticos. Kiev también cuenta con numerosos centros de ocio como boleras, pistas de karts, campos de paintball, salas de billar y salas de disparo. El centenario Zoo de Kiev, que tiene un tamaño de 40 hectáreas, de acuerdo con la CBC el zoológico cuenta con 2600 animales de 328 especies distintas. La isla Trujaniv tiene una superficie de 4,5 kilómetros cuadrados, la isla cuenta con numerosos cafés, restaurantes, complejos deportivos, y la más grande de las playas de la ciudad, la isla es también es popular por la pesca en el río Dniéper.
La plaza de la Independencia y la calle Jreshchátyk, ubicadas en el centro de la ciudad, se convierten en lugares fiesta al aire libre por la noche durante los meses de verano, con miles de personas que disfrutan del buen tiempo en restaurantes de la zona, clubes y cafés al aire libre. Las calles del centro están cerradas al tráfico los fines de semana y días festivos. La calle Andriivskiy Uzviz es una de las calles con más importancia histórica, donde se encuentran el castillo de Ricardo Corazón de León, la iglesia de San Andrés, la casa del escritor Mijaíl Bulgákov, el monumento a Yaroslav I el Sabio y muchos otros monumentos.
La ciudad cuenta con numerosos mercados en los que se pueden encontrar una variedad peculiar de productos, estos pueden ir desde productos agrícolas hasta cualquier tipo de antigüedades y rarezas, uno de los mercados principales de Kiev es el Mercado Besarabsky situado en el mismo centro de la ciudad, además, cada barrio de la ciudad cuenta con su propio mercado.
En la periferia sur de la ciudad, cerca del pueblo de Pyrohiv, hay un museo al aire libre, llamado el Museo de Arquitectura Popular y Vida de Ucrania, que tiene una superficie de 1,5 kilómetros cuadrados, este terreno cuenta con varias viviendas que representan por regiones la arquitectura rural tradicional de Ucrania.

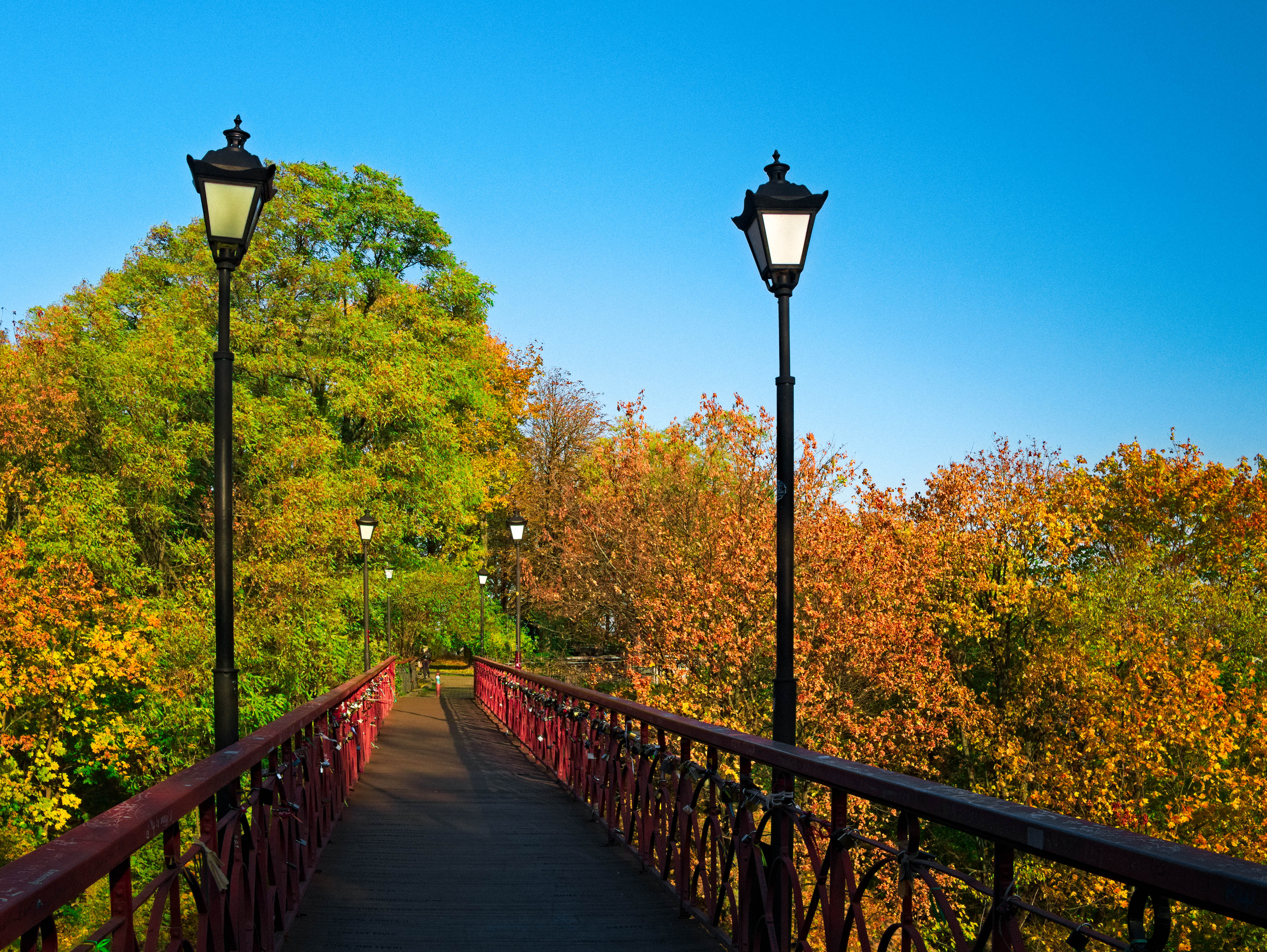
Puente de los amantes
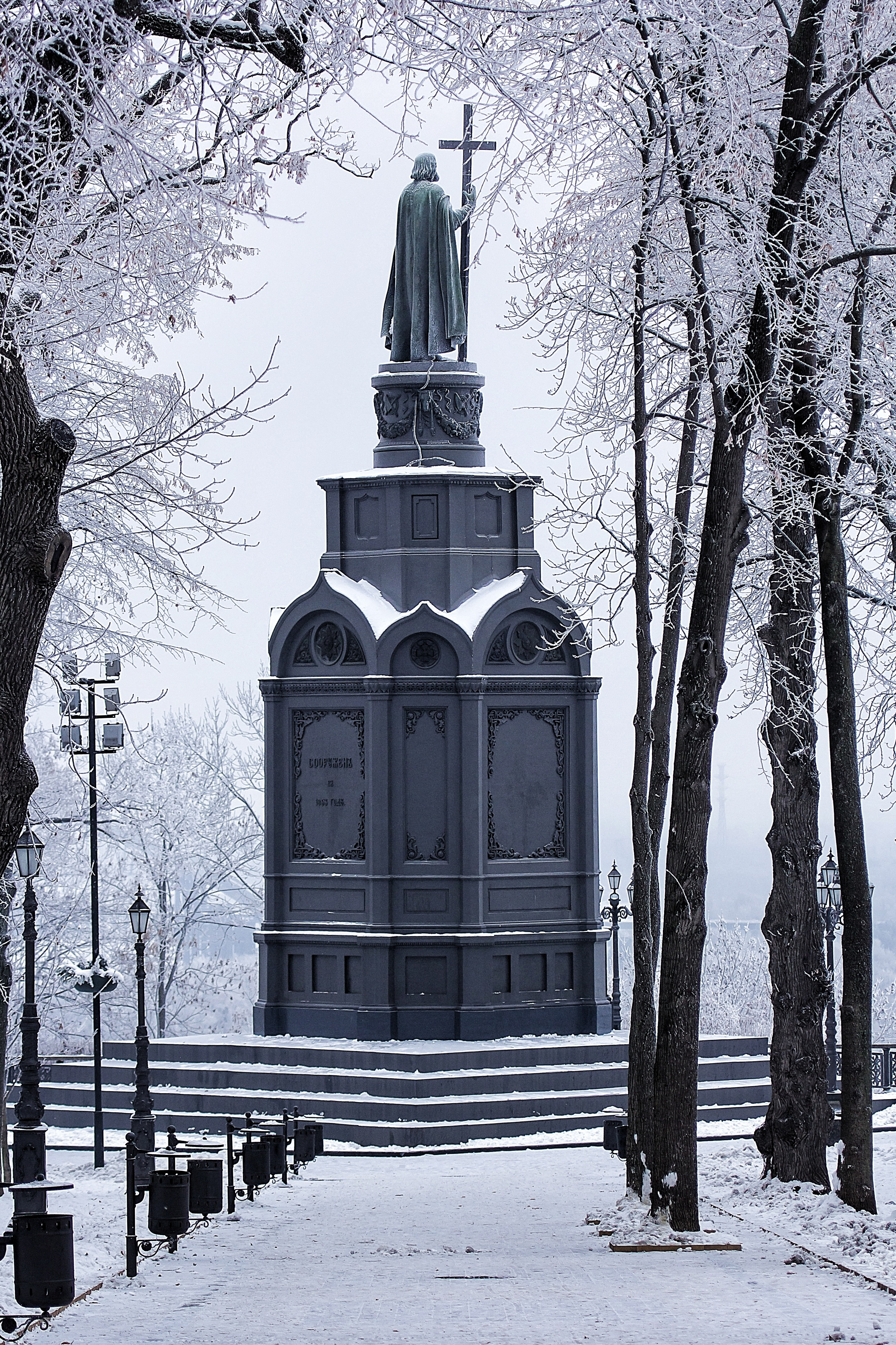
Monumento a la Vladimiro I de Kiev
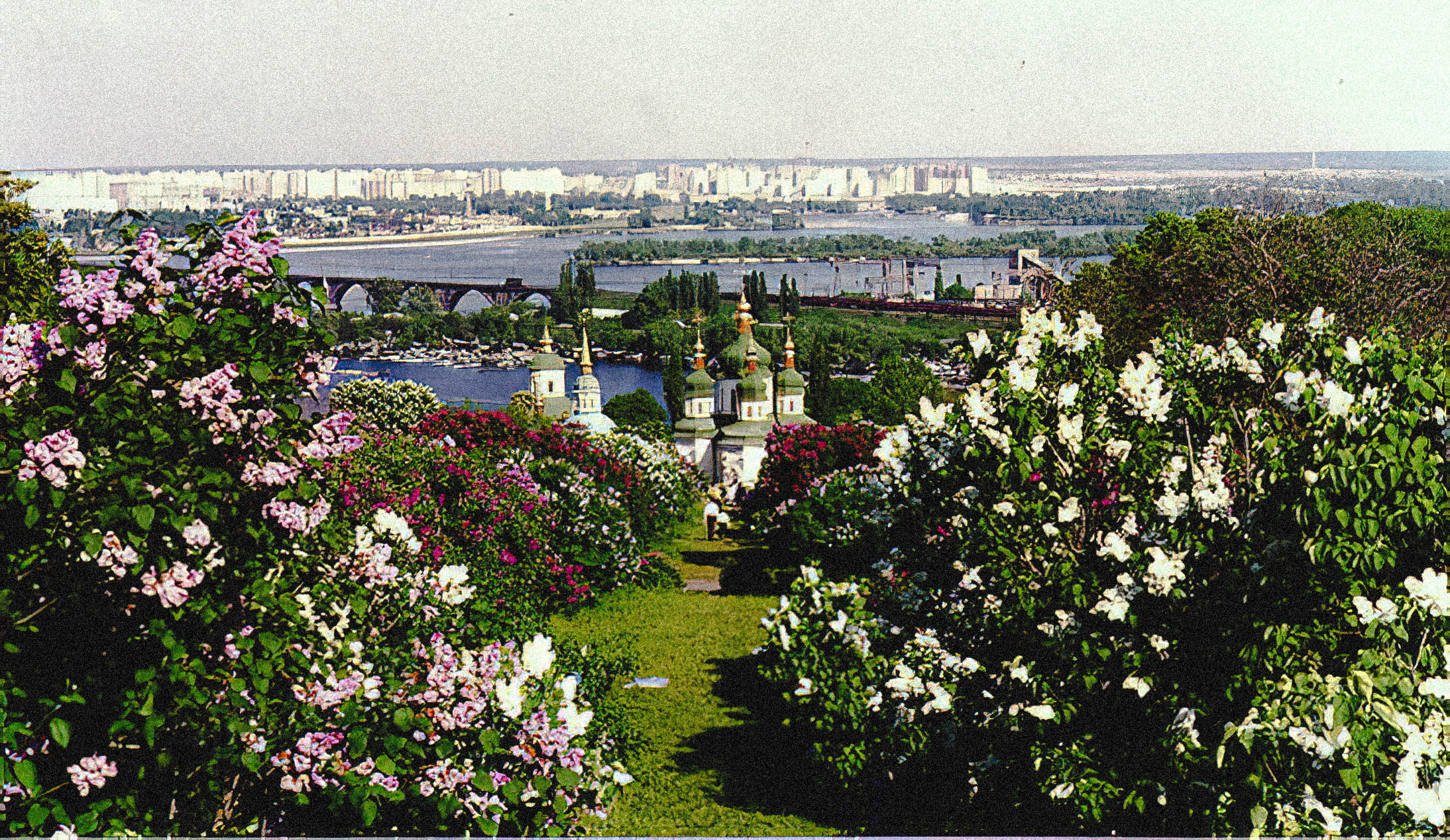
Jardín Botánico Nacional de Kiev junto al Monasterio de Výdubychi al fondo
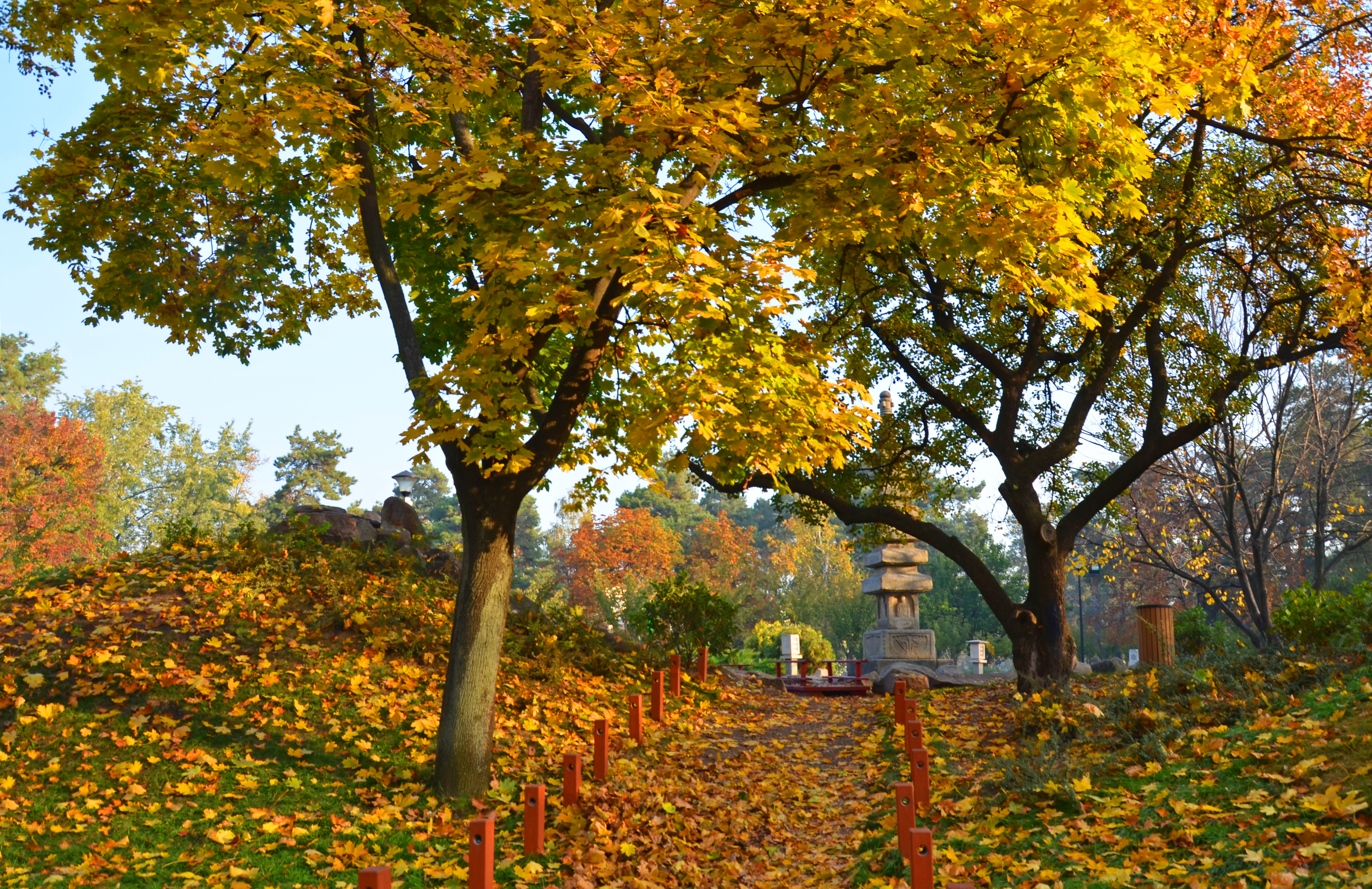
Parque de Kioto

### Transporte público
El sistema de transporte de Kiev está compuesto por sus servicios de transporte público, su red de ferrocarriles, su red de transporte aéreo y su red de puertos fluviales.

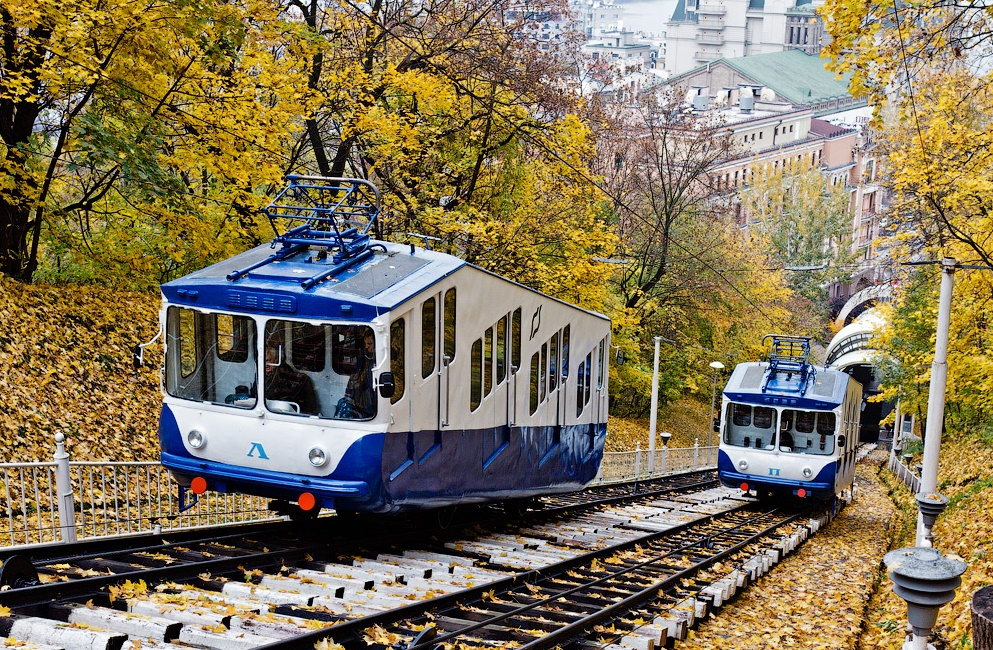
Funicular de Kiev

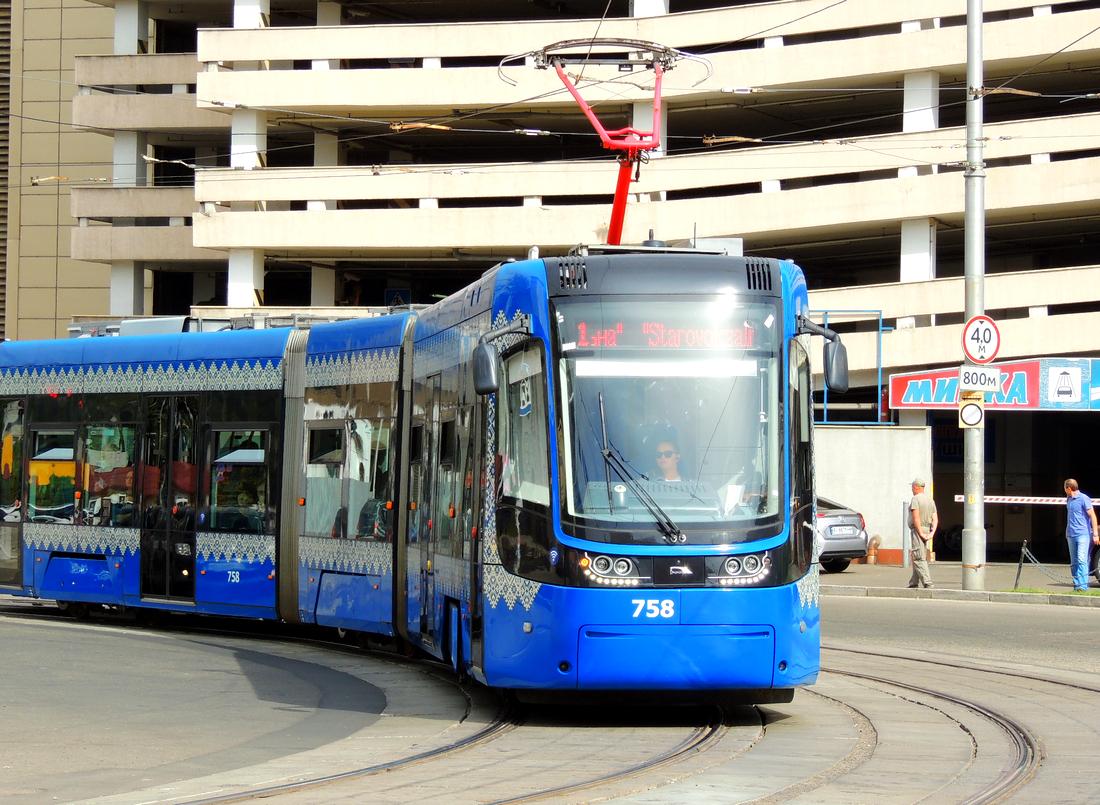
Tranvía urbano

El transporte público de la ciudad incluye el metro de Kiev, el sistema de tranvía, el funicular, el sistema de taxi y las redes de autobuses, minibuses y trolebuses. Kiev cuenta con múltiples aeródromos y aeropuertos, siendo el Aeropuerto Internacional de Borýspil el principal aeropuerto de la ciudad y el más grande de Ucrania. Además, la ciudad dispone de un eficiente sistema ferroviario, con la estación central de ferrocarril de Kiev, y de transporte fluvial, con el puerto fluvial de Kiev.
El sistema de transporte público de Kiev, a excepción de los taxis, utiliza un sistema de tarifa plana, independientemente de la distancia recorrida. Los billetes o fichas deben comprarse cada vez que se sube a un vehículo, y el sistema de billetes digitales está bien establecido en el metro de Kiev. Existen pases de descuento para estudiantes y los jubilados utilizan el transporte público de forma gratuita. También hay pases mensuales que combinan diferentes tipos de transporte público. Los precios de los boletos están regulados por el gobierno de la ciudad y el costo de un viaje es significativamente más bajo que en Europa Occidental.
Los taxis en Kiev son fácilmente distinguibles, pero también es común el uso de vehículos particulares para el servicio de taxi, así como compartir taxis entre varias personas sin previo acuerdo.
Desde 2020, Kiev ha implementado varias iniciativas para modernizar y expandir su red de transporte público. Se han introducido nuevos trenes en el metro y se ha mejorado la infraestructura de las estaciones. Además, se han añadido más rutas de autobuses eléctricos para reducir las emisiones y mejorar la sostenibilidad. El gobierno de la ciudad también ha trabajado en mejorar la accesibilidad del transporte público para personas con discapacidades.

#### Metro

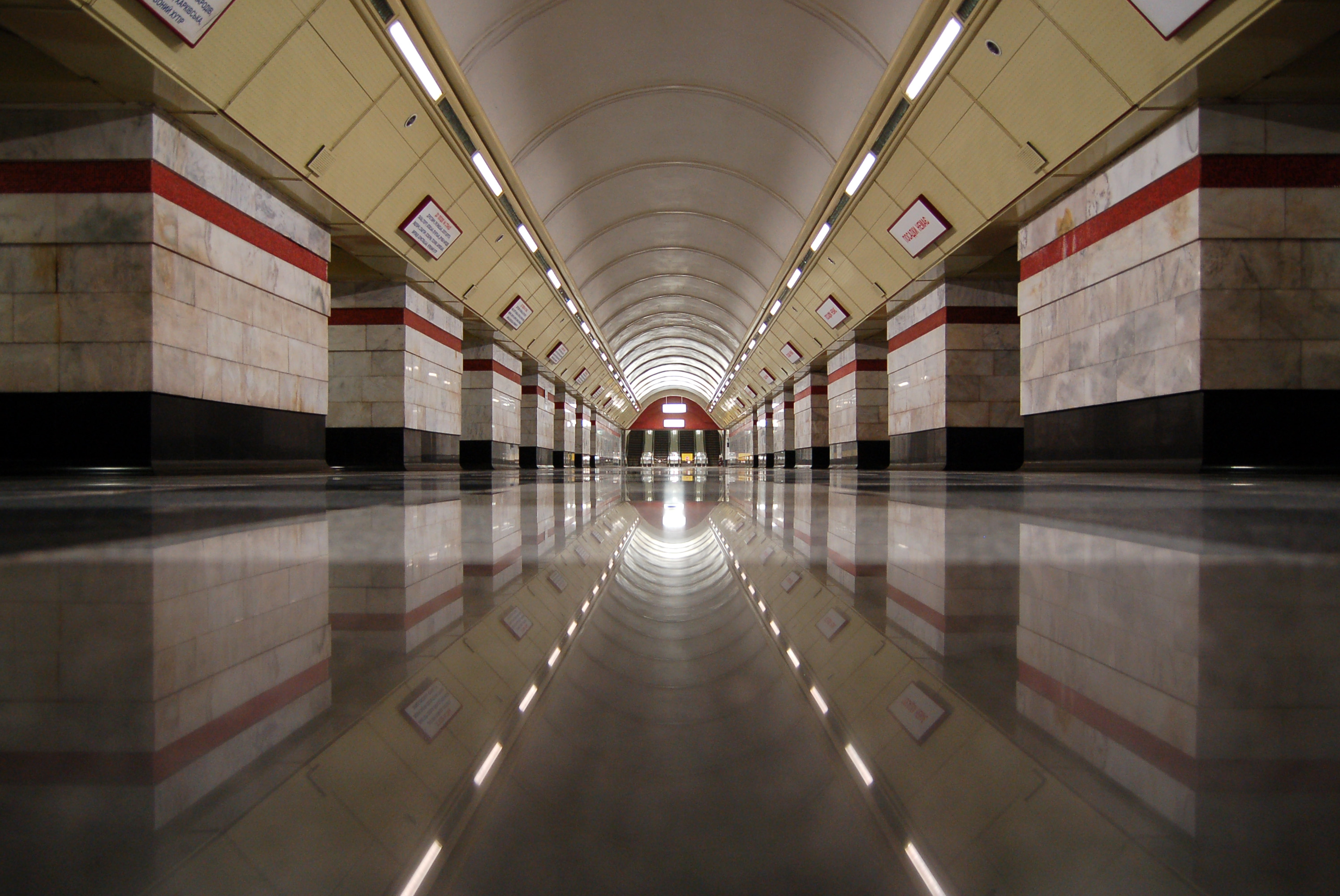
Personas en el metro de Kiev

El metro de Kiev cuenta actualmente con tres líneas operativas y se están desarrollando otras tres líneas adicionales. Una de las estaciones más notables del metro de Kiev es la estación Arsenalna, que ostenta el récord de ser la estación de metro más profunda del mundo, con una profundidad de 105 metros. Esta profundidad se debe a que fue construida como refugio antibombas nucleares durante la Guerra Fría.

El metro de Kiev comenzó a operar el 6 de noviembre de 1960, siendo la primera ciudad de Ucrania y la tercera en la antigua Unión Soviética en contar con un sistema de metro, después de Moscú y San Petersburgo. Este sistema de transporte ha sido fundamental para la movilidad en la capital ucraniana, facilitando el traslado de millones de pasajeros diariamente.

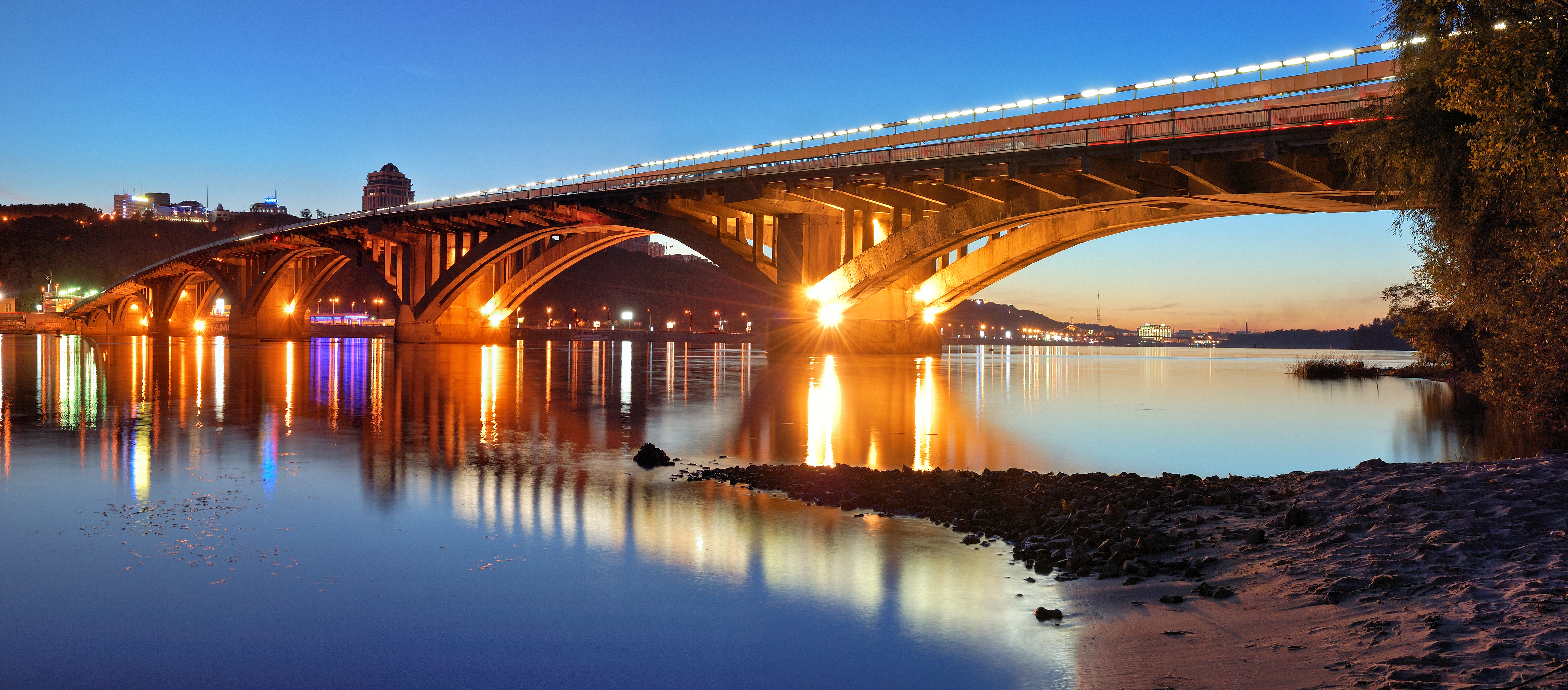
Puente por el que el metro cruza el Dniéper.

Además de Arsenalna, otras estaciones del metro de Kiev destacan por su diseño arquitectónico y decorativo. Por ejemplo, la estación Zoloti Vorota es conocida por sus mosaicos que representan la historia medieval de Kiev. Esta estación, inaugurada en 1989, es considerada una de las más bellas del mundo y refleja el rico patrimonio cultural de la ciudad.
El sistema de metro también juega un papel crucial durante emergencias, ya que durante la invasión rusa de Ucrania en 2022, muchas estaciones del metro de Kiev sirvieron como refugios para los residentes, proporcionando un lugar seguro durante los bombardeos y ataques.
| Line 1                                          | Line 2                                        | Line 3                                | Line 4                                     | Line 5                   | Line 6                                         |
| Sviatoshynsko-Brovarska Святошинсько-Броварська | Obolonsko–Teremkivska Оболонсько-Теремківська | Syretsko-Pecherska Сирецько-Печерська | Podilsko-Vyhurivska Подільсько-Вигурівська | Livoberezhna Лівобережна | Vyschhorodsko-Darnytska Вишгородсько-Дарницька |

#### Red de ferrocarriles

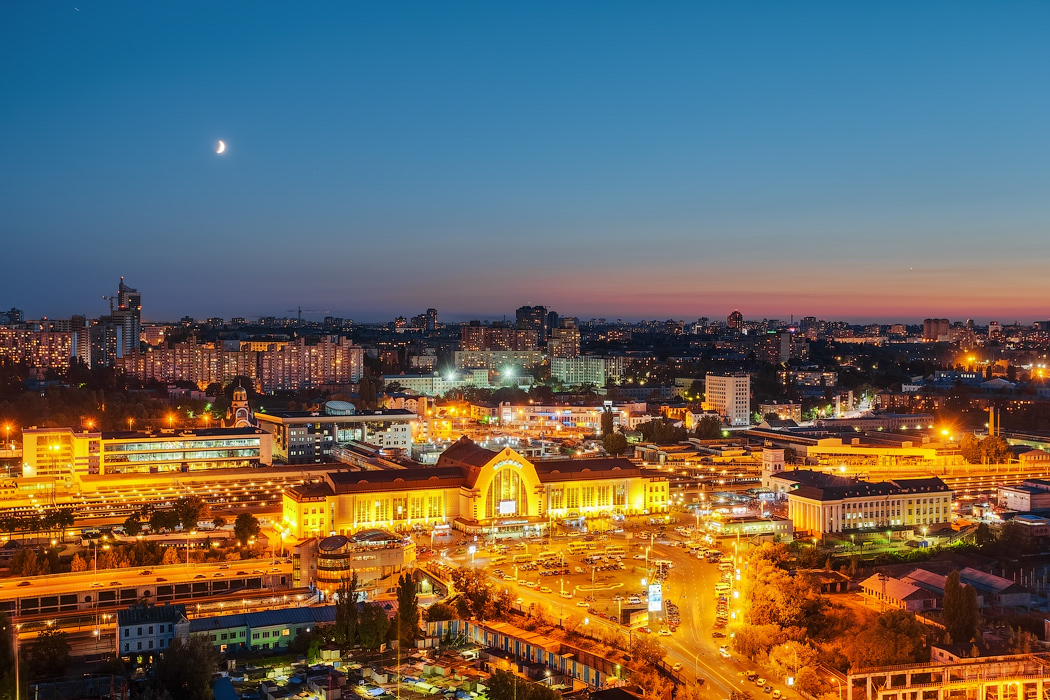
Estación central de ferrocarril de Kiev

El ferrocarril es un medio de transporte vital entre ciudades en Kiev, con una infraestructura ferroviaria bien desarrollada que incluye una estación de pasajeros de larga distancia, seis estaciones de carga, depósitos y talleres de reparaciones. Sin embargo, el sistema enfrenta desafíos en su modernización, ya que muchos puentes que cruzan el río Dniéper son de una sola vía, limitando su expansión. Para solucionar esto, se ha proyectado la construcción de una moderna estación de ferrocarril en la margen izquierda del río y se ha avanzado en la construcción de nuevos puentes.
La estación central de ferrocarril de Kiev está compuesta por la estación Central y la estación Sur, conectadas por un viaducto peatonal. La estación Central ofrece servicios internacionales de larga distancia y servicios de corta distancia (elektrychka) para las áreas periféricas y las dachas. La estación de ferrocarril Darnytsia, ubicada en la margen izquierda del río Dniéper, también está en construcción y se espera que alivie la carga de la estación central.
Los trenes eléctricos de cercanías, conocidos como elektrychkas, son rápidos y relativamente seguros, aunque no están bien mantenidos. 
| Líneas principales |          |           |        |          |          |
| Nizhyn             | Hrebinka | Myronivka | Fastiv | Kozyatyn | Korosten |
| 126 km             | 150 km   | 108 km    | 63 km  | 32 km    | 156 km   |

#### Transporte aéreo
La ciudad de Kiev cuenta con tres aeropuertos principales, además de varios aeródromos.
El Aeropuerto Internacional de Borýspil es el aeropuerto más importante de Ucrania, situado cerca de la ciudad de Borýspil, a 29 km al este de Kiev. Este aeropuerto maneja la mayoría de los vuelos internacionales del país. Cuenta con dos terminales y se ha proyectado la construcción de tres nuevas terminales. En 2018, diversas compañías aéreas de 53 países operaban en este aeropuerto, subrayando su importancia como hub internacional. El Aeropuerto Internacional de Kiev (Zhuliany) es otro de los principales aeropuertos de pasajeros de la ciudad. Ubicado en el barrio de Zhuliany, al sur de Kiev, se dedica principalmente al tráfico interno dentro de Ucrania y a vuelos internacionales provenientes de estados postsoviéticos. Este aeropuerto es más accesible desde el centro de la ciudad, lo que lo convierte en una opción popular para vuelos nacionales y regionales.
El Aeropuerto de Hostómel, por su parte, es un aeropuerto internacional de cargas situado cerca de Hostómel, cerca de Kiev. Este aeropuerto también es una importante instalación de pruebas para Antonov, el fabricante de aviones ucraniano. Además de su papel en el transporte de carga, Hostómel es clave para la industria aeroespacial del país. El Aeródromo Sviatoshyn es un aeródromo industrial ubicado a 11 km al noroeste del centro de la ciudad. Forma parte de la planta de producción en serie de Antonov y es esencial para las operaciones industriales y de producción aeronáutica.
La Base Aérea de Vasylkiv es una base de la Fuerza Aérea de Ucrania que ha estado en operación desde la Guerra Fría, ubicada a 7 km al norte de Vasylkiv. Además de esta base aérea, tanto el Aeropuerto Internacional de Boryspil como el Aeropuerto Nacional de Kiev (Zhuliany) son utilizados ocasionalmente por las Fuerzas Armadas de Ucrania, demostrando la versatilidad y la importancia estratégica de estas instalaciones aeroportuarias.
| Nombre                                      | Código AP               |
| ------------------------------------------- | ----------------------- |
| Aeropuerto Internacional de Borýspil        | (IATA: KBP, OACI: UKBB) |
| Aeropuerto Internacional de Kiev (Zhuliany) | (IATA: IEV, ICAO: UKKK) |
| Aeropuerto de Hostómel                      | (IATA: GML, OACI: UKKM) |
| Aeródromo Sviatoshyn                        | (IATA: NNN, OACI: UKKT) |

#### Puerto fluvial

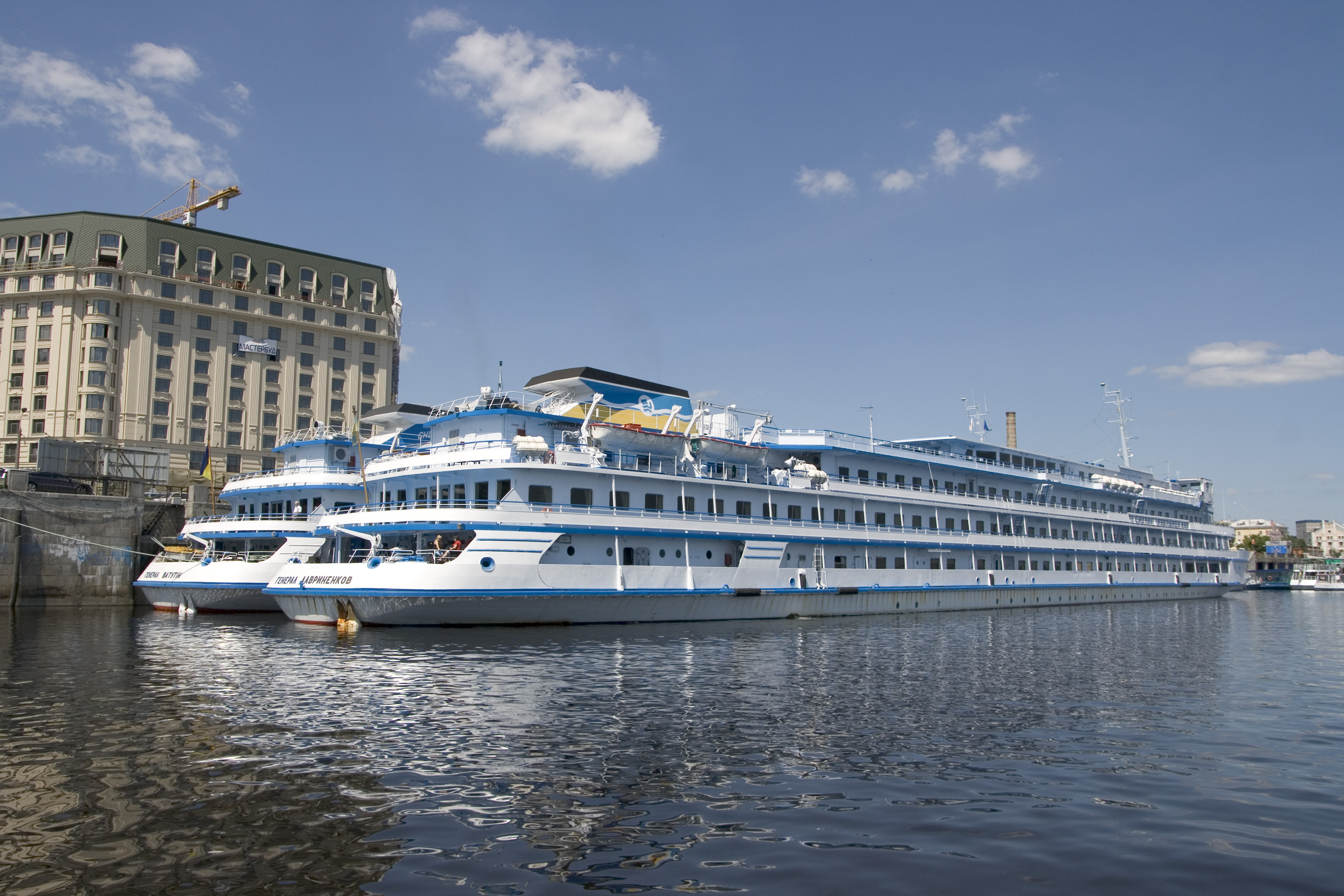
Barco turístico navegando en el río Dniéper

El Puerto Fluvial de Kiev se encuentra en la orilla derecha del río Dniéper, en el distrito de Podil. Su principal función es el transporte turístico de pasajeros y la navegación recreativa. Históricamente, Podil ha sido un importante punto comercial. En el siglo XIX, los barcos de vapor comenzaron a navegar por el Dniéper, y se construyeron muelles a lo largo de la orilla derecha del río, sentando las bases del actual puerto. El Puerto Fluvial de Kiev cuenta con más de 20 amarres a lo largo de un terraplén de varios kilómetros, todos reservados para barcos de pasajeros y turísticos. Desde abril hasta octubre, los operadores privados ofrecen navegación diaria en el puerto, lo que facilita el turismo y el recreo en el río. Entre 1953 y 1961, se construyó un nuevo muelle para pasajeros en la plaza Poshtova, diseñado por los arquitectos Gopkalo, Ładny y otros. Este muelle es conocido por su torre-mástil, que recuerda la chimenea de un barco de vapor.
En los últimos años, el puerto ha experimentado mejoras en su infraestructura para atender mejor a los turistas y fomentar el turismo fluvial en Kiev. Se han implementado servicios adicionales y modernizado las instalaciones, consolidando su importancia como un punto central para el transporte y el ocio en la ciudad.

### Militar
Kiev es la sede de las Fuerzas Armadas, las Fuerzas Terrestres y de las Fuerzas de Operaciones Especiales de Ucrania, además, Kiev alberga varios centros de comando y control que coordinan las operaciones militares en todo el país.
Kiev es sede de múltiples bases militares y centros de entrenamiento. Entre las más destacadas se encuentra la Base Aérea de Vasylkiv, ubicada a 7 km al norte de Vasylkiv. Esta base ha sido operativa desde la Guerra Fría y es una instalación esencial para la Fuerza Aérea de Ucrania. Aquí se realizan ejercicios de entrenamiento y operaciones aéreas estratégicas. La ciudad también cuenta con instalaciones de producción y mantenimiento de equipo militar. La Planta de Producción de Antonov, ubicada en el aeródromo de Sviatoshyn, es una de las más importantes. Antonov es reconocido por su fabricación de aviones militares y de carga, y sus instalaciones en Kiev son vitales para la producción y el mantenimiento de estas aeronaves. 
La formación de oficiales y personal militar es fundamental para la infraestructura militar de Kiev. La Academia Militar de Kiev es una institución destacada que ofrece formación avanzada a futuros líderes militares. Esta academia proporciona una educación integral en tácticas, estrategias y tecnologías militares modernas.

## Cultura
Kiev fue el centro histórico y cultural de los eslavos orientales, además de un símbolo importante para la cristianización de la Rus de Kiev. A través de los siglos la ciudad ha conservado esta importancia cultural, siendo un centro de gran relevancia para la cristiandad ortodoxa oriental. Los sitios de culto sagrados más famosos de Kiev son el monasterio de las Cuevas y la catedral de Santa Sofía ya que han atraído a peregrinos durante siglos además de ser reconocidos por la Unesco como Patrimonio de la Humanidad. En la actualidad siguen siendo los principales centros religiosos sumándose el añadido de ser una importante atracción turística.
Los teatros más notables de la ciudad son el Teatro de la Ópera de Kiev, el Teatro Dramático Iván Frankó de Kiev, el Teatro de Drama Ruso Lesya Ukrainka, el Teatro de Marionetas de Kiev, el Palacio de octubre y la Filarmónica Nacional de Ucrania. En 1946 Kiev tenía cuatro teatros, una ópera y una sala de conciertos, pero la mayoría de las entradas fueron reservadas a grupos privilegiados de la sociedad soviética. Otros centros culturales relevantes son los estudios de cine Dovzhenko y el Circo de Kiev. Los más importantes de los muchos museos de la ciudad son el Museo Nacional de Historia de Ucrania, el Museo Nacional de Kiev, el Museo Nacional de la Historia de Ucrania en la SGM y el Museo Nacional de Arte.

Kiev acogió el festival de Eurovisión en dos ocasiones, en 2005 y 2017. Hay numerosas melodías, pinturas y fotografías dedicadas a la ciudad, algunas de las melodías más destacadas son «Sin Podil, Kiev es imposible» del poeta Dujovny; «¿Cómo no amarte, Kiev mío?» del poeta Dmytró Lutsenko o «Jreschátyk» del poeta Yuri Rybchynsky. El renombrado compositor ucraniano Oleksandr Bilash escribió una obra de teatro llamada «La leyenda de Kiev».

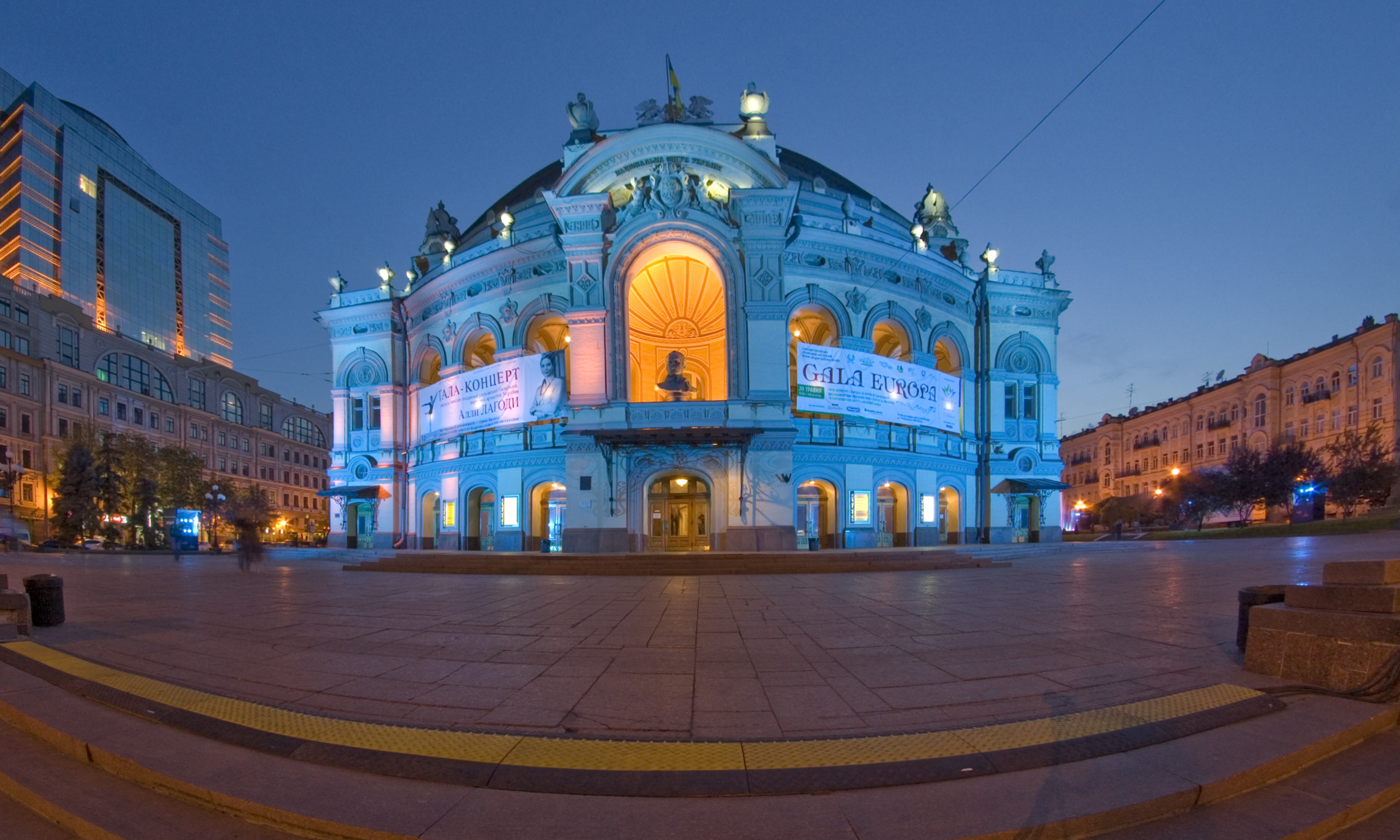
Ópera Nacional de Ucrania
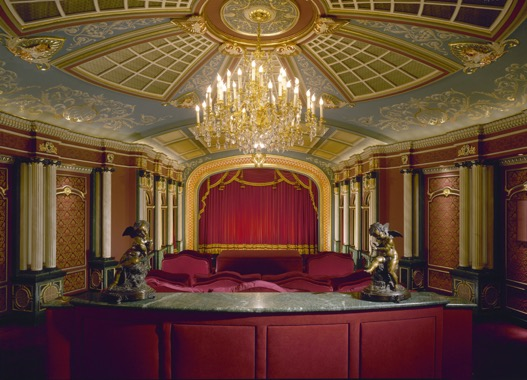
Una sala del teatro de Kiev
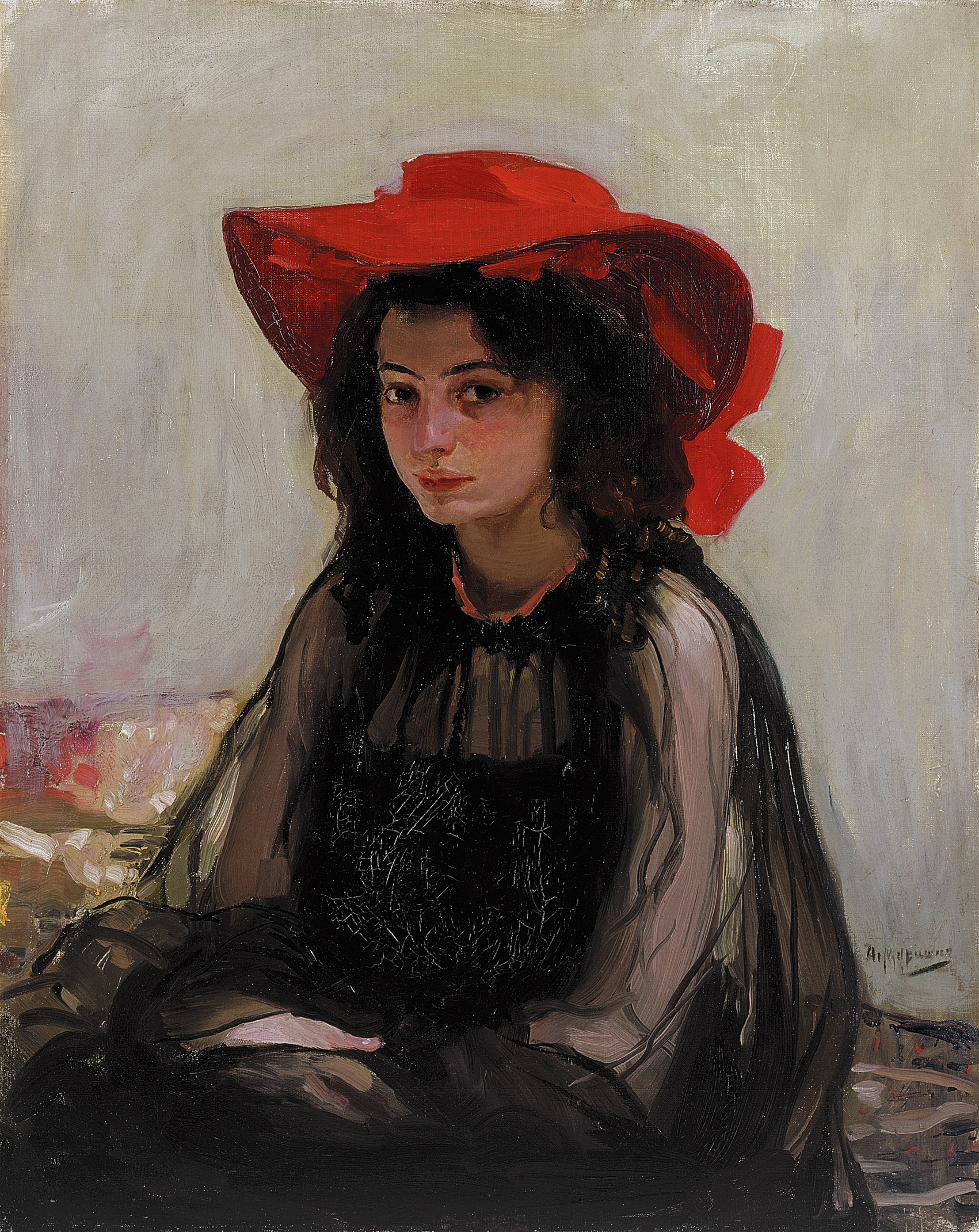
Joven con sombrero rojo en el museo de artes de Kiev
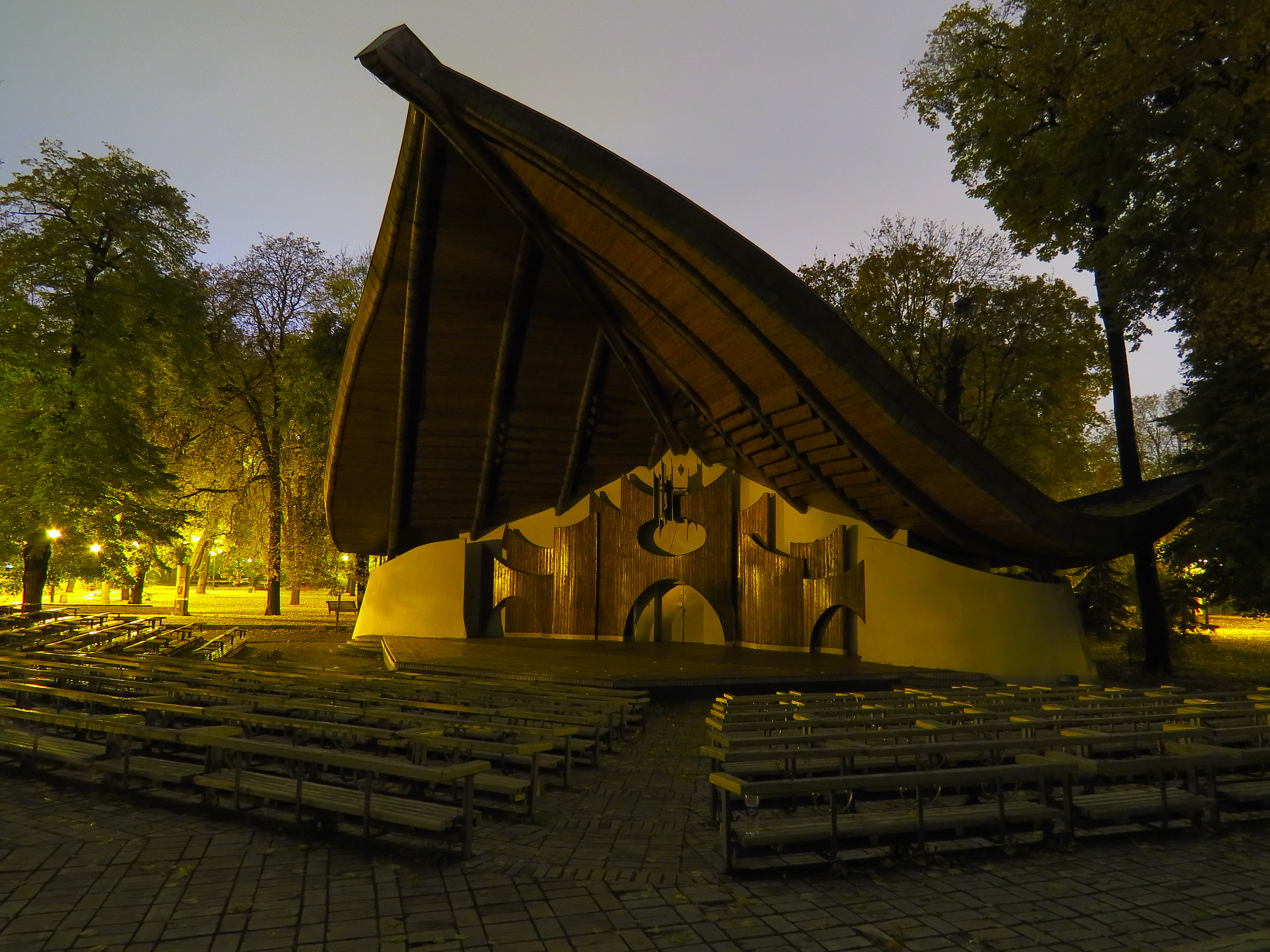
Escenario de actuación en el parque del palacio Mariyinski.
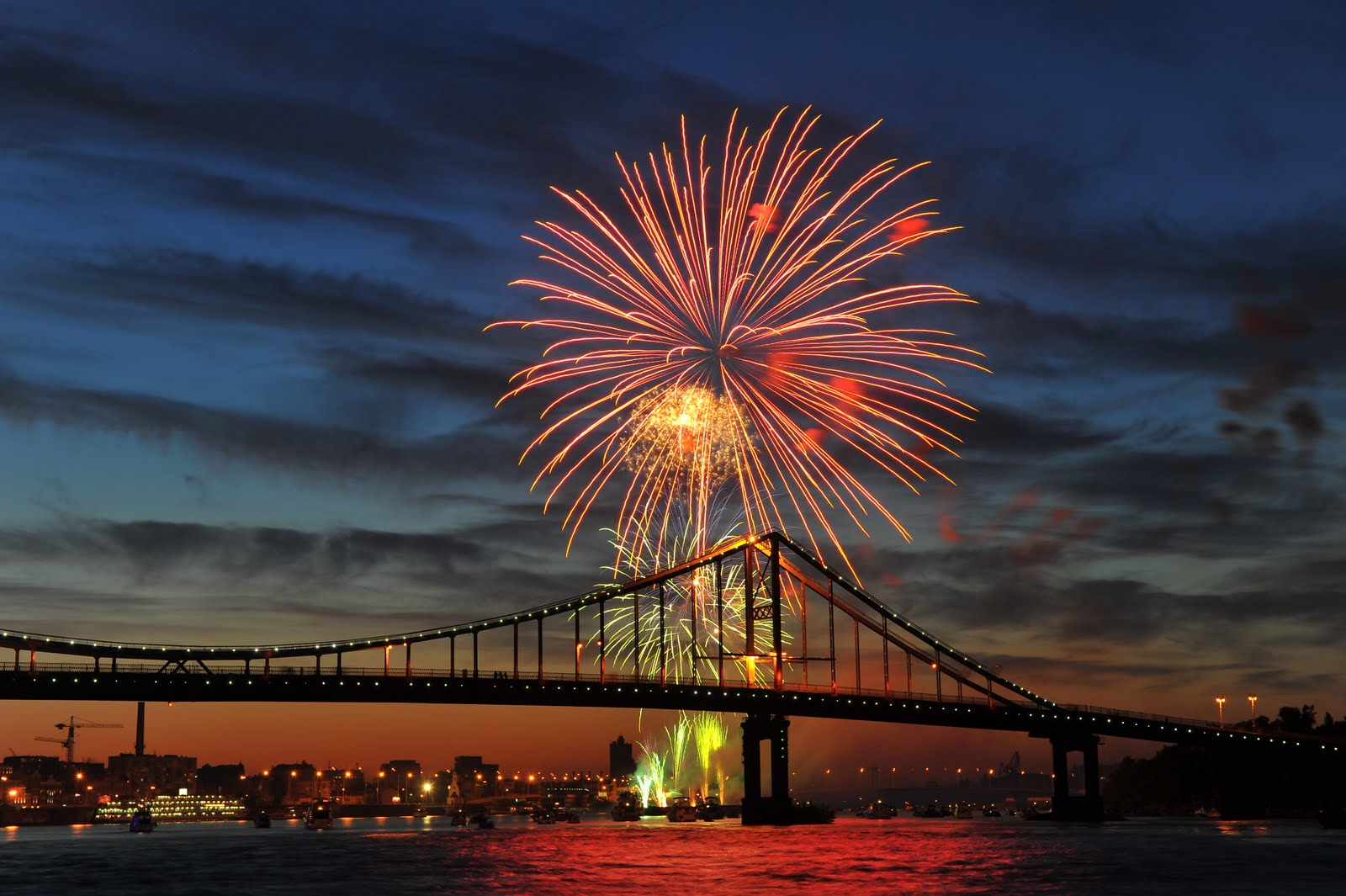
Fuegos en motivo del Día de Kiev
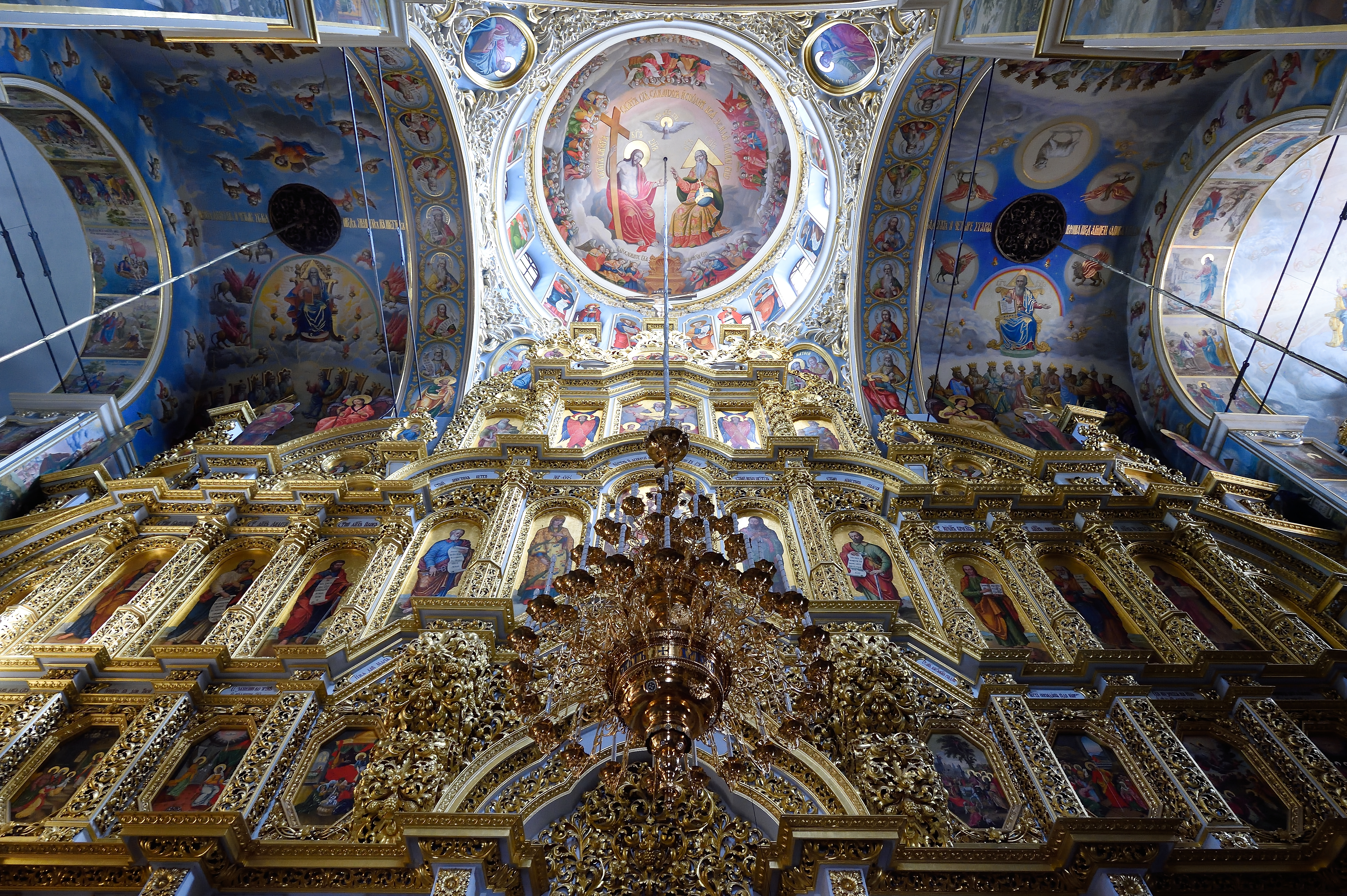
Pinturas en el techo del monasterio de las Cuevas
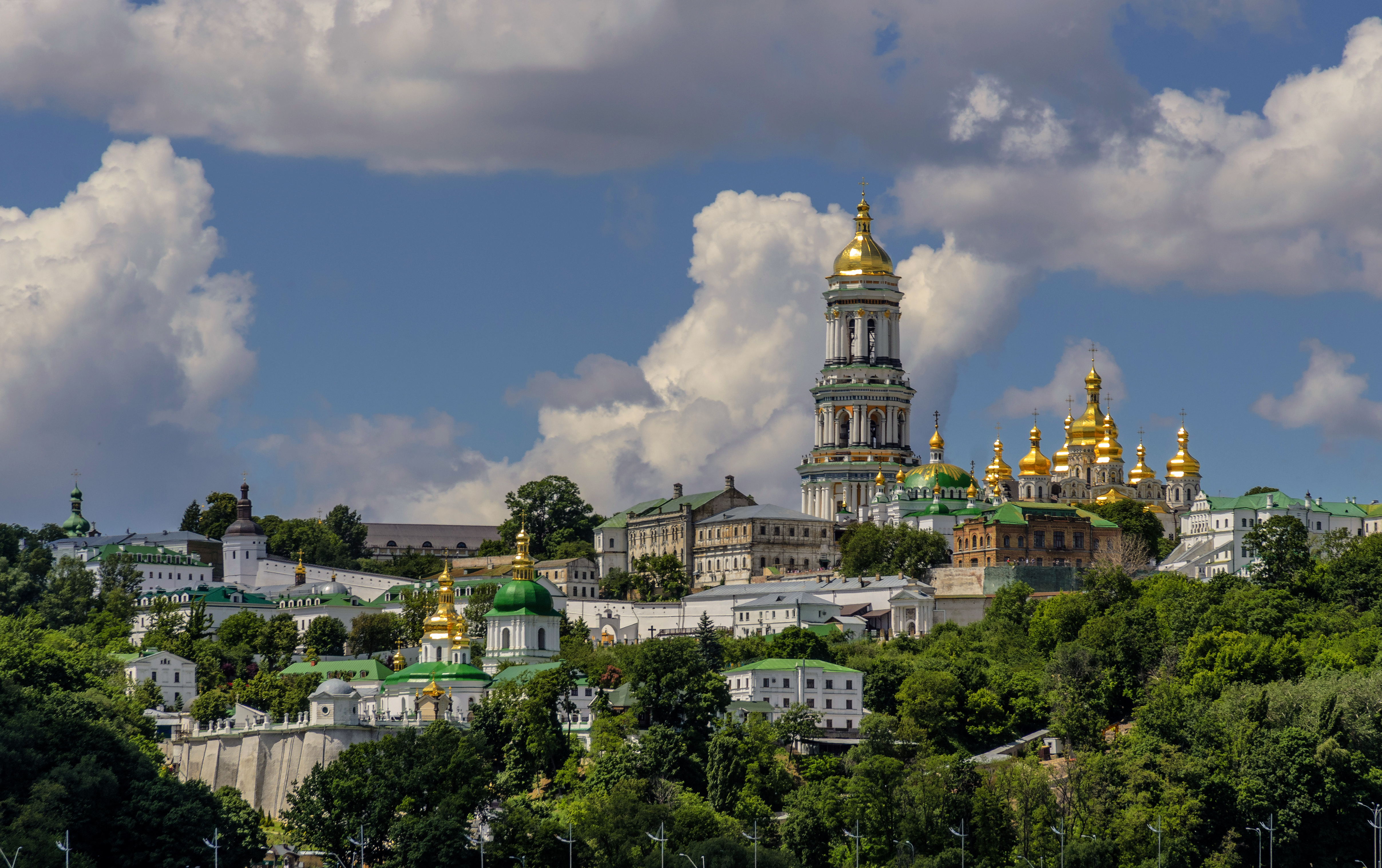
Vista de Kiev-Pechersk Lavra. En 1990 el conjunto fue declarado patrimonio de la humanidad por la Unesco.

### Museos y galerías
En Kiev hay alrededor de 40 museos diferentes y en 2009 se registró un total de 4,3 millones de visitas. El más importante de ellos es el Museo Nacional de la Historia de Ucrania en la SGM, un museo que conmemora la victoria aliada en la Segunda Guerra Mundial, ubicado en las colinas de la margen derecha del río Dniéper en Pechersk.
El museo se ha trasladado dos veces antes de acabar en la ubicación actual, en la que se abrió solemnemente el 9 de mayo de 1981, Día de la Victoria, por el entonces líder soviético Leonid Brézhnev. El 21 de junio de 1996, el museo fue concedido el estatus actual de museo nacional por un decreto especial firmado por Leonid Kuchma, el entonces presidente de Ucrania. Es uno de los museos más grandes de Ucrania con más de 300 000 objetos expuestos y se centra alrededor de la estatua de la Madre Patria, de 62 metros, que se ha convertido en uno de los lugares de interés de la ciudad. El museo ha sido visitado por más de 21 millones de personas.
El complejo conmemorativo cubre el área de diez hectáreas en la colina, con vistas al río Dniéper. Contiene el cuenco gigante «La Llama de la Gloria», un sitio con equipamiento militar de la Segunda Guerra Mundial, y la «Avenida de las Ciudades Héroes». Uno de los museos también muestra las armas utilizadas por el ejército soviético después de la Segunda Guerra Mundial. Las esculturas en el callejón representan la valiente defensa de la frontera soviética de la invasión alemana de 1941, los terrores de la ocupación nazi, la lucha partidista, el trabajo dedicado en el frente interno y la batalla del Dniéper de 1943.
La fortaleza de Kiev son los edificios de fortificación del siglo XIX situados en la capital ucraniana de Kiev, que una vez perteneció a las fortalezas occidentales rusas. Estas estructuras (que una vez fue un complejo unido) fueron construidos en Pechersk por el ejército ruso. Ahora, algunos de los edificios se han restaurado y convertido en un museo llamado la Fortaleza de Kiev, mientras que otros están en uso en varias instalaciones militares y comerciales.
Después de haber perdido su importancia militar en el siglo XX, los edificios continuaron siendo utilizado como cuartel de las instalaciones, almacenamiento y encarcelamiento. Sin embargo, algunos de ellos reproducen papeles históricos independientes. Kosyi Kaponir se convirtió en una prisión para los presos políticos en las décadas de 1900 y 1920 y más tarde se convirtió en un museo soviético. Ahora es el centro del museo moderno. Una pequeña fortaleza construida en 1872 en el legendario Lysa Hora («montaña calva») en 1906 se convirtió en un lugar de ejecuciones de condenados presos políticos. Ahora es una reserva paisajística y parte del complejo del museo.
Construido en 1898 por el arquitecto Vladislav Gorodetsky, el edificio fue diseñado originalmente como museo por la sociedad local de los patronos de las artes y amantes de las antigüedades. La fachada del edificio transmite una forma de arquitectura clásica, la reproducción exacta de un pórtico de seis columnas de orden dórico con entablamento, triglifos, metopas y frisos que representa el Triunfo de las Artes. La composición arquitectónica con figuras de grifos y los grandes leones de concreto en la parte superior de las escaleras fueron creados por un escultor italiano, Emilio Sala.
El Museo Nacional de Arte de Ucrania es un museo dedicado al arte ucraniano. Originalmente llamado Museo de Antigüedades y Arte de la ciudad de Kiev, los fundadores se dispusieron a armar una colección de piezas representativas de las bellas artes ucranianas, que van desde los iconos medievales a los retratos de los líderes militares y la iglesia en tiempos de los cosacos, algunas caricaturas que representan a Mamái. Los trabajos incluyen obras de Tarás Shevchenko, Iliá Repin, Vladímir Borovikovski, Vasili Tropinin, Mykola Pimonenko, Mijaíl Vrúbel, Nikolái Gue y Oleksandr Murashko. Hoy en día, el museo continúa ampliando su colección. Algunas nuevas adiciones incluyen un relieve único icono de San Jorge y trabajos del pionero internacional de la abstracción geométrica de Kiev Kazimir Malévich.
La muestra actual incluye más de 20 000 piezas. Entre muchas de ellas hay obras del constructivista Vasili Yermílov y cubo-futurista Aleksandr Bogomázov. La parte ucraniana está representada por obras de artistas como David Burliuk, Aleksandra Ekster, Vadim Meller, Kliment Red'ko, Solomón Nikritin, Víctor Palmov, María Sinyakova, Mijaíl Boichuk y Mykola Pymonenko.
El pequeño Museo Nacional de Ucrania de Chernóbil actúa como monumento conmemorativo y centro histórico dedicado a los acontecimientos que rodearon el desastre de Chernóbil en 1986 y su efecto sobre el pueblo ucraniano, el medio ambiente y las actitudes posteriores hacia la seguridad de la energía nuclear en su conjunto.

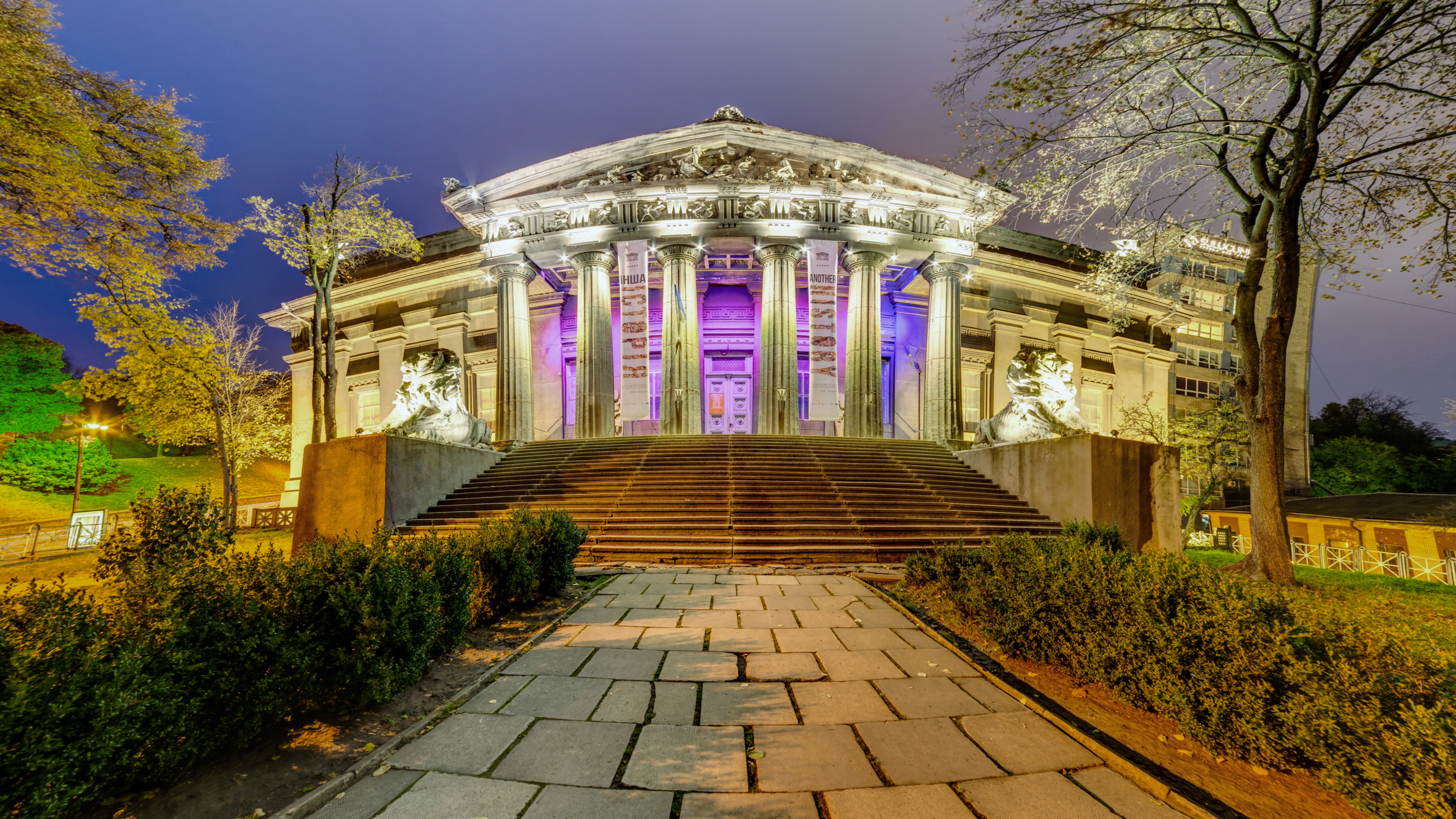
Museo Nacional de Arte de Ucrania
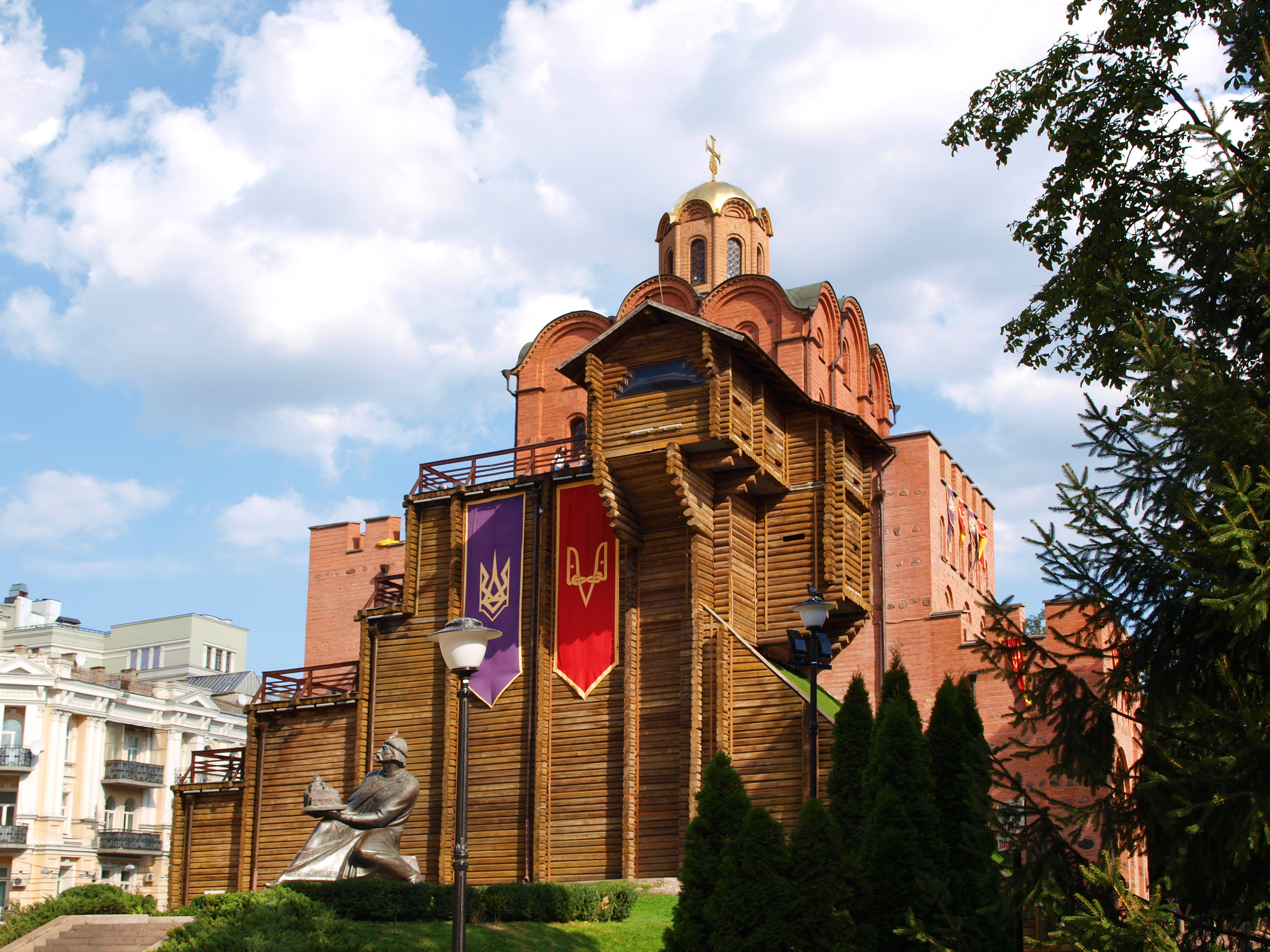
Puerta dorada de Kiev
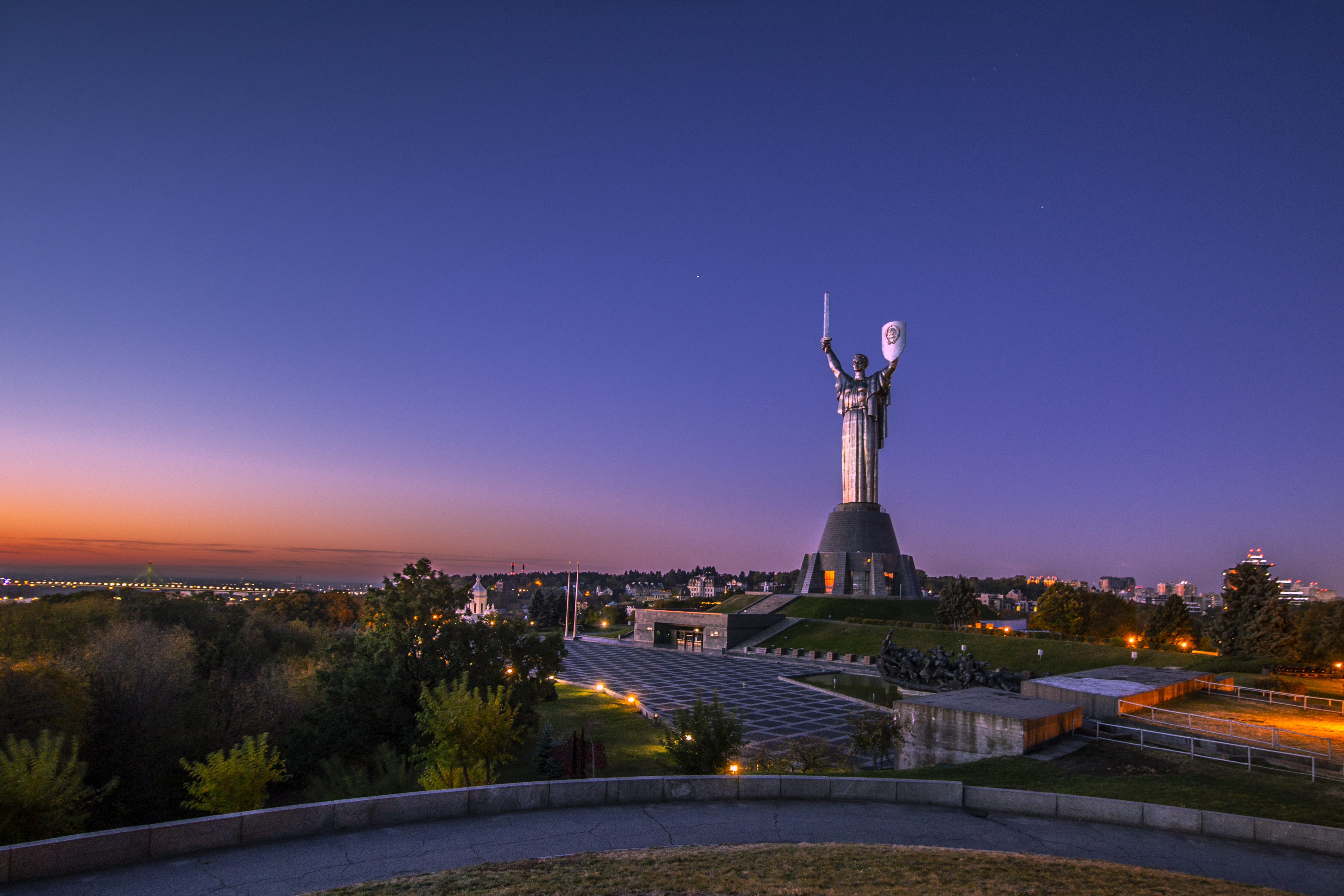
Museo de Historia de Ucrania en la SGM
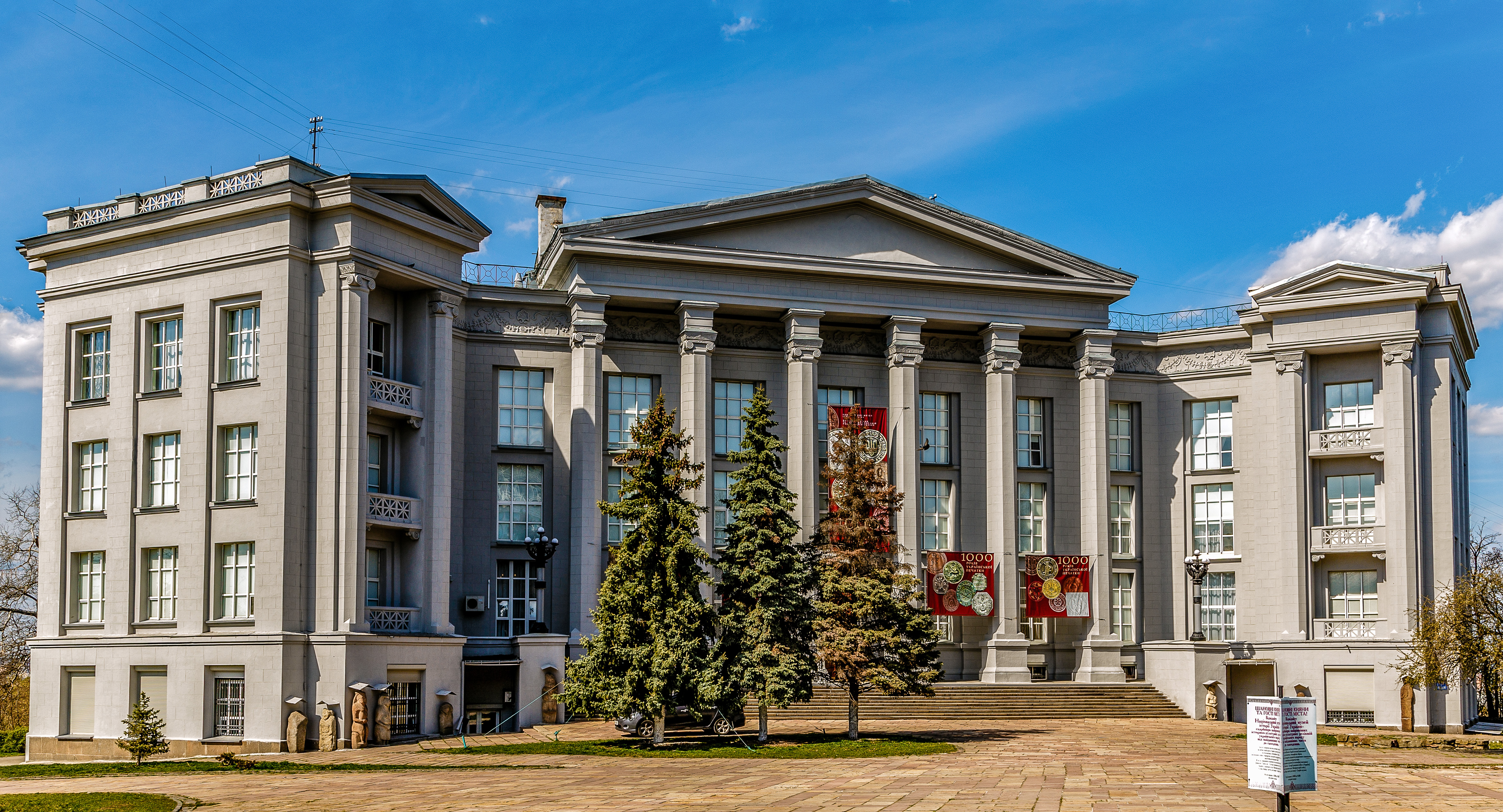
Museo Nacional de Historia de Ucrania

### Arquitectura
Aproximadamente el 70 por ciento de los más de 1000 edificios construidos entre 1907 y 1914 aún se mantienen en pie, reflejando esta mezcla en su arquitectura. Cuando la capital de la República Socialista Soviética de Ucrania se trasladó de Járkov a Kiev, se construyeron muchos edificios nuevos para darle a la ciudad «el brillo y el lustre de una capital». Hubo debates sobre cómo crear un centro urbano emblemático, considerando lugares como Pechersk, Lypky, la plaza de Europa y la plaza Myjáilivska, pero estos nunca se materializaron. La ciudad experimentó un rápido crecimiento poblacional entre los años 1970 y mediados de 1990, y ha seguido creciendo desde el cambio de milenio. Como resultado, los distritos centrales de Kiev presentan un contraste entre edificios modernos y antiguos apartamentos. La expansión urbana se ha ralentizado, mientras que la densidad de población en los suburbios ha aumentado. Las propiedades más caras se encuentran en Pechersk y Jreshchátyk, y también son prestigiosos los nuevos edificios en el Raión de Járkivskyi y Obolón. La independencia de Ucrania trajo otros cambios. Entre ellos, el estilo occidental de los complejos residenciales, centros nocturnos, restaurantes y hoteles. El centro de Kiev se ha limpiado y los edificios se han restaurado y redecorado, especialmente Jreshchátyk y la plaza de la Independencia. Muchos barrios históricos, como el Descenso Andríyivskyy, se han convertido en populares lugares de vendedores ambulantes, donde se puede encontrar arte tradicional ucraniano, artículos religiosos, libros, juegos y joyería.
Los complejos de arquitectura histórica más famosos de Kiev incluyen la Puerta Dorada, la catedral de Santa Sofía y el monasterio de las Cuevas, todos reconocidos por la Unesco como Patrimonio de la Humanidad. La Puerta Dorada, construida en el siglo XI, fue una de las principales entradas a la antigua ciudad fortificada. La catedral de Santa Sofía, también del siglo XI, es conocida por sus impresionantes frescos y mosaicos bizantinos. El monasterio de las Cuevas, fundado en 1051, es famoso por sus catacumbas y su papel como centro espiritual. Otros monumentos arquitectónicos históricos notables son el Palacio Mariyinski, una majestuosa residencia barroca del siglo XVIII utilizada actualmente para ceremonias oficiales; la catedral de San Miguel, reconstruida en el siglo XX con sus distintivas cúpulas doradas; la iglesia de San Andrés, una obra maestra del barroco ucraniano diseñada por el arquitecto Bartolomeo Rastrelli en el siglo XVIII; y la catedral de San Vladímir, construida en el siglo XIX y decorada con frescos de artistas famosos, como Viktor Vasnetsov.
También se destacan la estatua ecuestre de Bogdán Jmelnitski, un monumento del siglo XIX dedicado al líder militar ucraniano que encabezó una revuelta contra el dominio polaco; la estatua de Vladimiro el Grande, un monumento del siglo XIX en honor al príncipe que cristianizó la Rus de Kiev; y el monumento a Kyi, Shchek y Joriv, los legendarios fundadores de la ciudad, erigido en 1982.
Entre los hitos modernos de Kiev se encuentra la Madre Ucrania, una gigantesca estatua de titanio visible desde lejos, situada en el Museo Nacional de la Historia de Ucrania en la Segunda Guerra Mundial. Construida en 1981, simboliza la resistencia del pueblo ucraniano durante la guerra. Otros sitios notables incluyen el hotel Salut, de forma cilíndrica y ubicado al otro lado de la plaza de la Gloria, conocido por su diseño futurista; la llama eterna en la Tumba Monumento del Soldado Desconocido de la Segunda Guerra Mundial, un homenaje perpetuo a los caídos en combate; y la Casa con Quimeras, un edificio modernista del siglo XX decorado con esculturas fantásticas de animales y criaturas míticas, diseñado por Vladislav Gorodetsky.
En la plaza de la Independencia, en el centro de la ciudad, se encuentran dos monumentos significativos: el Arcángel Miguel, sobre una reconstrucción de una de las puertas de la ciudad vieja, y la diosa Berehynia, protectora de la ciudad, representada sobre una alta columna. El Arcángel Miguel es el santo patrón de Kiev, mientras que la Berehynia es una figura mítica de la tradición eslava que simboliza la protección y la fertilidad.

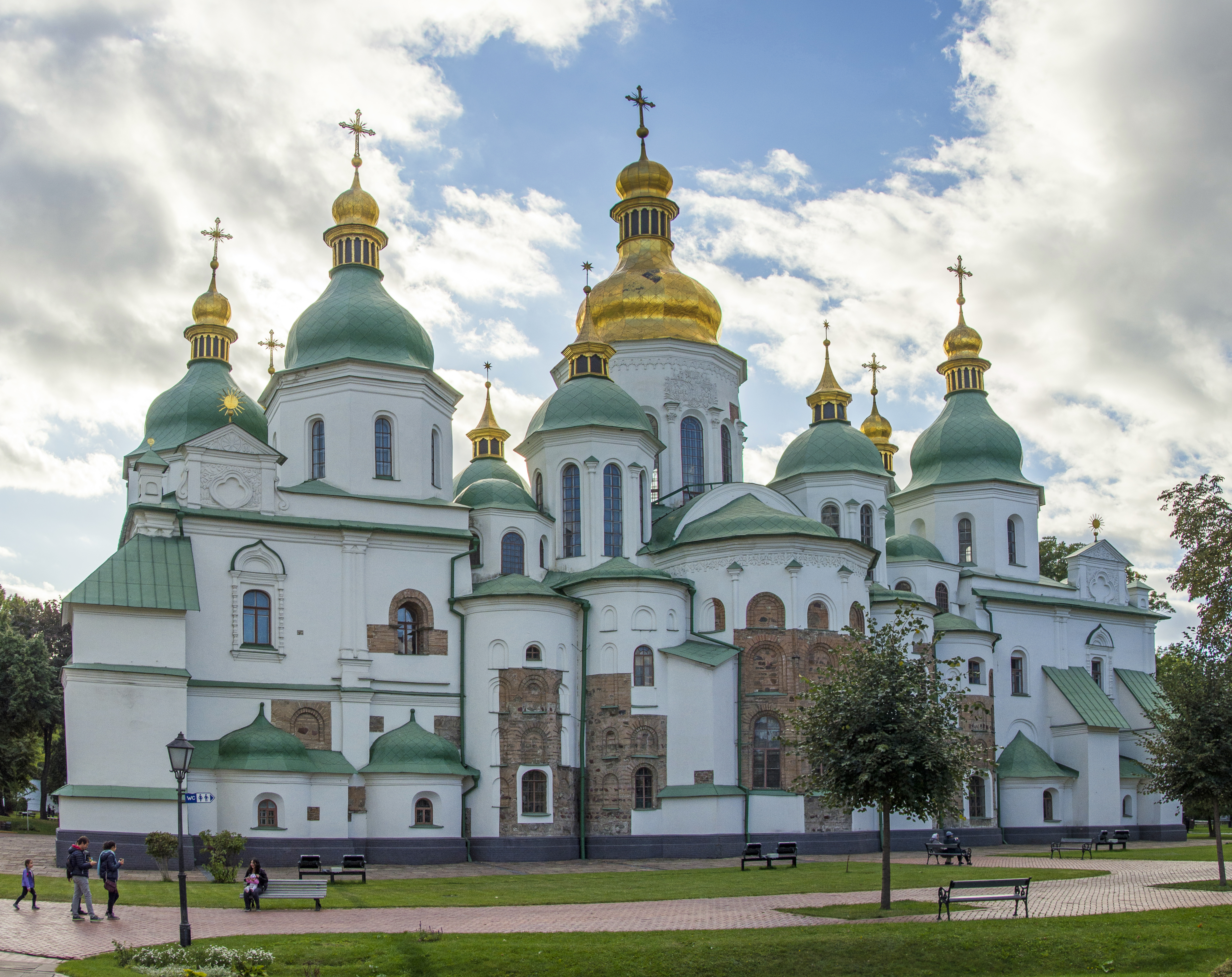
Catedral de Santa Sofía
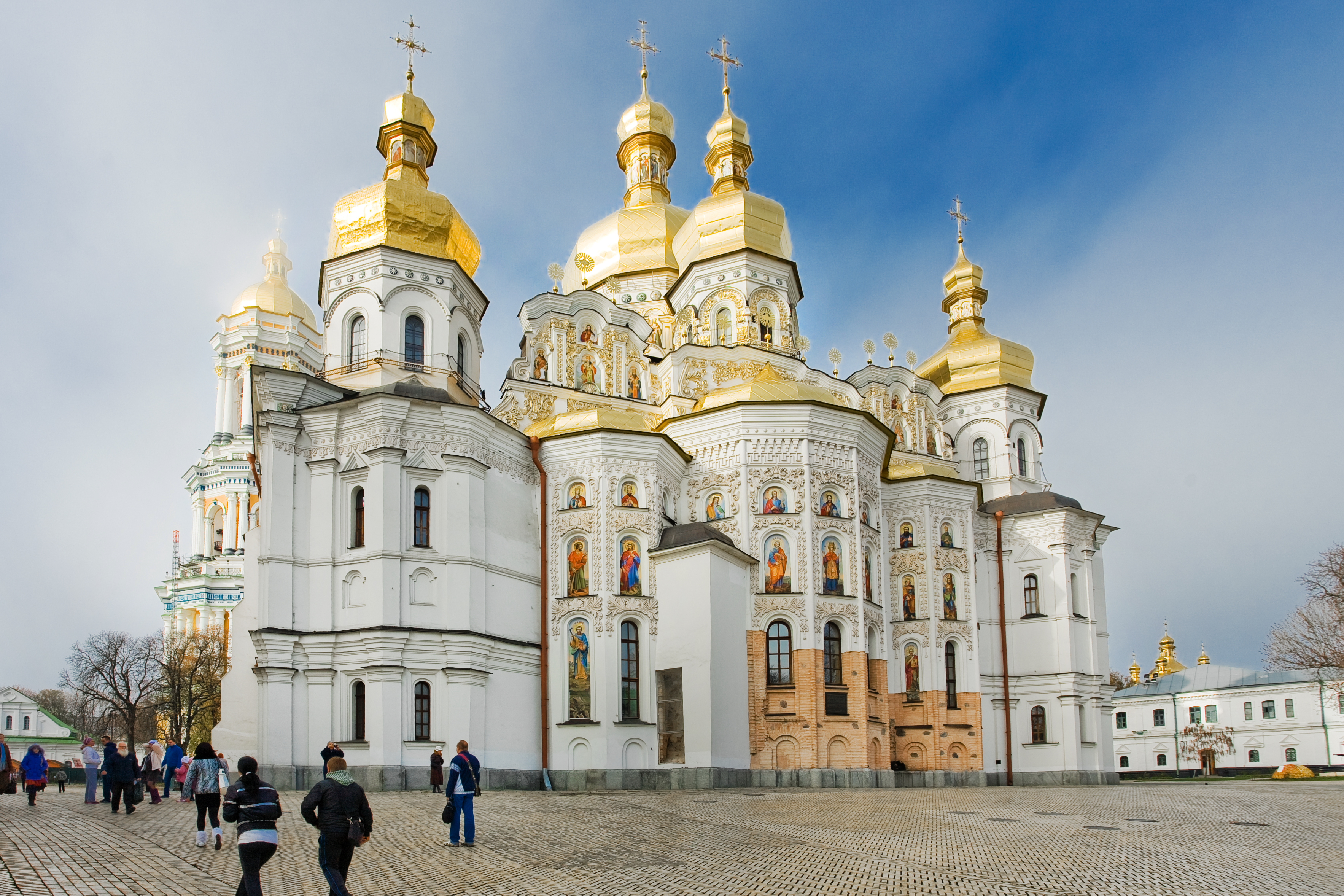
Catedral de la Asunción dentro del Monasterio de las Cuevas de Kiev
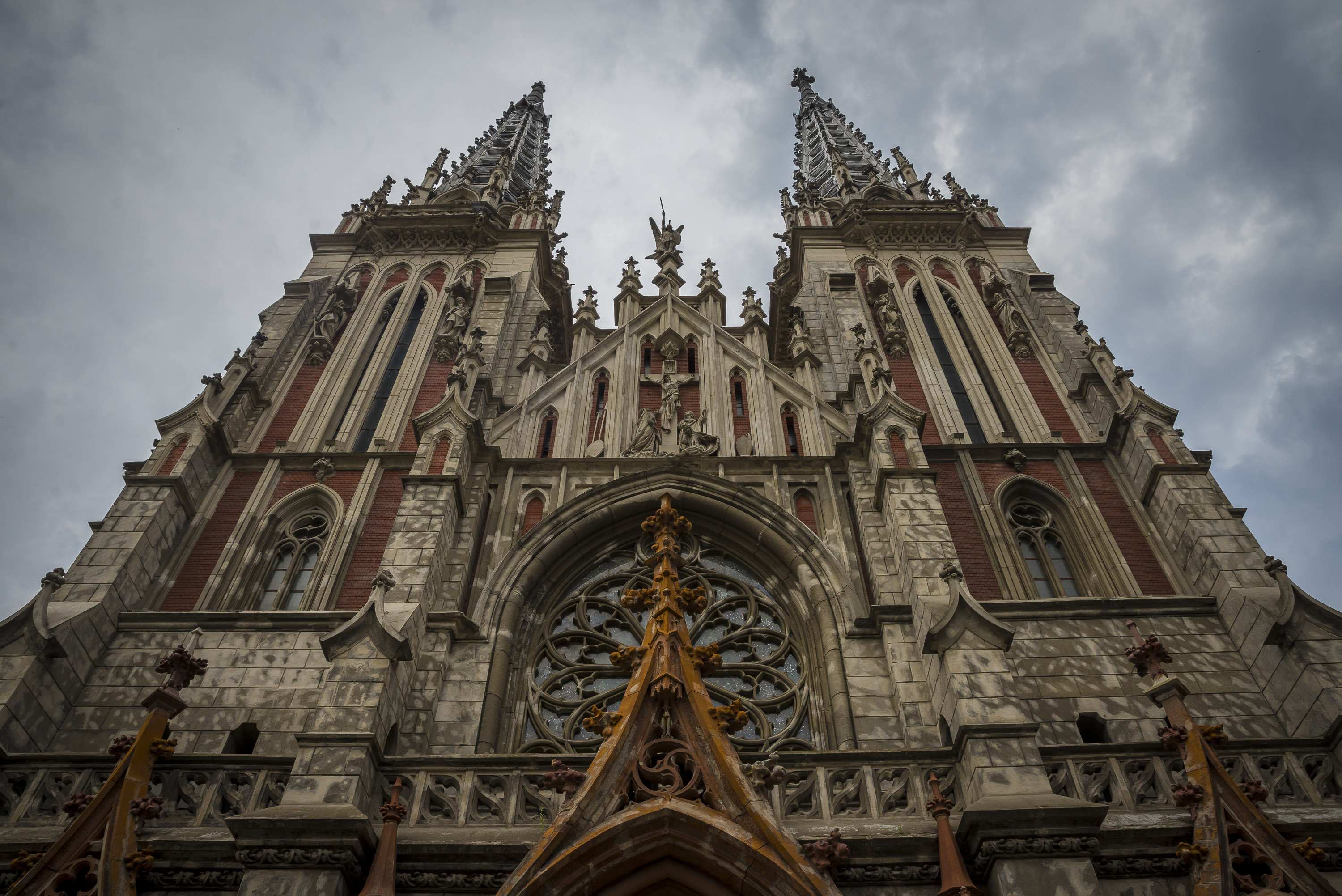
Catedral de San Nicolás
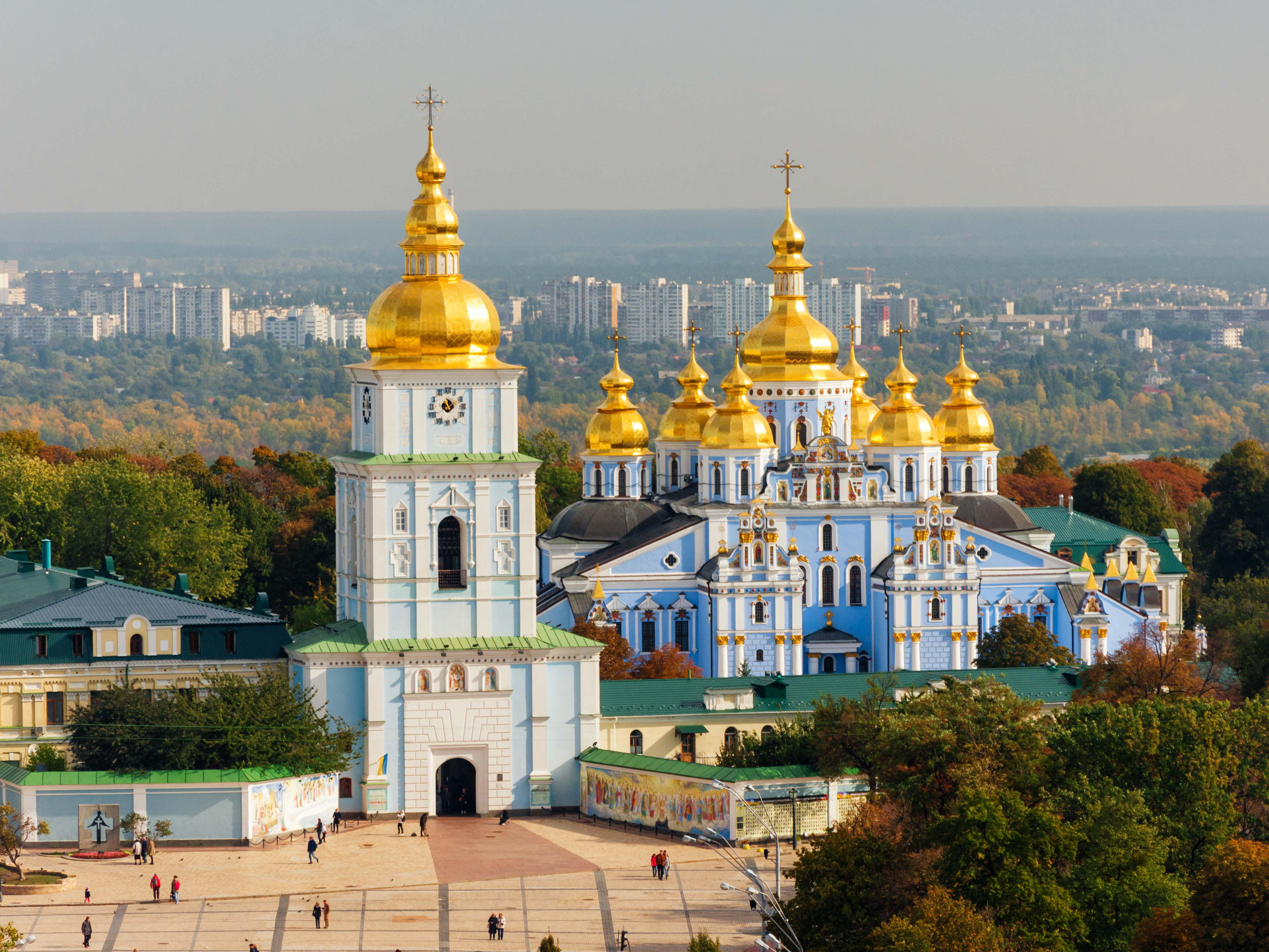
Monasterio de San Miguel de las Cúpulas Doradas
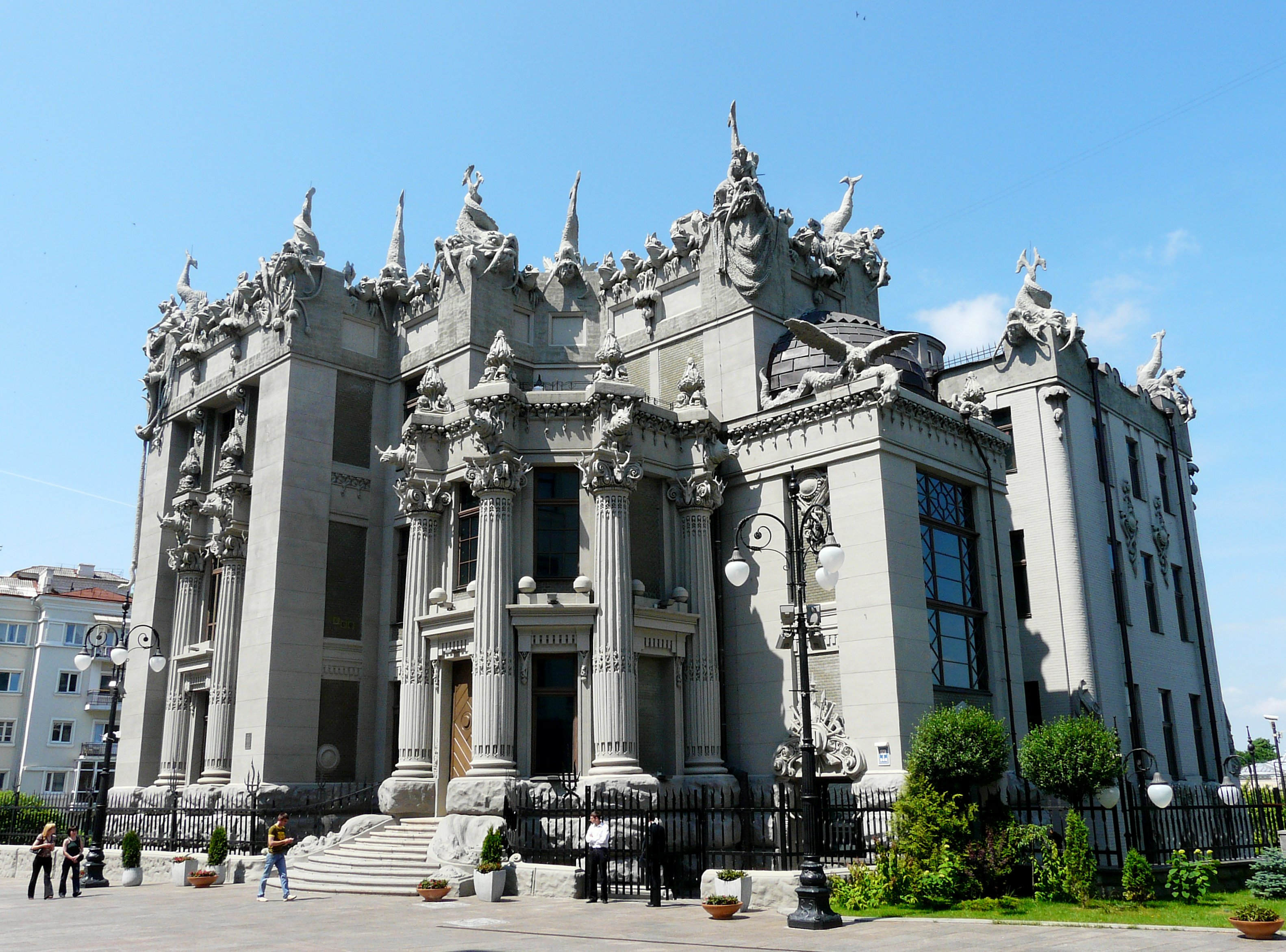
Casa con Quimeras
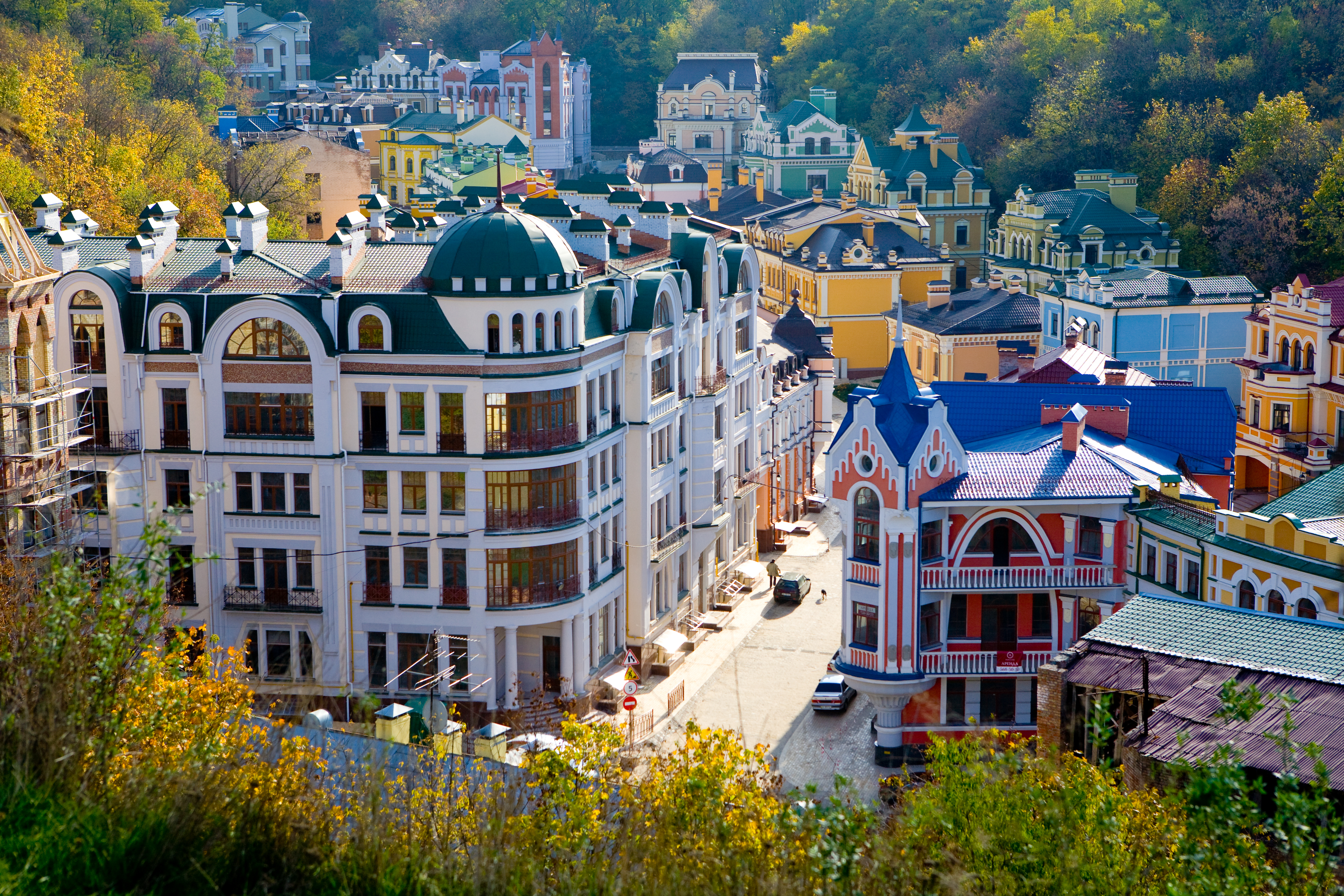
Zona residencial de Vozdvizhenka
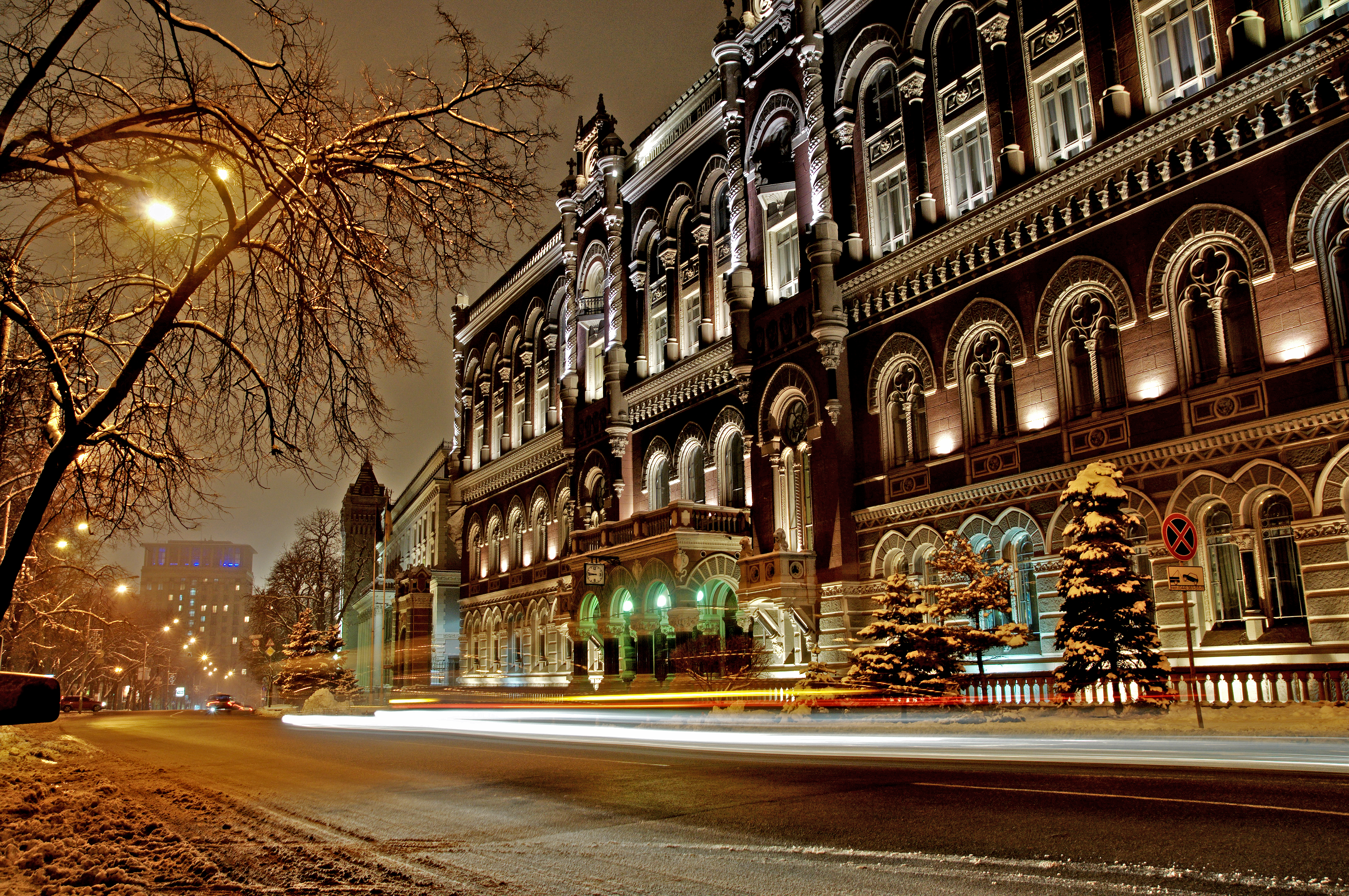
Banco Nacional de Ucrania
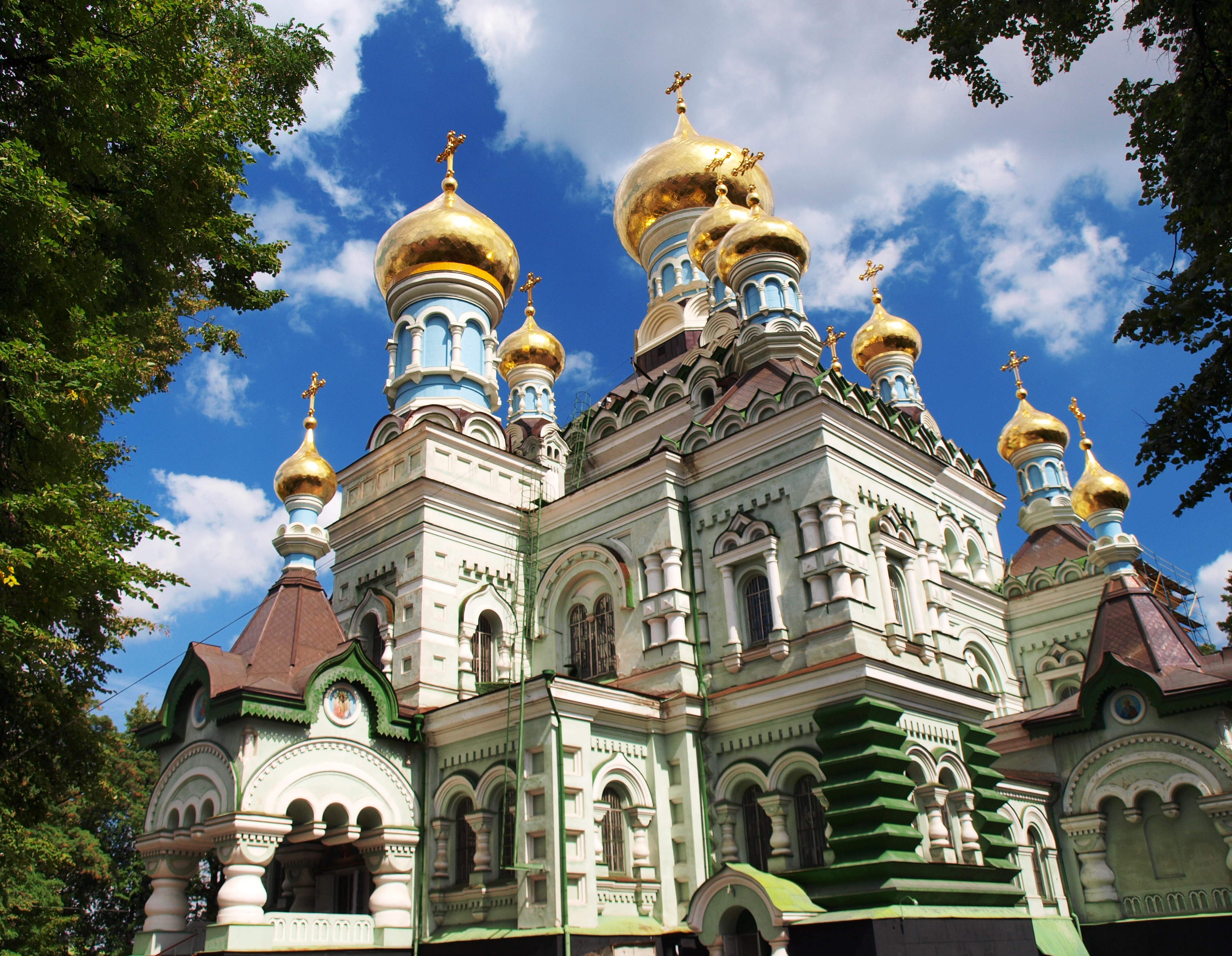
Monasterio Pokrovsky
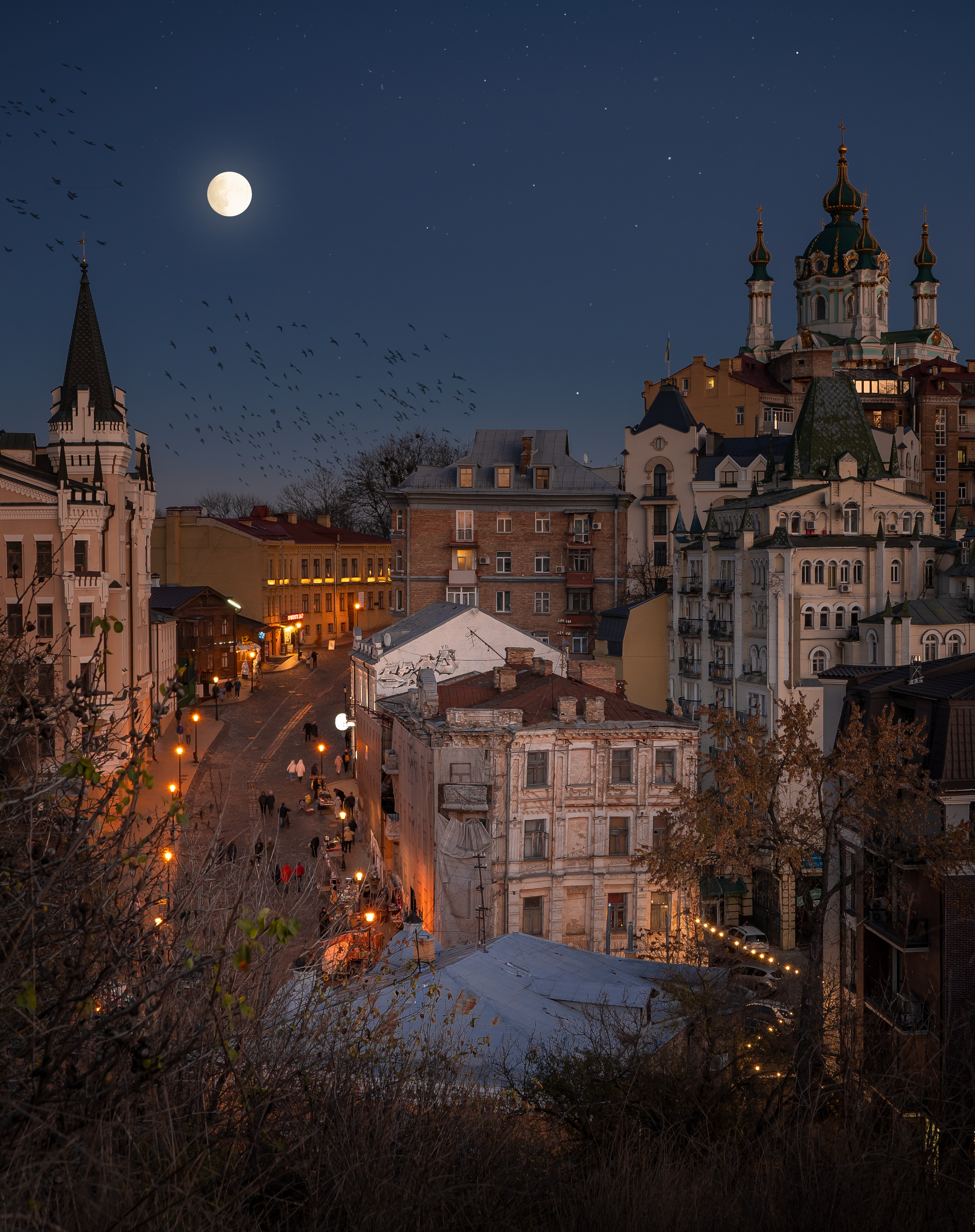
Andriivskiy Uzviz
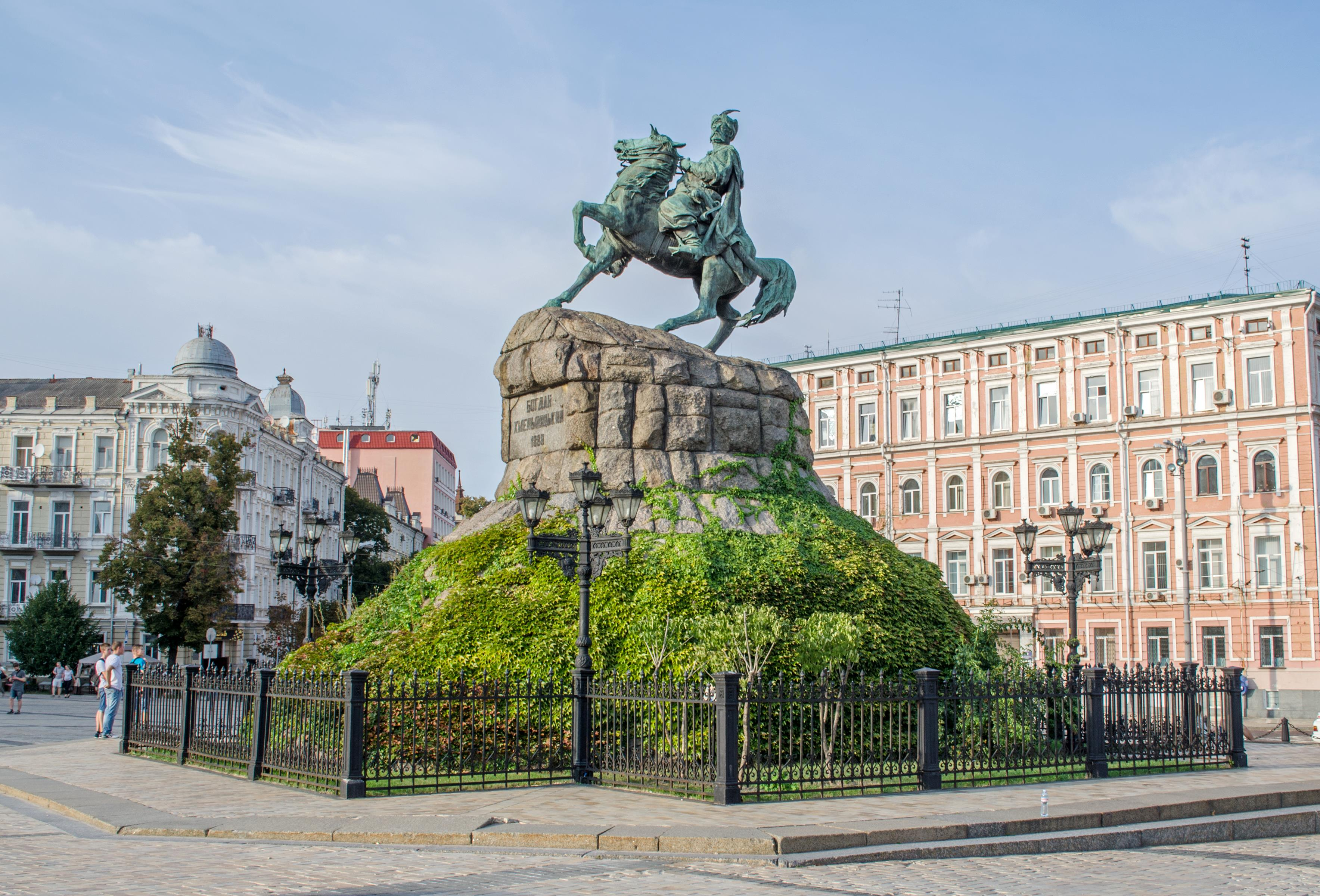
Estatua de Bogdán Jmelnitski
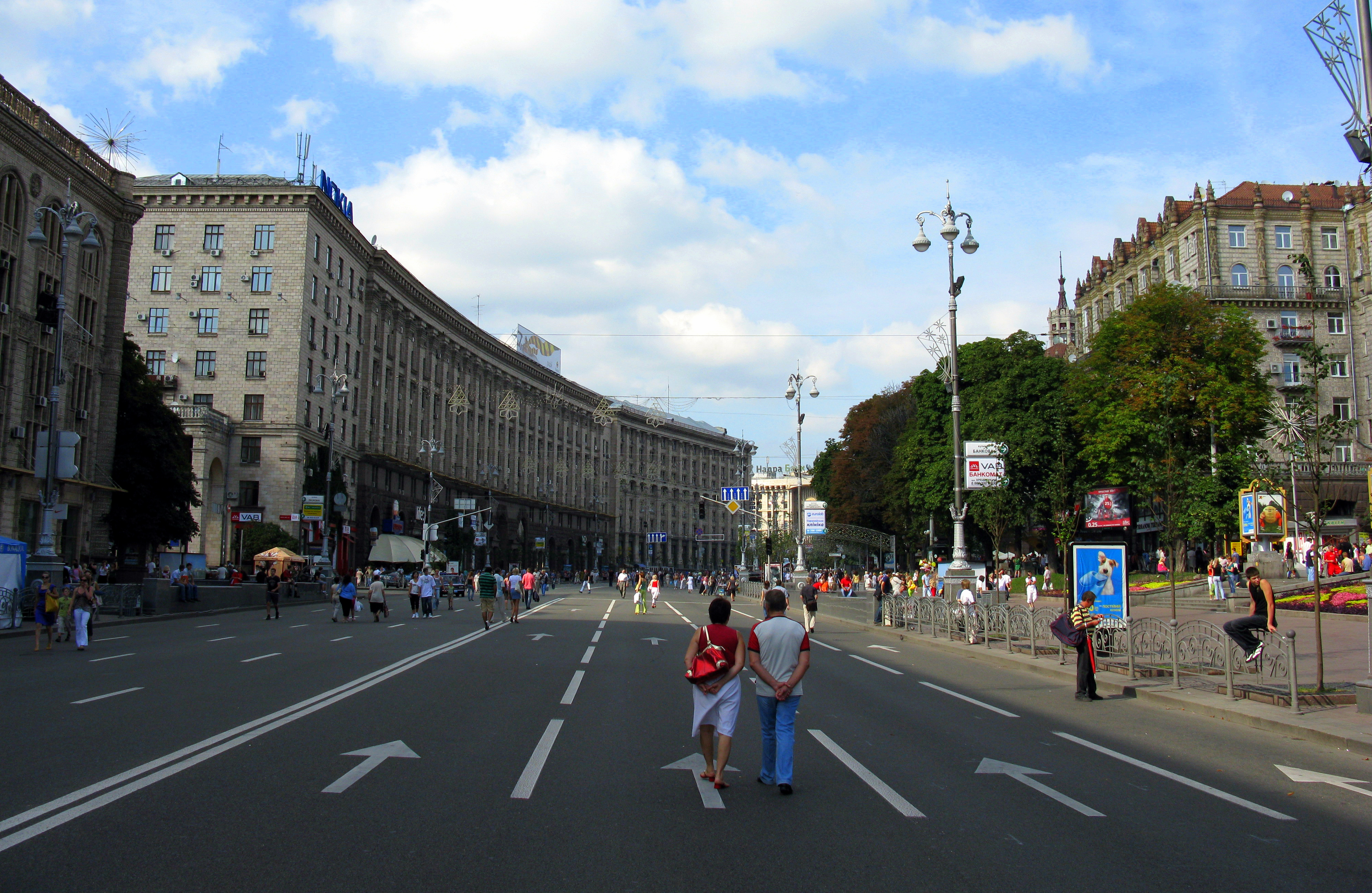
Jreshchatyk
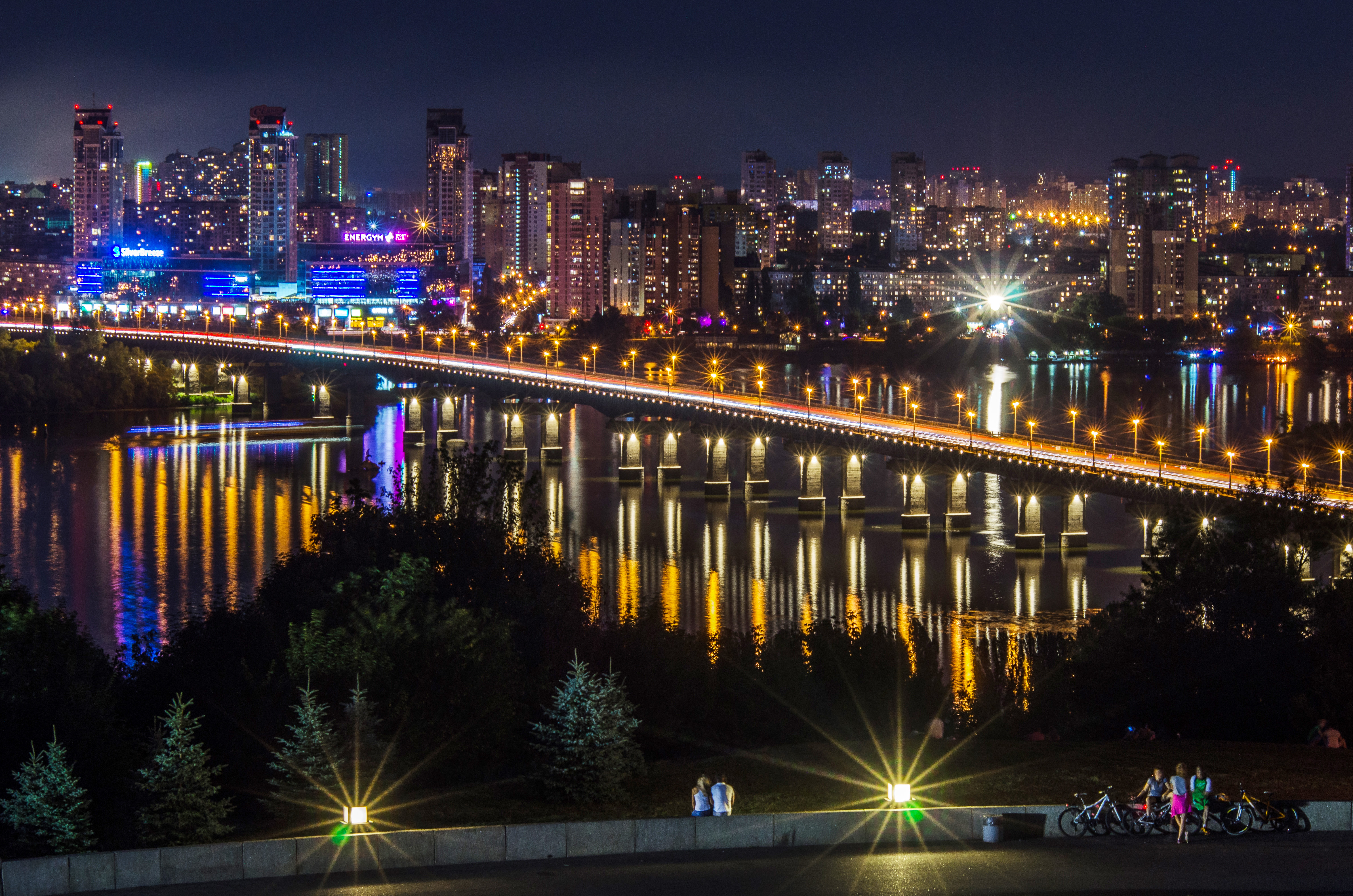
Puente de Patón
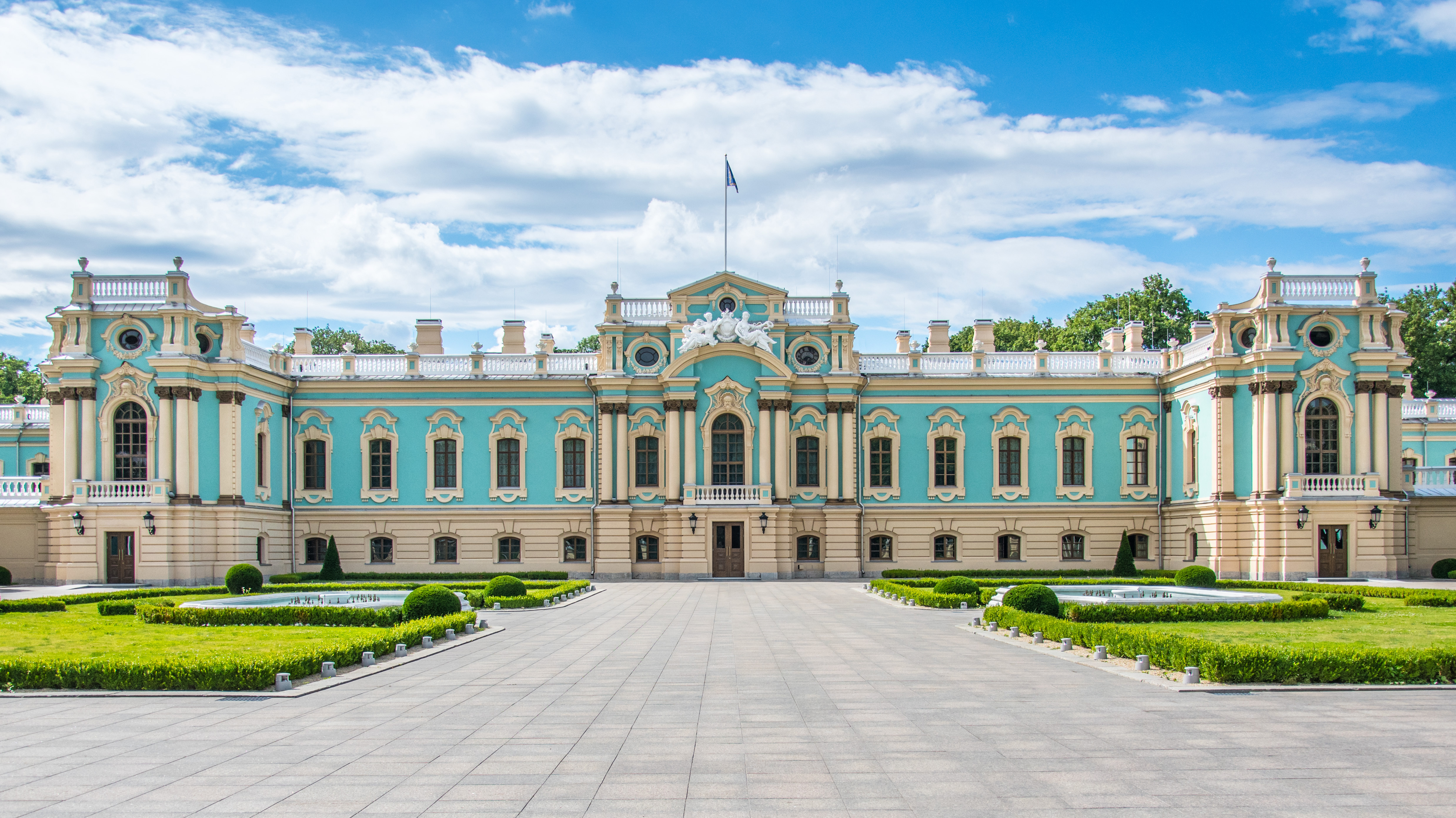
Palacio Marillinski
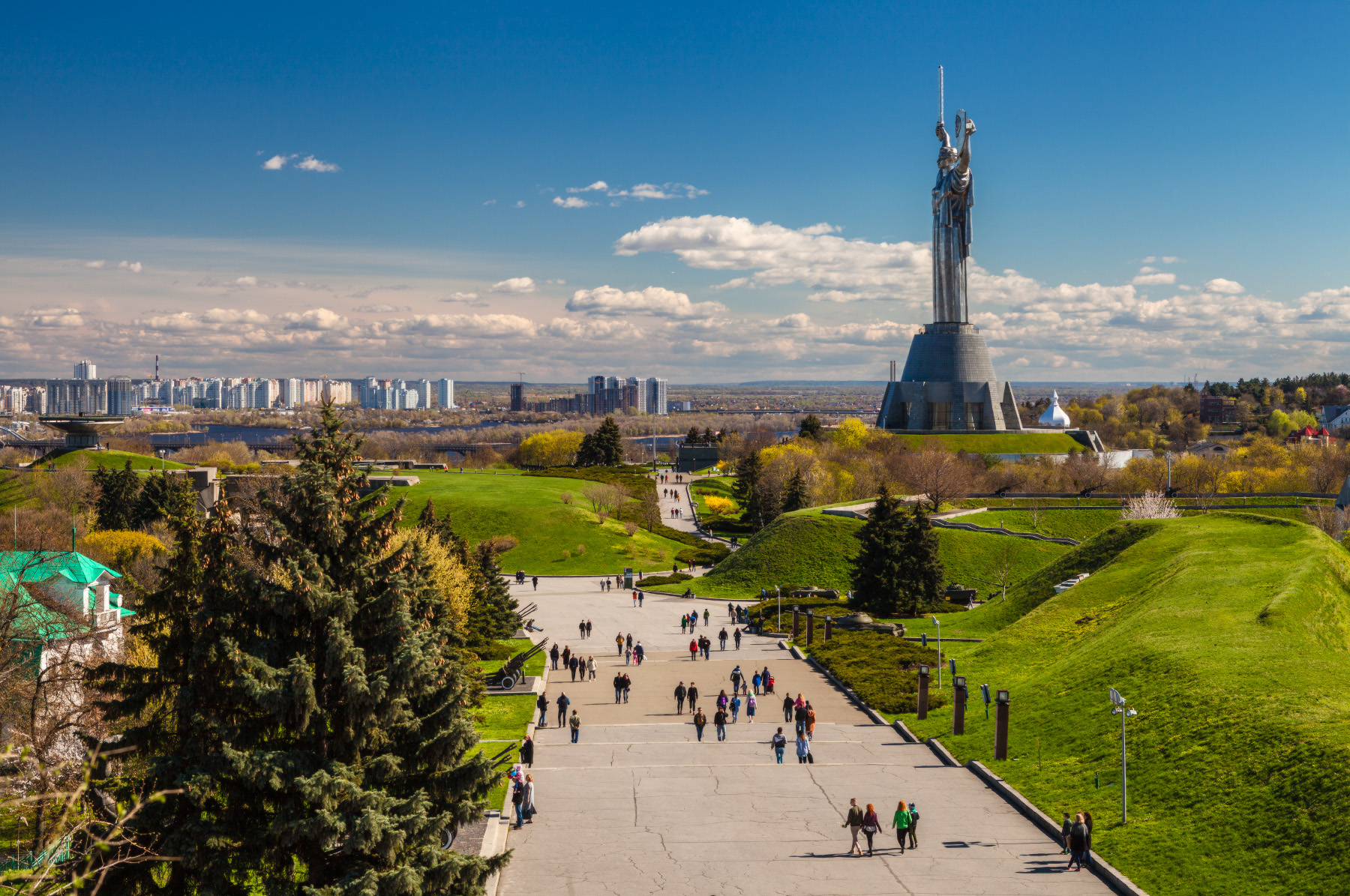
Estatua de la Madre Ucrania
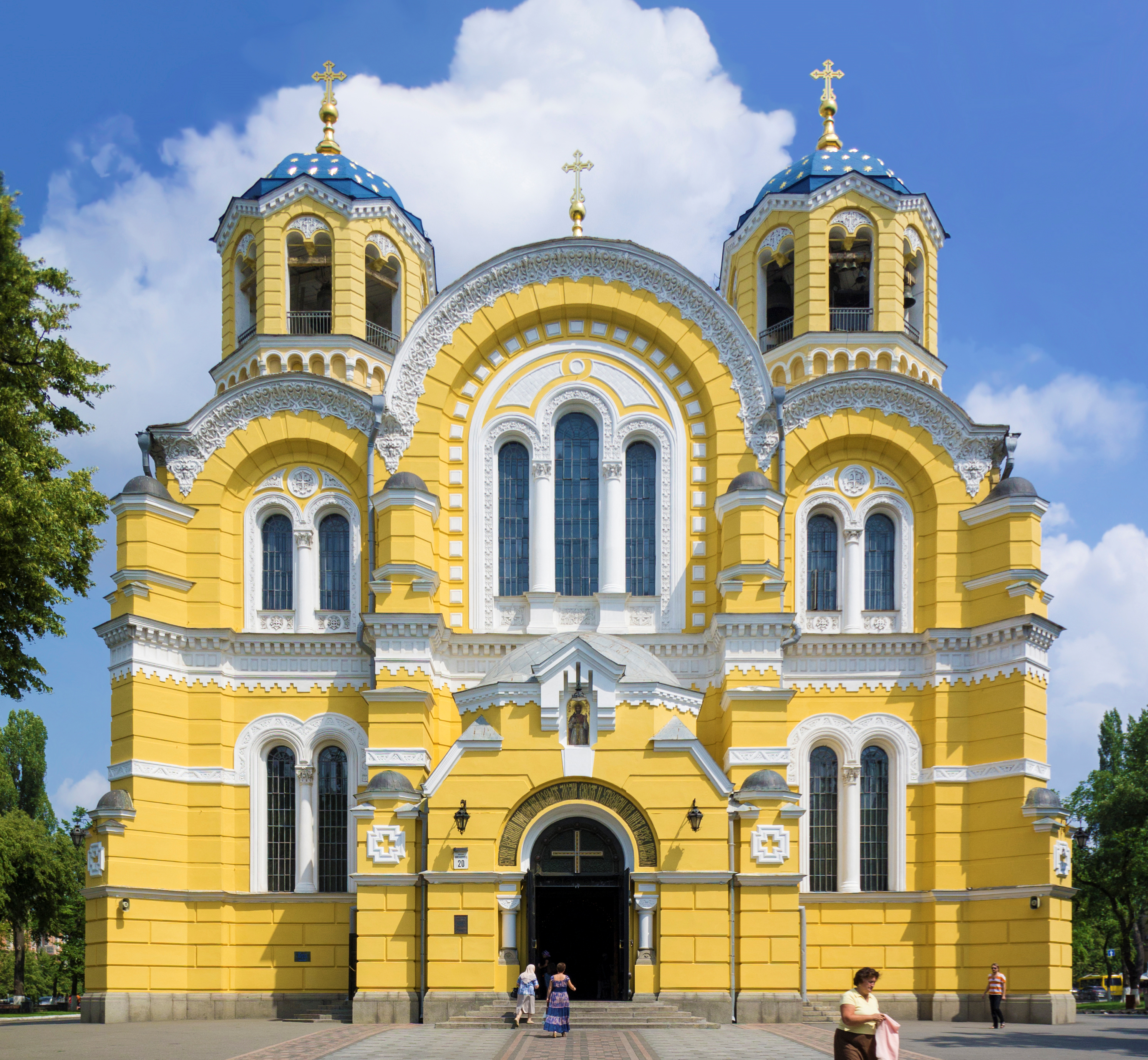
Catedral de San Volodímir

### Deporte
El deporte de equipo más popular en Kiev es el fútbol. Los principales estadios de competiciones deportivas son el estadio Olímpico de Kiev, el Palacio de los Deportes de Kiev, el estadio Lobanovsky Dynamo y el Obolon Arena. En el estadio olímpico de Kiev se organizó partidos de fase de grupos, cuartos de final y finales de la Eurocopa 2012, y se disputó la final de la Champions League de 2018.
| Deporte    | Equipo            | Liga                    | Estadio                 | Fundación |
| Fútbol     | FC Dinamo de Kiev | Liga Premier            | Olímpico                | 1927      |
| Fútbol     | Arsenal Kiev      | Liga Premier            | Lobanovsky Dynamo       | 1925      |
| Fútbol     | FC Obolón-Brovar  | Persha Liha             | Obolon Arena            | 1992      |
| Baloncesto | BC Kiev           | Superliga de baloncesto | Palacio de los deportes | 1999      |
| Baloncesto | BC Budivelnyk     | Superliga de baloncesto | Palacio de los deportes | 1945      |

#### Fútbol
Durante los Juegos Olímpicos de Moscú 1980 que tuvieron lugar en la Unión Soviética, Kiev celebró los cuartos de final del torneo de fútbol en su estadio olímpico, reconstruido para este evento. El estadio es el más grande de los estadios de Ucrania, así como de Kiev, que cuenta con otros quince estadios y complejos deportivos. Inicialmente construido para una capacidad de 100 000 espectadores, a raíz de la instalación de cada uno de los puestos que le pueden acomodar 83 053 espectadores. Otros estadios notables para el deporte incluyen el estadio Lobanovsky Dynamo y el Palacio de los Deportes de Kiev.
Juntamente con algunas otras ciudades de Polonia y Ucrania, Kiev organizó la Eurocopa 2012. Tres partidos de la fase de grupos, uno de cuartos de final y la final del torneo se jugaron en el estadio olímpico de la capital ucraniana.
En 2016, el primer Ejecutivo de la UEFA dirigido por Aleksander Ceferin ha servido para escoger las principales sedes en las que se llevarán a cabo las finales europeas de clubes en 2018. Por lo tanto, la final de la Champions League de 2018 se llevará a cabo en el estadio Olímpico de Kiev, la casa del Dynamo de Kiev. Allí, la selección española de fútbol se levantó campeona en 2012 y, seis años después, el mítico estadio volverá a acoger una final europea de Champions League que hace campeón al Real Madrid tras ganar 3-1 al Liverpool.

#### Baloncesto
Durante la época soviética, el BC Budivelnyk fue uno de los clubes de baloncesto masculino más destacados en Ucrania. Su historial y rendimiento lo situaron como uno de los principales representantes del deporte en el país. En la actualidad, junto con el BC Kiev, continúa siendo un pilar importante en la Superliga de baloncesto de Ucrania, reflejando su legado histórico y su influencia continua en el panorama deportivo nacional.
En el ámbito del baloncesto femenino, el equipo TIM-SKUF ha ganado reconocimiento como líder destacado. Con su consistencia y éxito en la competición nacional, TIM-SKUF ha establecido un estándar alto dentro del deporte femenino en Ucrania. Su participación activa y rendimiento competitivo subrayan su importancia en el desarrollo y promoción del baloncesto entre las mujeres en el país.

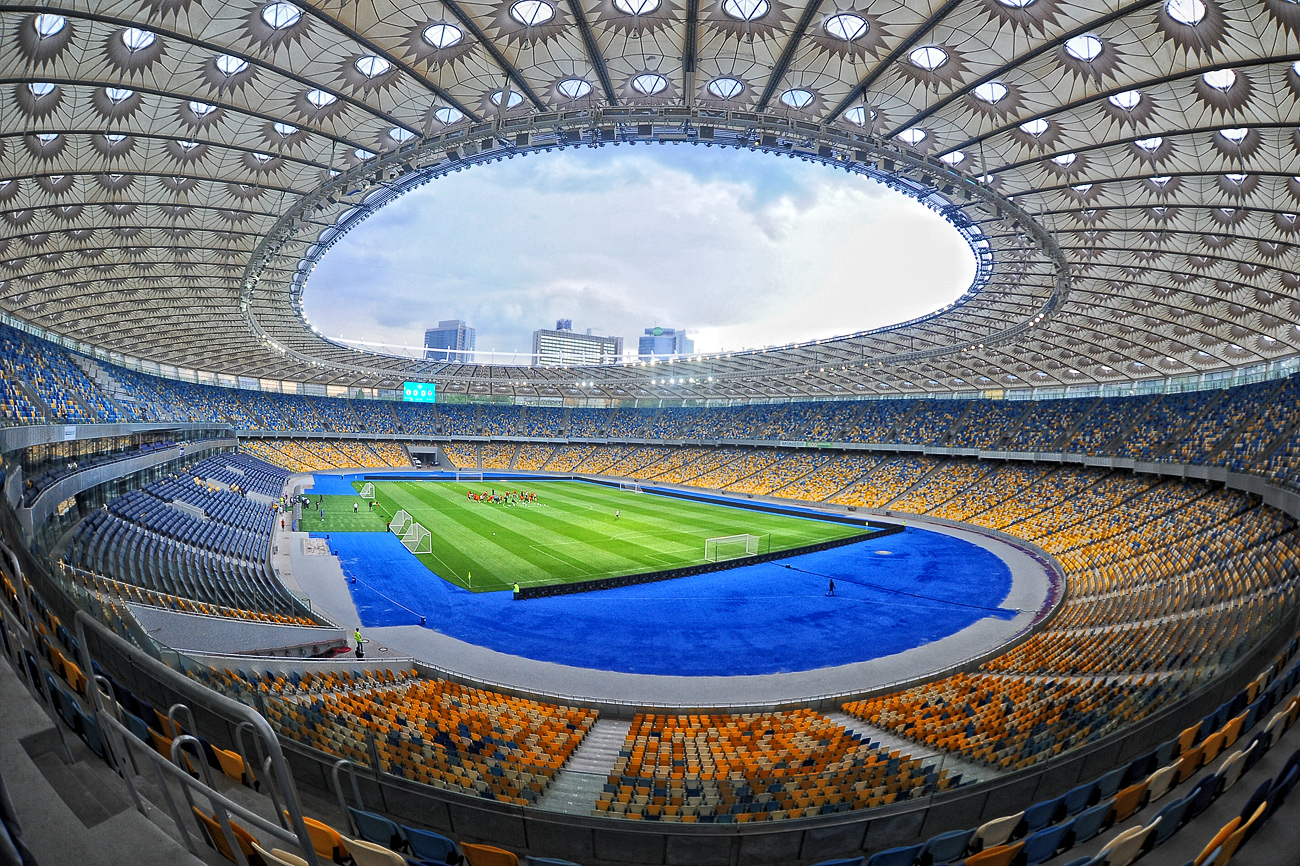
Estadio Olímpico
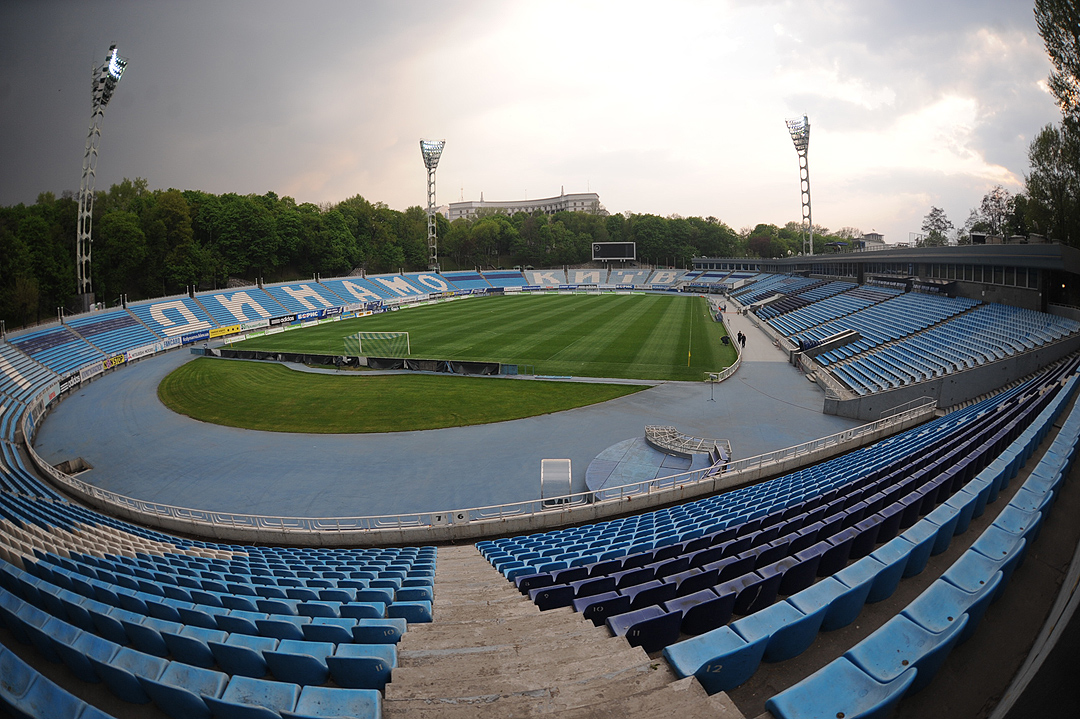
Estadio Lobanovsky Dynamo
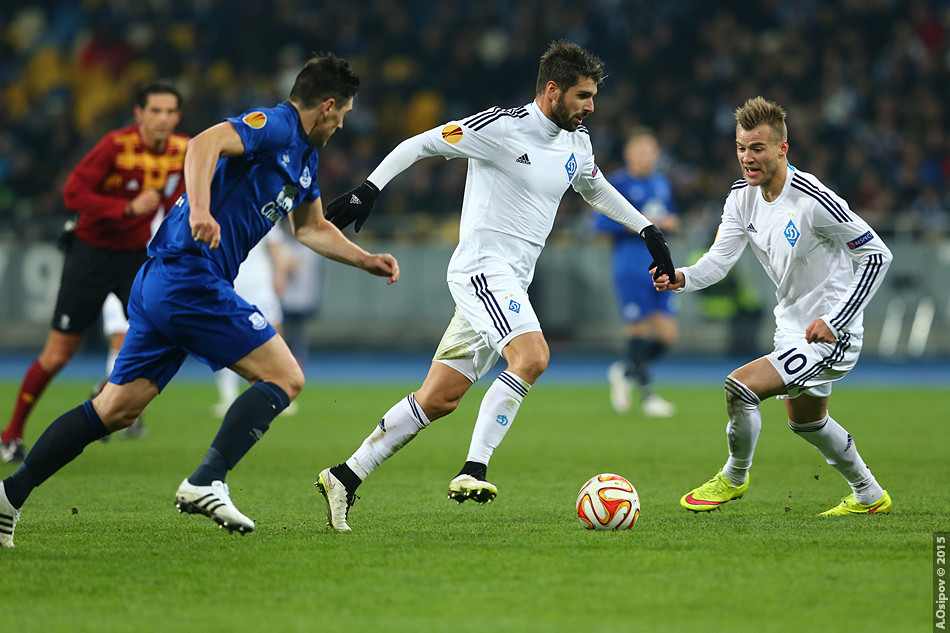
Partido del Dinamo de Kiev
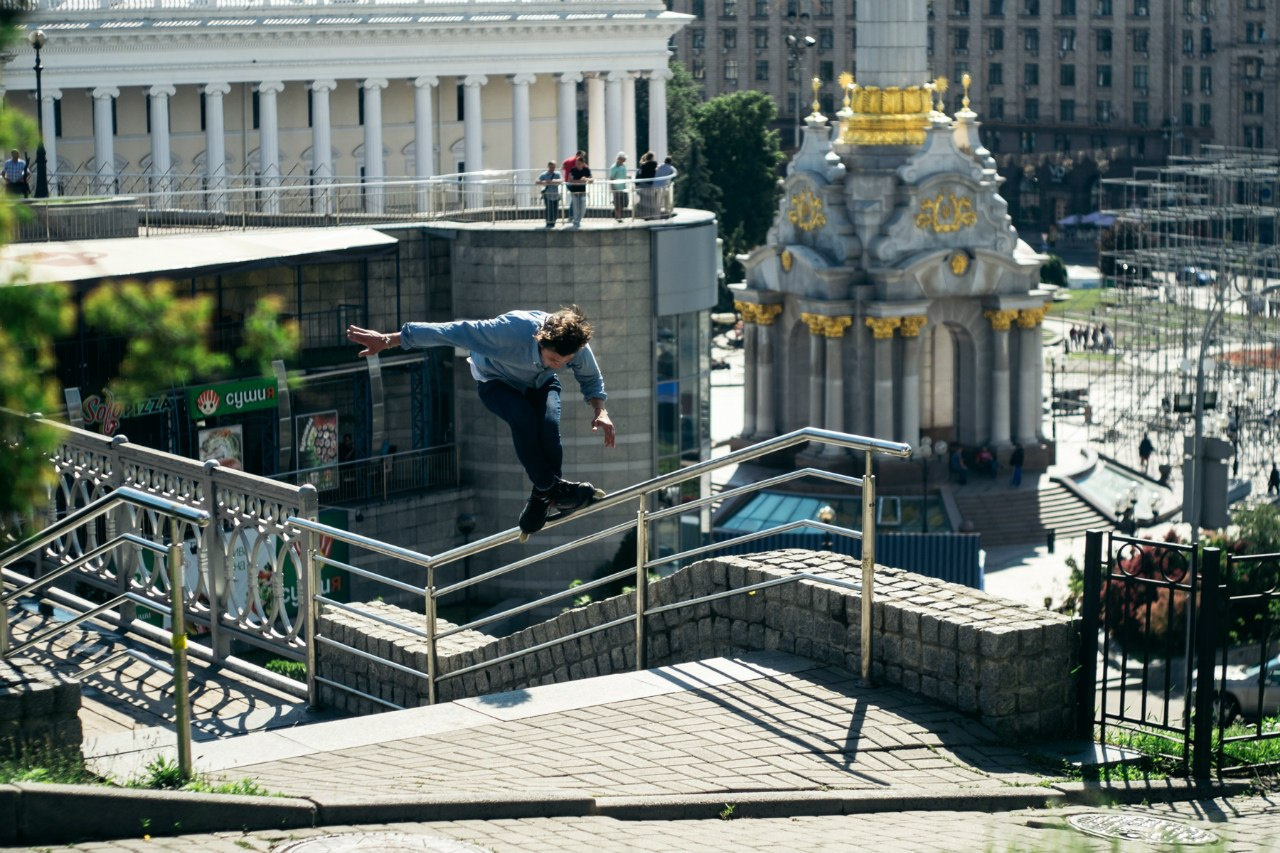
Artem Jvorostenko patinando en la Plaza de la Independencia

### Ciudades hermanadas
| Ciudades con un acuerdo de hermanamiento |           |              |            |                |                  |
| Ankara                                   | Astaná    | Atenas       | Biskek     | Bratislava     | Brasilia         |
| Bruselas                                 | Budapest  | Buenos Aires | Chicago    | Chisinau       | Ciudad de México |
| Cracovia                                 | Edimburgo | Ereván       | Florencia  | Kioto          | Leipzig          |
| Lima                                     | Madrid    | Yakarta      | Montevideo | Múnich         | Villa Dolores    |
| Odense                                   | Pekín     | Pretoria     | Riga       | Río de Janeiro | Santiago         |
| Sofía                                    | Tallin    | Tampere      | Tiflis     | Toulouse       | Varsovia         |
| Vilna                                    | Wuhan     | Wuhan        | Wuhan      | Wuhan          | Wuhan            |
| Ciudades con un acuerdo de cooperación   |           |              |            |                |                  |
| Belgrado                                 | Helsinki  | Jerusalén    | Lisboa     | París          | Roma             |
| Toronto                                  | Trípoli   | Viena        | Yereván    | Estocolmo      | Estocolmo        |

El 11 de febrero de 2016, el Ayuntamiento de Kiev declaró inválido el hermanamiento con Moscú, Volgogrado, San Petersburgo, Ulán-Udé, la República de Komi y Majachkalá debido a la intervención militar de la Federación Rusa en Ucrania, la decisión fue apoyada por 97 diputados.